# Hillary Clinton
Hillary Diane Rodham Clinton (nacida Hillary Diane Rodham; Chicago, 26 de octubre de 1947) es una política, diplomática, abogada, escritora, filántropa y conferencista estadounidense que se desempeñó como la 67.ª secretaria de Estado de los Estados Unidos de 2009 a 2013, como senadora de los Estados Unidos por el estado de Nueva York de 2001 a 2009, y como primera dama de los Estados Unidos de 1993 a 2001.
Clinton fue la candidata del Partido Demócrata en las elecciones presidenciales de 2016, siendo la primera mujer en obtener la nominación presidencial de uno de los principales partidos políticos del país, así como en la única mujer que ha ganado el voto popular en unas elecciones presidenciales en Estados Unidos. No obstante, perdió el Colegio Electoral frente al candidato del Partido Republicano, Donald Trump. Es la única ex primera dama de los Estados Unidos que se ha postulado para un cargo de elección popular.
Rodham se graduó del Wellesley College en 1969 y de la Facultad de Derecho de Yale en 1973. Tras trabajar como asesora parlamentaria, se mudó a Arkansas y se casó con Bill Clinton en 1975. En 1977, cofundó la organización Defensores para Niños y Familias de Arkansas y en 1979 se convirtió en la primera mujer en ser socia del estudio jurídico Rose Law Firm, con sede en Little Rock. Fue primera dama de Arkansas de 1979 a 1981, y nuevamente de 1983 a 1992. Como primera dama de Estados Unidos, Clinton promovió una ambiciosa reforma del sistema de salud, pero su propuesta fue rechazada por el Congreso en 1994. A nivel internacional, se estableció como una figura global en la defensa de los derechos de las mujeres tras su intervención en la Conferencia Mundial sobre la Mujer de 1995. Más adelante, impulsó la creación del Programa de Seguro Médico Infantil, la Ley de Adopción y Familias Seguras y la Ley de Independencia de Hogares de Acogida. En 1998, su vida privada fue objeto de escrutinio a raíz del escándalo Clinton-Lewinsky, ante lo cual reafirmó públicamente su compromiso con su matrimonio.
Clinton fue elegida senadora por el estado de Nueva York en el año 2000, convirtiéndose en la primera mujer en ocupar ese cargo por dicho estado. Presidió el Comité de Dirección y Alcance Demócrata del Senado de 2003 a 2007.  En 2008, postuló a la presidencia, pero fue derrotada por Barack Obama en las primarias demócratas. Clinton fue secretaria de Estado de Estados Unidos de 2009 a 2013, donde estableció la Revisión Cuatrienal de Diplomacia y Desarrollo. Durante su gestión, respondió a la Primavera Árabe respaldando la intervención militar en Libia, aunque fue criticada por la falta de prevención y respuesta al ataque en Bengasi en 2012. Jugó un rol clave en la articulación de un régimen de sanciones internacionales contra Irán, lo que condujo a la firma del Plan de Acción Integral Conjunto en 2015. Su uso de un servidor de correo electrónico privado mientras ejercía como funcionaria fue objeto de intensa controversia; si bien no se presentaron acusaciones, el tema se convirtió en el más cubierto por los medios durante su segunda candidatura presidencial en 2016. Obtuvo la nominación demócrata, pero perdió la elección general frente a su rival republicano Donald Trump en el Colegio Electoral, a pesar de haber ganado el voto popular.
Tras su derrota, publicó varios libros y fundó Onward Together, una organización de acción política destinada a recaudar fondos para grupos progresistas. En 2011, fue nombrada presidenta fundadora honoraria del Institute for Women, Peace and Security de la Universidad de Georgetown, institución que entrega anualmente premios que llevan su nombre. Desde 2020, ejerce como rectora de la Universidad de la Reina de Belfast. En 2023, se incorporó a la Universidad de Columbia como Profesora de Práctica en la School of International and Public Affairs.

## Primeros años y educación

### Primeros años

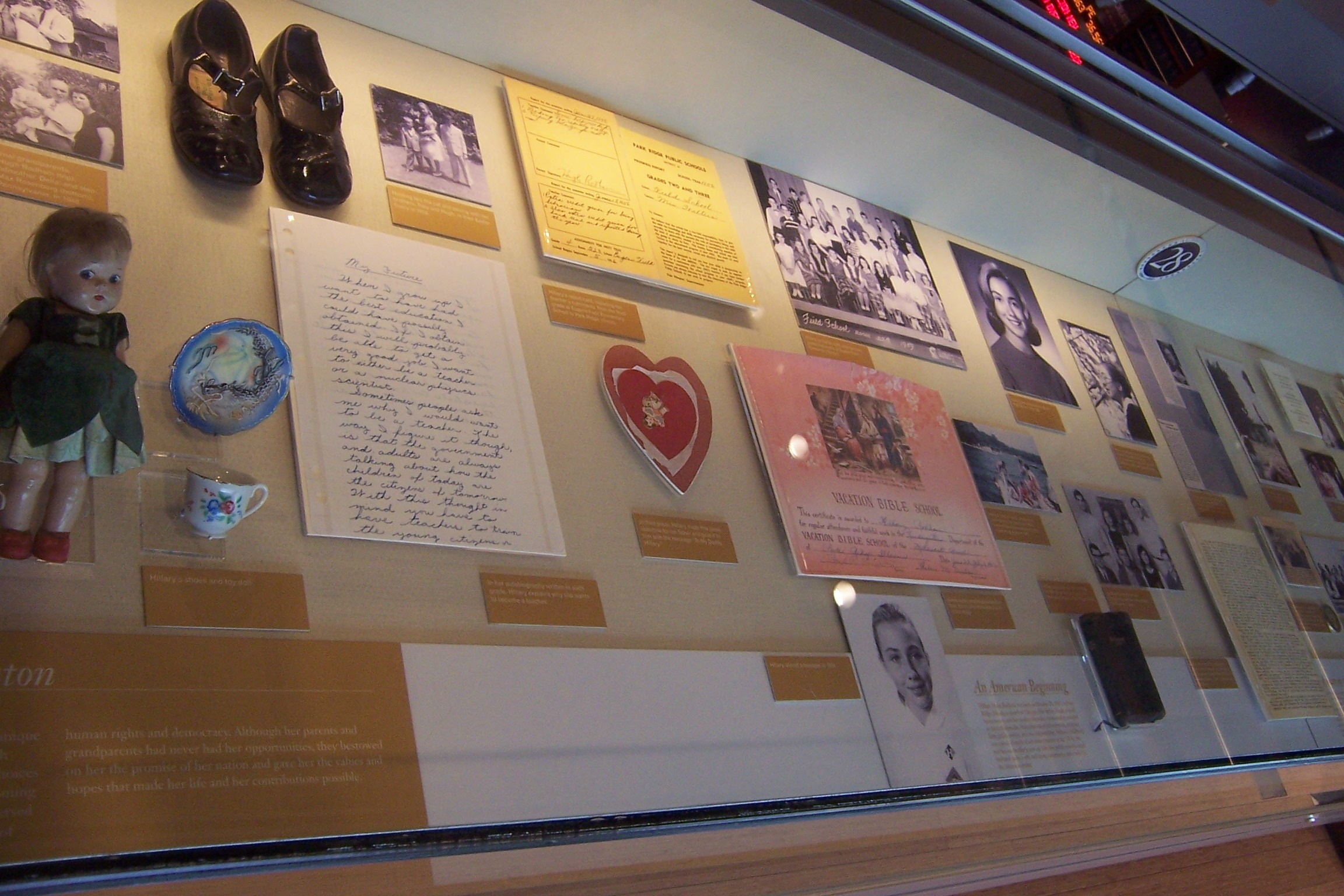
Momentos de los primeros años de Hillary Rodham se muestran en el Centro Presidencial Clinton.

Hillary Diane Rodham nació el 26 de octubre de 1947 en el Hospital Edgewater, en la ciudad de Chicago, Illinois. Creció en una familia perteneciente a la Iglesia metodista unida, primero en Chicago y después, desde los tres años, en la ciudad de Park Ridge, Illinois. Su padre, Hugh Ellsworth Rodham (1911-1993), era hijo de inmigrantes galeses e ingleses; dirigió un exitoso negocio en la industria textil. Su madre, Dorothy Emma Howell (1919-2011), era una ama de casa descendiente de inmigrantes ingleses, escoceses, franceses, francocanadienses, y galeses. Hillary creció junto a sus dos hermanos menores, Hugh y Tony.

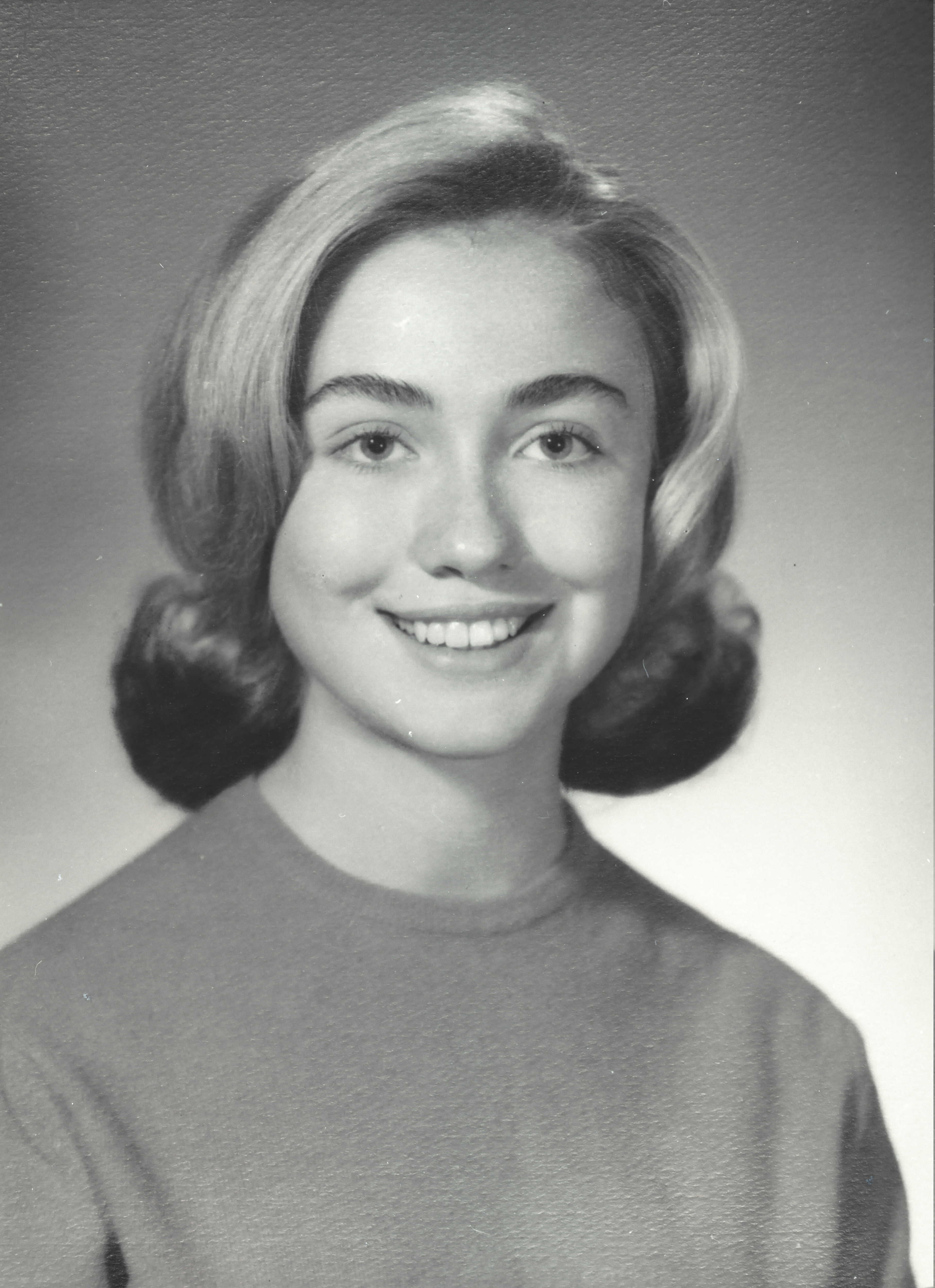
Rodham en el anuario de la Escuela Secundaria Maine South, de 1965.

De niña, Hillary era la favorita de su profesora, en la escuela pública de Park Ridge. Practicó natación, béisbol, y otros deportes. Ganó numerosos premios como Brownie y Girl Scout. Asistió a la escuela secundaria del Maine East, donde participó en el consejo estudiantil, el periódico escolar, y fue elegida para la National Honor Society. Para su último año en la secundaria, fue trasladada al Maine South High School, donde fue una de las finalistas del Programa nacional de becas al mérito (en inglés National Merit Scholarship Program) y se graduó dentro del 5 % superior de su promoción en 1965. Su madre deseaba que tuviera una carrera profesional e independiente, y su padre, antes un tradicionalista, era de la opinión que las habilidades y las oportunidades de su hija no debían estar limitadas por razones de género.
Criada en un ambiente familiar políticamente conservador, a la edad de trece años ayudó en el escrutinio de los votos procedentes del distrito de South Side en Chicago luego de las recién celebradas elecciones presidenciales de 1960, donde encontró pruebas de fraude electoral contra el candidato republicano, Richard Nixon. Más tarde, se ofreció como voluntaria en la campaña del candidato republicano, Barry Goldwater, para las elecciones presidenciales de 1964. El pensamiento político inicial de Rodham fue moldeado, en su mayor parte, por su profesor de historia de la secundaria (como su padre, un ferviente anticomunista), quien le presentó el clásico de Goldwater La conciencia de un conservador (en inglés The Conscience of a Conservative), y por su pastor metodista juvenil (como su madre, preocupado por temas relacionados con la justicia social), junto a quien vio y conoció al líder de los derechos civiles Martin Luther King, en Chicago, en 1962.

### Los años en el Wellesley College
En 1965, se inscribió en el Wellesley College, donde se especializó en ciencia política. Durante su primer año, fue la presidenta de los Jóvenes Republicanos de Wellesley; Como líder de este grupo de orientación republicana liberal, apoyó las candidaturas de los moderados John Lindsay a la alcaldía de la Ciudad de Nueva York y del fiscal general de Massachusetts Edward Brooke al Senado de los Estados Unidos. Más tarde se retiró de dicho cargo. En 2003, Clinton escribiría que sus puntos de vista sobre el movimiento por los derechos civiles en Estados Unidos y la Guerra de Vietnam fueron cambiando en sus primeros años en el college. En una carta dirigida a su pastor juvenil, se describió a sí misma como "conservadora de mente y liberal de corazón". En contraste con las facciones de la década de los sesenta que promovían acciones radicales contra el sistema político, ella buscaba trabajar para cambiarlo desde dentro.

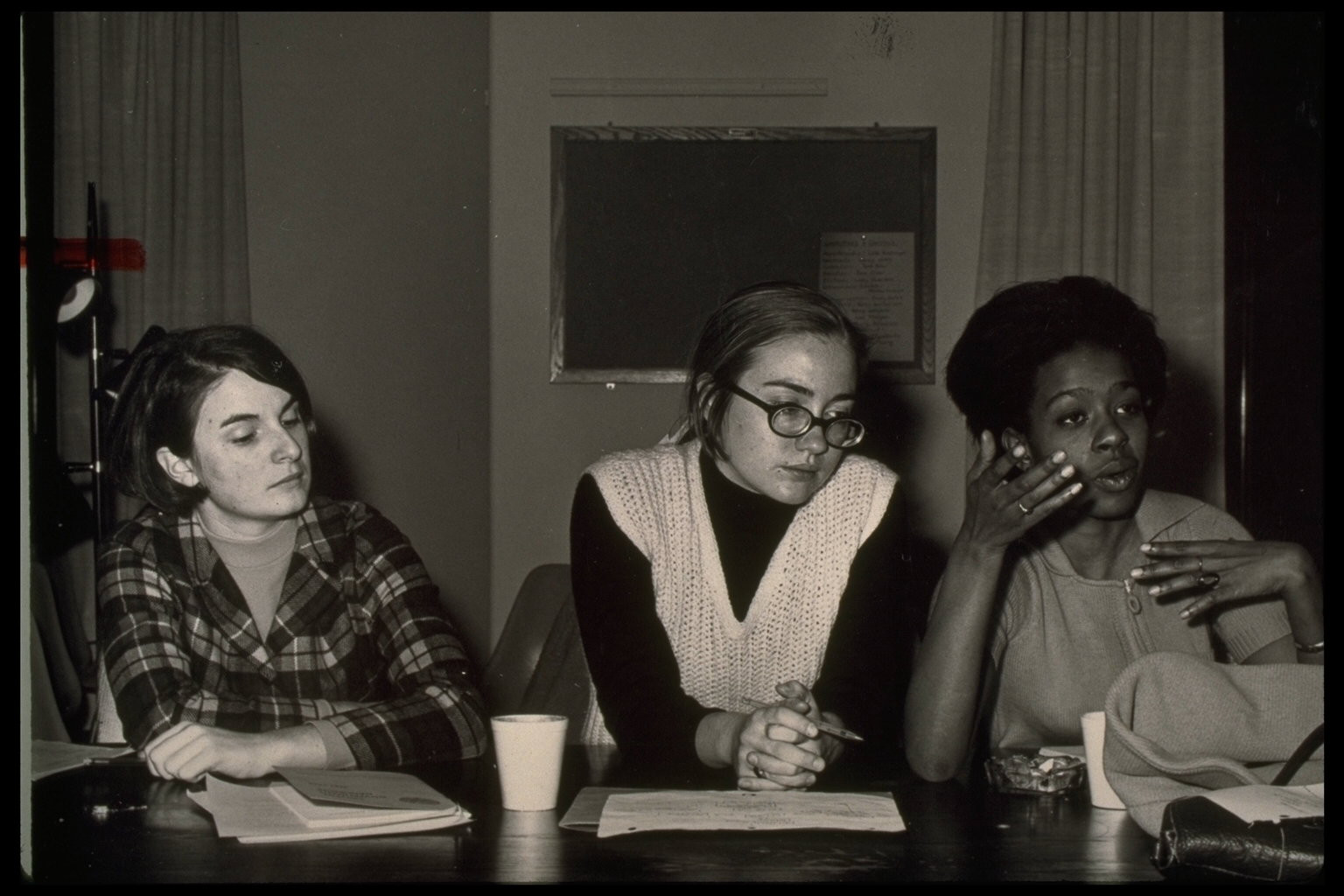
Rodham (al centro) en un debate durante su campaña a Presidenta del Gobierno Estudiantil del Wellesley College en 1968, que luego ganaría.

En su tercer año, Rodham se convirtió en partidaria de la campaña para la nominación presidencial del demócrata Eugene McCarthy. A principios de 1968, fue elegida presidenta de la Asociación de Gobierno del Wellesley College (en inglés Wellesley College Government Association), cargo que ejerció hasta principios de 1969; Tras el asesinato de Martin Luther King Jr., Rodham organizó una huelga estudiantil de dos días y trabajó con los estudiantes negros de Wellesley para reclutar más estudiantes y profesores negros. Como parte del gobierno estudiantil, tuvo un rol en evitar que Wellesley se viera envuelta en los disturbios estudiantiles comunes a otras universidades. Varios de sus compañeros pensaban que algún día se convertiría en la primera mujer presidenta de los Estados Unidos.
Para ayudarla a comprender mejor el cambio en sus opiniones políticas, el profesor Alan Schechter la envió como practicante a la Bancada Republicana del Congreso, y asistió al programa de verano "Wellesley en Washington". Rodham fue invitada por el congresista republicano moderado de Nueva York, Charles Goodell, a participar en la tardía campaña del gobernador Nelson Rockefeller por la nominación republicana. Rodham asistió a la Convención Nacional Republicana de 1968 en Miami. Sin embargo, quedó descontenta por la forma en que la campaña de Richard Nixon retrató a Rockefeller y por los que percibió como mensajes racistas "ocultos" durante la convención, por lo que abandonó definitivamente el Partido Republicano. Rodham escribió su tesis de grado, una crítica a las tácticas del líder comunitario radical Saul Alinsky, bajo la asesoría del profesor Schechter. (Años más tarde, mientras era primera dama, el acceso a su tesis de grado fue restringido a petición de la Casa Blanca y se convirtió en tema de ciertas especulaciones. La tesis estuvo disponible años más tarde).
En 1969, se graduó con un Bachelor of Arts, con honores de facultad en Ciencia Política. Tras presiones de varias compañeras, se convirtió en la primera estudiante de Wellesley en dar el discurso de graduación. Su discurso recibió una ovación en pie de los presentes de siete minutos de duración. Apareció en un artículo publicado en la revista Life, siendo destacada debido a la respuesta social que obtuvo por una parte de su discurso criticando al senador Edward Brooke. También apareció en el programa de televisión de Irv Kupcinet así como en los periódicos de Illinois y Nueva Inglaterra. Ese verano trabajó en Alaska, lavando platos en el parque nacional Mount McKinley y limpiando salmón en una fábrica de conservas de pescado de Valdez, Alaska (que la despidió y fue clausurada de la noche a la mañana luego de que ella se hubiera quejado de las condiciones insalubres).

### Facultad de Derecho de Yale y estudios de posgrado
Hillary ingresó a la Facultad de Derecho de Yale, donde formó parte de la comisión editorial del Yale Review of Law and Social Action (Revista de Yale sobre Leyes y Acción Social). Durante su segundo año, trabajó en el Yale Child Study Center, donde estudió acerca de las nuevas investigaciones en cuanto al desarrollo temprano del cerebro durante la infancia y trabajó como asistente de investigación del artículo, «Beyond the Best Interests of the Child» («Más allá de los intereses del niño») en 1973. También asumió casos de abuso infantil en el Hospital Yale-New Haven y fue voluntaria en el New Haven Legal Services para ofrecer asistencia legal gratuita a los más pobres. En el verano de 1970, le fue concedida una beca para participar en el proyecto de investigación en Washington de Marian Wright Edelman, donde le fue asignado el subcomité parlamentario de Trabajo Migrante, presidido por el senador Walter Mondale. Allí investigó sobre los problemas de alojamiento, condiciones de salubridad, salud y educación de los trabajadores inmigrantes. Edelman se convirtió más tarde en una mentora de gran importancia. Rodham fue contratada por la asesora política Anne Wexler para trabajar en la campaña de elección al Senado por Connecticut del candidato Joseph Duffey, lo que le valió que Wexler le diera su primer trabajo en política.
A finales de la primavera de 1971, comenzó a salir con Bill Clinton, otro estudiante de Derecho de Yale. Ese verano, practicó en el bufete de abogados Treuhaft, Walker y Burstein, en Oakland, California. La firma era muy conocida por su apoyo a los derechos constitucionales, libertades civiles y causas radicales (dos de sus miembros eran miembros o exmiembros del Partido Comunista); Rodham trabajó en asuntos sobre custodia de niños y otros casos. Clinton canceló sus planes originales de verano para poder vivir con ella en California; la pareja continuó viviendo junta en New Haven cuando volvieron a la facultad. El verano siguiente, Rodham y Clinton hicieron campaña en Texas por el candidato presidencial demócrata George McGovern. Recibió el título de Juris Doctor de Yale en 1973, habiendo permanecido un año extra en la universidad para estar con Clinton. Clinton le propuso matrimonio por primera vez tras la graduación, pero ella declinó, insegura de si quería atar su futuro al de él.
Rodham comenzó un año de estudios de posgrado sobre niños y medicina en el Yale Child Study Center. Su primer artículo académico, «Children Under the Law», fue publicado en la Harvard Educational Review a finales de 1973. Discutiendo sobre el nuevo movimiento por los derechos infantiles, afirmó que los "niños ciudadanos" eran "individuos sin poder alguno" y argumentó que los niños no deberían ser considerados incapaces desde el nacimiento hasta recién adquirida la mayoría de edad, sino que los tribunales deberían considerarlos capaces, excepto prueba de lo contrario, sobre una base de «caso por caso». El artículo fue citado y discutido en numerosas ocasiones.

## Matrimonio y familia, carrera como abogada y primera dama de Arkansas

### De la Costa Este a Arkansas
Durante sus estudios de posgrado, Rodham formó parte del equipo de abogados del recién fundado Children's Defense Fund de Edelman en Cambridge, Massachusetts, y como consultora en el Carnegie Council on Children. En 1974, formó parte del equipo de la comisión de investigación que aconsejaba al Comité Permanente sobre Asuntos Judiciales de la Cámara de los Representantes durante el escándalo Watergate. Bajo las órdenes del letrado jefe John Doar y el miembro sénior Bernard Nussbaum, Rodham ayudó en el trabajo de investigación de la acusación y sobre antecedentes legales para la misma. El trabajo del comité culminó con la renuncia del Presidente Nixon, en agosto de 1974.
Por aquel entonces, Rodham era percibida como alguien con un brillante futuro político; la asesora política y consultora demócrata Betsey Wright se había mudado de Texas a Washington el año anterior para ayudarla a orientar su carrera; Wright pensaba que Rodham tenía el potencial para convertirse en una futura senadora o presidenta. Mientras tanto, Clinton le había pedido matrimonio en repetidas ocasiones, y ella siguió negándose. Sin embargo, después de que él suspendiera las oposiciones del Distrito de Columbia y las aprobara en Arkansas, Rodham tuvo que tomar una decisión clave. Como escribió más tarde, "Elegí seguir a mi corazón en lugar de a mi cabeza". Así, se fue junto a Bill Clinton a Arkansas, en lugar de permanecer en Washington donde sus expectativas profesionales eran mayores. En ese tiempo, él enseñaba Derecho y peleaba por un escaño en la Cámara de los Representantes en su estado de origen. En agosto de 1974, Rodham se mudó a Fayetteville, Arkansas, y se convirtió en una de las dos únicas profesoras en la Facultad de Derecho de la Universidad de Arkansas. Impartió clases de derecho penal, en el que era considerada una profesora rigurosa y una correctora severa. Fue la primera directora de la Clínica de Ayuda Legal de la Facultad. Aún albergaba dudas sobre el matrimonio, y le preocupaba que su identidad separada se perdiera y sus logros fueran vistos a la sombra de los de otra persona.

### Primeros años en Arkansas
Hillary Rodham y Bill Clinton compraron una casa en Fayetteville durante el verano de 1975, y Hillary finalmente aceptó casarse. La boda tuvo lugar el 11 de octubre de 1975 en una ceremonia Metodista en el salón de su casa. Ella anunció que se iba a quedar con el nombre Hillary Rodham, para mantener sus vidas profesionales separadas y evitar evidentes conflictos de interés y porque “demostraba que seguía siendo yo,” aunque su decisión perturbó a las madres de ambos. Bill Clinton perdió la lucha congresal de 1974, pero en noviembre de 1976 fue elegido fiscal general de Arkansas, así pues, la pareja se mudó a la capital del estado, Little Rock. Allí, en febrero de 1977, Rodham se unió al reconocido Rose Law Firm, un bastión de influencia política y económica de Arkansas. Se especializó en violación de patentes y derecho de propiedad intelectual mientras que siguió trabajando pro bono en defensa de menores; rara vez realizó trabajo de litigio en los tribunales.
Rodham mantuvo su interés en las políticas sobre familia y menores, publicando los artículos académicos «Children's Policies: Abandonment and Neglect» («Políticas sobre menores; abandono y negligencia») en 1977 y «Children's Rights: A Legal Perspective» («Derechos de menores; una perspectiva legal») en 1979. Este último ahondaba en la discusión sobre la capacidad legal de los menores, y afirmaba que ésta dependía de su edad y otras circunstancias, y que en casos graves de derecho médico la intervención judicial estaba a veces garantizada. Un académico de la American Bar Association dijo más tarde, «Sus artículos eran importantes, no porque fueran especialmente novedosos, sino porque ayudaban a formular algo que no había sido antes desarrollado». El historiador Garry Wills la describiría más tarde como «una de las activistas académicas más importantes de las últimas dos décadas», mientras que los conservadores decían que sus teorías usurparían el papel tradicional de la autoridad paterna, permitirían a los menores interponer demandas frívolas contra sus padres, y que su trabajos eran teorías de la corriente de la Teoría Crítica del Derecho, fuera de control.

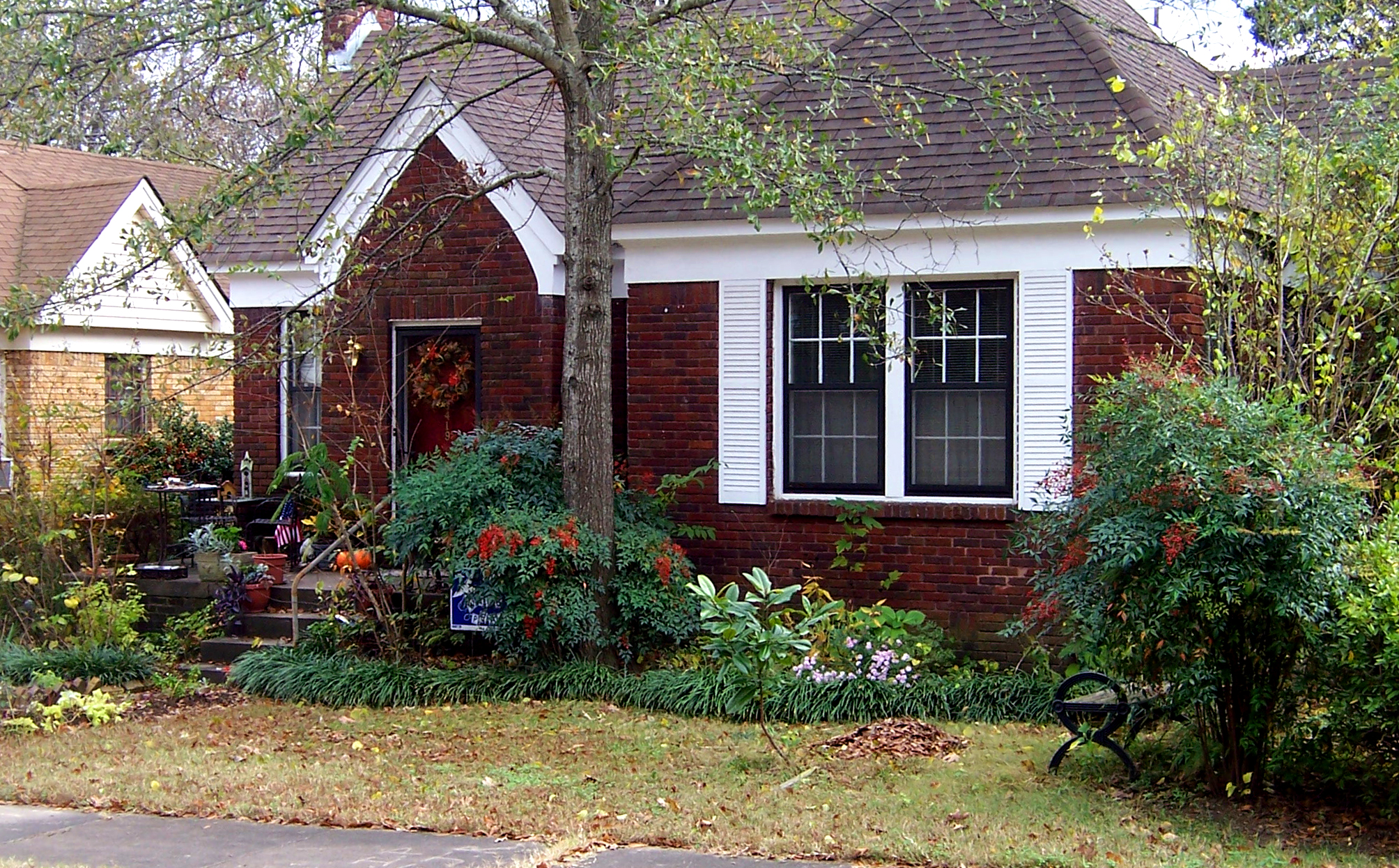
Hillary y Bill vivieron en esta casa en el barrio de Hillcrest, Little Rock, cuando él era Fiscal General de Arkansas (1977–1979).

En 1977, Rodham cofundó el Arkansas Advocates for Children and Families, una alianza estatal con el Children's Defense Fund. Más tarde ese año, el presidente Jimmy Carter (para cuya campaña de 1976 Rodham había sido la directora del departamento de operaciones en Indiana) la incluyó en la junta directiva de la Legal Services Corporation, de la que formó parte de 1976 a 1981. Desde mediados de 1978 a mediados de 1980, fue la primera mujer en formar parte de esta directiva. Durante su tiempo en el cargo, los fondos de la Corporación pasaron de 90 millones de dólares a 300 millones de dólares; con posterioridad combatió con éxito los intentos del presidente Ronald Reagan de reducir los fondos y cambiar la naturaleza de la organización.
Después de la elección de su marido como gobernador de Arkansas, Rodham se convirtió en la primera dama en enero de 1979, título que ostentó durante doce años (1979-1981, 1983-1992). Clinton la incluyó en la junta directiva del Rural Health Advisory Committee ese mismo año, donde consiguió fondos federales para ampliar la cobertura sanitaria en las zonas más pobres de Arkansas sin afectar a las tarifas de los médicos.
En 1979, Rodham se convirtió en la primera mujer socia de Rose Law Firm. Desde 1978 hasta que ella y su marido llegaron a la Casa Blanca, su salario era mayor que el de su marido. Durante 1978 y 1979, mientras buscaba cómo incrementar sus ingresos, Rodham obtuvo enormes beneficios de la inversión en el comercio de futuros contratos ganaderos; una inversión inicial de 1000 USD generó cerca de 100 000 USD cuando dejó de comerciar diez meses después. La pareja comenzó su malograda inversión en la aventura inmobiliaria de Whitewater Development Corporation con Jim y Susan McDougal.
El 27 de febrero de 1980, Rodham dio a luz a Chelsea, su única hija. En noviembre de 1980, Bill Clinton fue derrotado en su lucha por la reelección.

### Últimos años en Arkansas

Bill y Hillary Clinton con el presidente Ronald Reagan y la primera dama Nancy Reagan en 1987.

Bill Clinton volvió al despacho del gobernador dos años después, ganando las elecciones de 1982. Durante la campaña de su marido, Rodham comenzó a usar el nombre Hillary Clinton, o en ocasiones «Sra. Bill Clinton», para calmar las preocupaciones de los votantes de Arkansas; también se tomó una excedencia en Rose Law para hacer campaña por él a tiempo completo. Como primera dama de Arkansas, Hillary Clinton fue nombrada cabeza del Arkansas Educational Standards Committee en 1983, donde intentó reformar el sistema de educación del estado, sancionado por los tribunales. En una de las iniciativas como gobernador más importante de Clinton, ella sostuvo una larga pero finalmente exitosa pelea contra la Arkansas Education Association, para establecer una evaluación obligatoria para profesores y fijar los estándares para los currículos y tamaño de las clases. En 1985, también introdujo el Arkansas's Home Instruction Program for Preschool Youth, un programa que ayudaba a los padres a trabajar con sus hijos en la preparación preescolar y el aprendizaje de la lectoescritura. Fue nombrada Arkansas Woman of the Year en 1983 y Arkansas Mother of the Year en 1984.
Clinton continuó ejerciendo la abogacía en el bufete Rose Law Firm mientras se desempeñaba como primera dama de Arkansas. El estudio la consideraba una persona clave en la atracción de clientes, debido en parte al prestigio que aportaba y a sus vínculos con otros directorios corporativos. También tuvo una influencia significativa en el nombramiento de jueces estatales. Durante la campaña para la reelección de Bill Clinton como gobernador en 1986, su oponente republicano los acusó de incurrir en un conflicto de intereses, ya que el bufete Rose prestaba servicios al estado. Los Clinton respondieron que los honorarios provenientes del estado eran excuidos por el estudio antes de calcular las ganancias de Hillary Clinton. Fue reconocida en dos ocasiones por The National Law Journal como una de las cien abogadas más influyentes de Estados Unidos, en 1988 y 1991. Cuando Bill Clinton consideró no postularse nuevamente a la gobernación en 1990, Hillary Clinton evaluó la posibilidad de lanzar su propia candidatura. Sin embargo, encuestas privadas mostraron resultados desfavorables y, finalmente, él decidió postularse y fue reelegido por última vez.
De 1987 a 1991, presidió la Comisión de Mujeres en la Profesión de la American Bar Association, que introdujo la perspectiva de género en la profesión del Derecho y animó la asociación para potenciar medidas que combatiesen las desigualdades en este campo. Entre 1982 y 1988, Clinton formó parte del consejo directivo, en ocasiones como presidenta, de la New World Foundation, una organización que financiaba diversos grupos de interés vinculados a la nueva izquierda. También fue presidenta del directorio del Fondo de Defensa de la Infancia e integró el directorio de los servicios legales del Hospital Infantil de Arkansas. 
Además de sus cargos en organizaciones sin fines de lucro, también ostentó cargos en los directorios corporativos de TCBY (1985-1992), Wal-Mart Stores (1986-1992) y Lafarge (1990-1992). TCBY y Wal-Mart eran compañías con base en Arkansas que eran también clientes de Rose Law. Clinton fue la primera mujer en integrar el directorio de Wal-Mart, incorporada tras las presiones dirigidas al presidente Sam Walton para incluir a una mujer. Una vez allí, presionó con éxito para que Wal-Mart adoptase prácticas más respetuosas con el medio ambiente, fracasó en una campaña para incluir más mujeres en la gerencia de la compañía, y guardó silencio acerca de las famosas prácticas anti-sindicalistas de la compañía. Según el periodista Dan Kaufman, el conocimiento posterior de este episodio contribuyó a una pérdida de credibilidad con los sindicatos, lo que fue un factor que incidió en su derrota en las elecciones de 2016, en las que poco menos de la mitad de los trabajadores sindicalizados votaron por Donald Trump. 

### Campaña presidencial de Bill Clinton de 1992
Hillary Clinton recibió atención nacional continua por primera vez cuando su marido se convirtió en un candidato para la nominación presidencial demócrata de 1992. Antes de la primaria de Nuevo Hampshire, tabloides publicaron alegaciones que Bill Clinton había tenido una relación extramatrimonial con Gennifer Flowers, una empleada del gobierno del Estado de Arkansas. En respuesta, la pareja Clinton apareció junta en 60 Minutes donde Bill Clinton negó la relación extramatrimonial pero admitió que “causó dolor en mi matrimonio.” Esta aparición conjunta fue acreditada con haber rescatado su campaña. Durante la campaña, Hillary Clinton hizo comentarios culturalmente despectivos sobre Tammy Wynette y su perspectiva del matrimonio, y sobre mujeres quedándose en casa "horneando galletas y tomando té", los cuales reconocería fueron mal considerados. Bill Clinton dijo que en elegirlo a él, la nación «tendría dos por el precio de uno», refiriéndose al papel prominente que su esposa asumiría. Empezando con el artículo «The Lady Macbeth of Little Rock» («La Lady Macbeth de Little Rock») de Daniel Wattenburg en agosto de 1992, en la revista The American Spectator, el propio historial ideológico y ético de Hillary Clinton fue objeto de ataques de conservadores. Al menos otros veinte artículos en publicaciones principales también dibujaron comparaciones entre ella y Lady Macbeth.  En enero de 1998, Bill Clinton admitió bajo juramento haber sostenido relaciones extramaritales con Gennifer Flowers.

## Primera dama de los Estados Unidos
Cuando Bill Clinton asumió el cargo como presidente en enero de 1993, Hillary Rodham Clinton se convirtió en la primera dama de los Estados Unidos, y anunció que ella iba a utilizar ese formato de su nombre. Ella fue la primera primera dama en poseer un título de posgrado y en tener su propia carrera profesional hasta el momento de entrar a la Casa Blanca. Ella también fue la primera en tener una oficina en la Ala Oeste de la Casa Blanca además de las usuales oficinas de la primera dama en la ala este. Ella era parte del círculo más íntimo calificando los nombramientos a la nueva administración, y sus opciones ocuparon a lo menos once posiciones de alto nivel y docenas más de bajo nivel. Ella es considerada como la esposa presidencial más abiertamente apoderada en la historia estadounidense, con excepción de Eleanor Roosevelt.
Algunos críticos dijeron que era inapropiado que la primera dama desempeñara un papel central en materia de política pública. Los partidistas señalaron que el papel de Clinton en la política no era diferente de la de otros asesores de la Casa Blanca y que los votantes eran muy conscientes de que ella iba a desempeñar un papel activo en la presidencia de su marido. La promesa de la campaña de Bill Clinton de «dos por el precio de uno» llevó a los opositores a referirse despectivamente a los Clinton como «copresidentes», o a veces con la etiqueta originaria de Arkansas, «Billary». Las presiones de ideas conflictivas sobre el papel de una primera dama fueron suficientes para enviar a Clinton a tener “discusiones imaginarias” con la también políticamente activa, Eleanor Roosevelt. Desde el tiempo que ella llegó a Washington, ella también encontró refugio en un grupo de oración de The Fellowship que contaba con muchas esposas de figuras conservadoras de Washington. Provocada en parte por el fallecimiento de su padre en abril de 1993, ella públicamente trató de encontrar un síntesis de enseñanzas Metodistas, política filosófica liberal religiosa, y la «política de sentido», del editor Michael Lerner de la revista Tikkun, para superar lo que ella veía como «la enfermedad durmiente del alma» de Estados Unidos y eso daría lugar a la disposición «para remodelar a la sociedad mediante la redefinición de lo que significa ser un ser humano en el siglo veinte, mudándose a un nuevo milenio». Otros segmentos del público se enfocaron en su apariencia, cual evolucionó con el tiempo de inatención a la moda durante sus días en Arkansas, a un sitio popular en los primeros días del Internet dedicado a mostrar sus muy diferentes, y frecuentemente analizados, peinados como primera dama, a una aparición en la cubierta de la revista Vogue en 1998.

### Reforma de salud y otras iniciativas de política pública

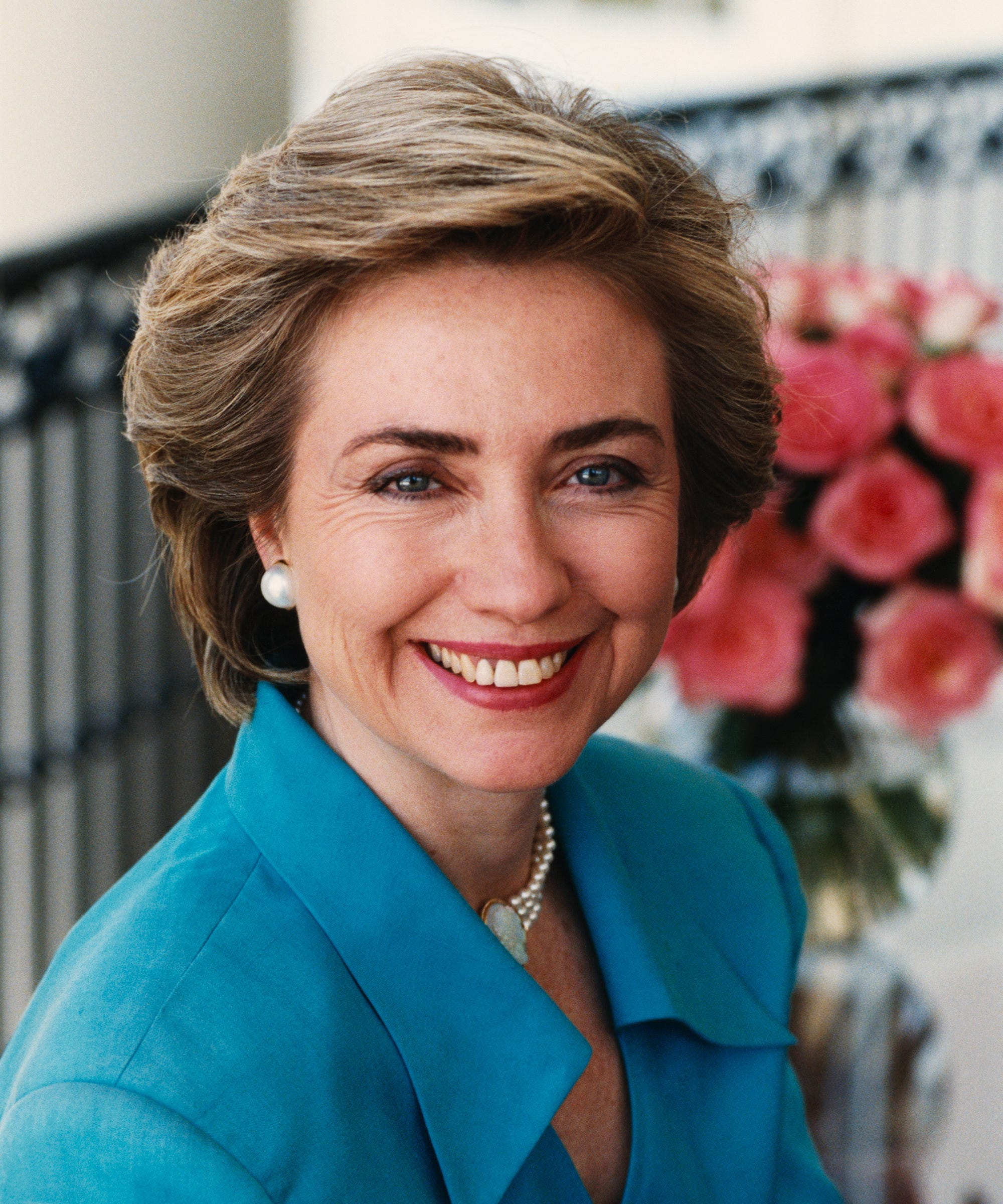
Retrato oficial de Hillary Clinton como Primera Dama de los Estados Unidos, 1994.

En enero de 1993, Bill Clinton nombró a Hillary Clinton al frente del comité sobre la Reforma Sanitaria Nacional, con la esperanza de replicar el éxito que ella tuvo en dirigir el esfuerzo para la reforma educacional de Arkansas. Ella urgió privadamente que se le diera alta prioridad a la aprobación de la reforma de asistencia sanitaria que al Tratado de Libre Comercio de América del Norte (TLCAN) (que también fue poco entusiasta acerca de los méritos del tratado). La recomendación del grupo de trabajo se hizo conocida como el plan de asistencia sanitaria Clinton, una propuesta comprensiva que requeriría a los empleadores proveer cobertura sanitaria a sus empleados a través de organizaciones individuales de mantenimiento sanitario. Sus opositores rápidamente ridiculizaron el plan como “Hillarycare”; algunos manifestantes en contra del plan se convirtieron hostiles, y durante una gira de autobús de julio de 1994 para conseguir apoyo para el plan, fue a veces forzada a ponerse un chaleco antibalas.
El plan no recibió el apoyo suficiente para un voto en la cámara baja o en el Senado, aunque los demócratas controlaban ambas cámaras, y la propuesta fue abandonada en septiembre de 1994. Clinton luego admitió en su libro, Historia Viva, que su inexperiencia política contribuyó parcialmente a la pérdida, pero mencionó que muchos otros factores también fueron responsables. Los índices de aprobación de la primera dama, cuales habían estado en el rango de los altos-50% durante su primer año, cayeron a 44% en abril de 1994 y 35% en septiembre de 1994. Los republicanos hicieron el plan de asistencia sanitaria Clinton un tema principal en la campaña para las elecciones de mitad de mandato de 1994, y vieron una ganancia neto de cincuenta y tres bancas en la elección de la Cámara y siete en la elección del Senado ganando el control de ambas; muchos analistas y encuestadores encontraron que el plan fue un factor principal en la pérdida de los demócratas, especialmente entre los votantes independientes. La Casa Blanca posteriormente se encargó de restar la importancia del papel que tuvo Hillary Clinton en dar forma a la propuesta. Opositores de la asistencia sanitaria universal continuarían usando “Hillarycare” como una etiqueta peyorativa para planes similares por parte de otros.

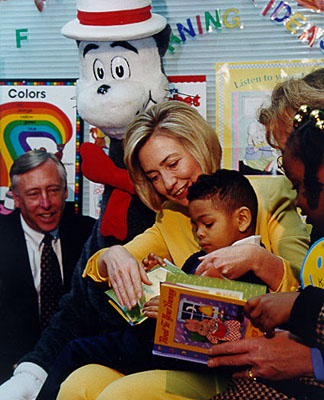
Clinton le lee a un niño de Maryland en el día de la Lectura en América, 1998.

Junto con los senadores Ted Kennedy y Orrin Hatch, Hillary Clinton fue una fuerza detrás de la aprobación del State Children’s Health Insurance Program (Programa de Seguro Médico para Niños del Estado) en 1997, un esfuerzo federal que proveía asistencia del estado para niños cuyos padres no podían proveerles cobertura médica, y llevó a cabo esfuerzos de extensión en nombre de matricular a los niños en el programa una vez que se convirtió en ley. Ella promovió la inmunización a escala nacional en contra de enfermedades infantiles y animó a las mujeres mayores a hacerse una mamografía para detectar el cáncer de mama, con la cobertura proveída por Medicare. Ella buscó con éxito aumentar los fondos para la investigación para el cáncer de próstata y el asma infantil en el National Institutes of Health. La primera dama trabajó en investigar reportes de una enfermedad que afectaba a los veteranos de la guerra del Golfo, cual luego se dio a conocer como síndrome del Golfo. Junto con la fiscal general de los Estados Unidos Janet Reno, Clinton ayudó a crear la Oficina de Violencia contra la Mujer en el Departamento de Justicia. En 1997, ella inició y guio la Adoption and Safe Families Act (Ley de Adopción y Familias Seguras) cual ella consideró como su mayor logro como primera dama. En 1999, ella fue instrumental en la aprobación de la Adoption and Safe Families Act (Ley de Adopción y Familias Seguras), cual duplicó fondos federales para adolescentes llegando a la edad límite para hogares de guarda. Como primera dama, Clinton organizó numerosas conferencias en la Casa Blanca incluyendo sobre Cuidado de los Niños (1997), sobre el Desarrollo y Aprendizaje en la Temprana Edad (1997), y sobre Niños y Adolescentes (2000). Ella también organizó la primera Conferencia de la Casa Blanca sobre Adolescentes y la primera Conferencia de la Casa Blanca sobre Filantropía.
Clinton viajó a setenta y nueve países durante este tiempo, superando el récord anterior de Pat Nixon. Ella no poseía una autorización de seguridad o atendía juntas del Consejo de Seguridad Nacional pero desempeñó un papel de poder blando en la diplomacia estadounidense. Un viaje de cinco naciones en marzo de 1995 a Asia del Sur, a instancias del Departamento de Estado de los Estados Unidos y sin su marido, trató de mejorar las relaciones entre India y Pakistán. Clinton estaba preocupada por la difícil situación de las mujeres con las que se encontraba, pero encontró una cálida respuesta de la gente de los países que visitó y obtuvo una mejor relación con el cuerpo de la prensa norteamericana. El viaje fue una experiencia transformadora para ella y presagió su carrera eventual en la diplomacia.

Clinton pronunciando su discurso de "los derechos humanos son derechos de la mujer y los derechos de las mujeres son derechos humanos" en Pekín, septiembre de 1995.

En un discurso de septiembre de 1995 antes de la Cuarta Conferencia Mundial sobre la Mujer en Pekín, Clinton argumentó con mucha fuerza contra las prácticas que abusan de las mujeres alrededor del mundo y en la República Popular de China, declarando que «ya no es aceptable discutir los derechos de la mujer de forma separada de los derechos humanos». Delegados de más de 180 países la escucharon decir: «Si hay un mensaje que resuena adelante de esta conferencia, que sea que los derechos humanos son los derechos de la mujer y que los derechos de la mujer son derechos humanos, de una vez por todas». Al hacerlo, ella resistió tanto a la administración interna y la presión china para que suavizara sus comentarios. Ella fue una de las figuras internacionales más destacadas a final de los años 1990 en hablar en contra del tratamiento de las mujeres afganas por el talibán, un grupo fundamentalista islamista. Ella ayudó a crear Vital Voices, una iniciativa internacional patrocinada por los Estados Unidos para promover la participación de las mujeres en el proceso político de sus países. Eso y las propias visitas de Clinton animaron a mujeres en hacerse escuchar en el proceso de paz de Irlanda del Norte.

### Whitewater y otras investigaciones
Clinton fue objeto de varias investigaciones realizadas por el Despacho del Fiscal Independiente de los Estados Unidos, por las comisiones del Congreso de los Estados Unidos, y por la prensa.
La controversia Whitewater fue el foco de atención de los medios desde su publicación en un informe del New York Times durante la campaña presidencial de 1992 y a lo largo de su periodo como primera dama. Los Clinton habían perdido una inversión realizada a finales de la década de 1970 en la Whitewater Development Corporation (Corporación de Desarrollo Whitewater); al mismo tiempo, sus socios en esa inversión, Jim y Susan McDougal, operaban Madison Guaranty, una institución de ahorro y préstamo que contrataba los servicios legales del bufete Rose Law Firm y pudieron haber subvencionado indebidamente las pérdidas de Whitewater. Más tarde, Madison Guaranty fracasó, y el trabajo de Clinton en el bufete fue examinado en busca de un posible conflicto de interés en haber representado al banco ante los reguladores estatales que su marido había designado; ella afirmó que había hecho un trabajo mínimo para el banco. Los fiscales independientes Robert Fiske y Kenneth Starr realizaron un requerimiento judicial de los registros legales de facturación de Clinton; ella dijo que no sabía dónde se encontraban. Después de una búsqueda de dos años, los registros fueron encontrados en la sala de libros de la primera dama en la Casa Blanca y se entregaron a los investigadores a principios de 1996. La aparición tardía de los registros despertó un intenso interés y otra investigación sobre cómo aparecieron y dónde habían estado; el personal de Clinton atribuyó el problema a los cambios continuos en las áreas de almacenamiento de la Casa Blanca desde la mudanza de la Mansión del Gobernador en Arkansas. El 26 de enero de 1996, Clinton se convirtió en la primera esposa de un presidente estadounidense en ser citada judicialmente para testificar ante un gran jurado federal. Después de las investigaciones de distintos fiscales independientes, se emitió un informe final en 2000 que decía que no existían pruebas suficientes de que algún Clinton hubiera cometido un delito penal.

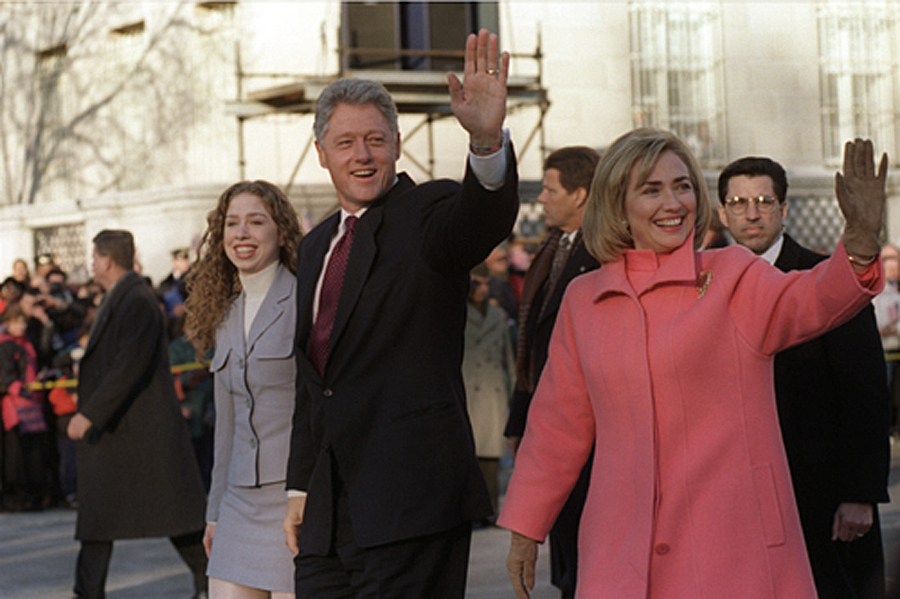
Los Clinton dan una caminata por el Día de Investidura en la avenida Pensilvania, al comenzar el segundo período de gobierno de Bill como presidente, el 20 de enero de 1997.

El escrutinio de los despidos de los empleados de la Oficina de Viajes de la Casa Blanca en mayo de 1993, un asunto que fue conocido como "Travelgate", empezó con acusaciones de que la Casa Blanca había usado irregularidades financieras auditadas en la operación de la Oficina de Viajes como una excusa para reemplazar al personal con amigos de Arkansas. El descubrimiento en 1996 de un memorando de la Casa Blanca de dos años atrás llevó a que la investigación se centrara en si Clinton había orquestado los despidos y si las declaraciones que hizo a los investigadores sobre su papel en los despidos eran ciertas. El informe final del Fiscal Independiente de 2000 concluyó que ella estaba involucrada en los despidos y que había hecho declaraciones "objetivamente falsas", pero que había insuficiente evidencia de que ella supiera que las declaraciones eran falsas o de que sus acciones darían lugar a despidos, como para procesarla.
En marzo de 1994, unos informes de los periódicos revelaron que Clinton había obtenido ganancias espectaculares del comercio de futuros de ganado en 1978-79. La prensa hizo acusaciones de que Clinton se había involucrado en un conflicto de intereses y que había disfrazado un soborno. Varias personas analizaron sus antecedentes comerciales, pero no se realizó una investigación formal y nunca se le acusó de delito alguno.
Una consecuencia de la investigación "Travelgate" fue el descubrimiento, en junio de 1996, de un acceso indebido de la Casa Blanca a cientos de informes de antecedentes del FBI sobre exempleados republicanos de la Casa Blanca, un asunto que algunos llamaron “Filegate”. Se hicieron acusaciones de que Clinton había solicitado estos archivos y que había recomendado contratar a una persona no calificada para dirigir la Oficina de Seguridad de la Casa Blanca. El informe final del Fiscal Independiente de 2000 no encontró pruebas sustanciales o creíbles de que Clinton tuviera algún papel o hubiera mostrado alguna conducta irregular en el asunto.
A principios de 2001, surgió una controversia sobre los obsequios que se enviaron a la Casa Blanca; había una duda sobre si los muebles eran propiedad de la Casa Blanca o propiedad personal de los Clinton. Durante el último año del mandato de Bill Clinton, esos obsequios fueron enviados a la residencia privada de los Clinton.

### Publicación deEs labor de todosy gira promocional
En 1996, Clinton presentó su visión para los niños de Estados Unidos en el libro Es labor de todos: dejemos que los niños nos enseñen (publicado originalmente en inglés como It Takes a Village: And Other Lessons Children Teach Us). En enero de 1996, realizó una gira de libros por diez ciudades e hizo numerosas apariciones en televisión para promocionar el libro, aunque con frecuencia recibió preguntas sobre su participación en los escándalos Whitewater y Travelgate. El libro estuvo 18 semanas en la lista de los más vendidos del New York Times ese año, incluidas tres semanas como el número uno. En 2000, había vendido 450.000 copias en tapa dura y otras 200.000 en rústica.
Clinton recibió el Premio Grammy al mejor álbum hablado en 1997 por la versión en audio del libro. Fue la primera esposa de un presidente en ganar un Premio Grammy.

### Respuesta al escándalo Lewinsky
En 1998, la relación de los Clinton se convirtió en un tema de mucha especulación cuando investigaciones revelaron que el presidente había tenido relaciones extramaritales con Monica Lewinsky, una pasante de la Casa Blanca. Acontecimientos que rodearon el escándalo Lewinsky finalmente llevó a la realización de un juicio a Bill Clinton por la Cámara de Representantes. Cuando las denuncias en contra de su marido se hicieron públicas, Hillary Clinton declaró que eran el resultado de una “vasta conspiración derechista”, caracterizando los cargos Lewinsky como lo último de una larga, organizada, y colaborativa serie de cargos por los enemigos políticos de Bill Clinton en lugar de cualquier delito cometido por su marido.  En enero de 1998, Bill Clinton admitió haber sostenido relaciones sexuales extramaritales con Gennifer Flowers.  Hillary Clinton dijo después que había sido engañada por las afirmaciones iniciales de su marido que ninguna relación había tenido lugar. Después de que la evidencia de los encuentros del presidente Bill Clinton con Lewinsky se convirtió indiscutible, ella emitió una declaración pública reafirmando su compromiso con su matrimonio, pero privadamente se reportó estar furiosa con él y estaba insegura si quería permanecer en el matrimonio.
Hubo una variedad de reacciones públicas a Hillary Clinton después de esto: algunas mujeres admiraron su fuerza y equilibrio en asuntos privados hechos públicos, algunos simpatizaron con ella como una víctima del comportamiento de su marido, otros la criticaron de ser una facilitadora a las indiscreciones de su marido, mientras que otros la acusaron de cínicamente haberse quedado en un matrimonio fallido como una manera de mantener o incluso fomentar su propia influencia política. Sus índices de aprobación pública a raíz de las revelaciones dispararon al alza a alrededor del 70%, más alto que nunca. En su autobiografía del 2003, ella atribuiría su decisión de quedarse casada “al amor que ha persistido por décadas” y agregó: «Nadie me entiende mejor y nadie me puede hacer reír de la manera que Bill lo hace. Después de todos estos años, él sigue siendo la persona más interesante, energizante, y plenamente viva que yo he conocido».
Los problemas que rodearon el escándalo Lewinsky dejaron a Bill Clinton con facturas legales considerables. En 2014, Hillary diría que ella y Bill habían dejado la Casa Blanca "no solo en bancarrota, sino también endeudados". La declaración puede haber sido literalmente exacta, pero ignoró el potencial enorme poder adquisitivo de los expresidentes que brindan discursos remunerados después de dejar el cargo. La pareja también habría tenido la posibilidad de obtener préstamos de los bancos.

### Otros libros e iniciativas
Otros libros publicados por Clinton cuando fue primera dama incluyen Dear Socks, Dear Buddy: Kids' Letters to the First Pets (sobre sus mascotas, el gato Socks y el perro labrador Buddy, y las cartas que niños de todo Estados Unidos les remitían, en 1998) y An Invitation to the White House: At Home with History (sobre la Casa Blanca y su evolución histórica, en 2000). En 2001, escribió un epílogo para el libro infantil Beatrice’s Goat.
Clinton inició y fue la presidenta fundadora del programa Save America’s Treasures (Salven los Tesoros Estadounidenses), un esfuerzo nacional que emparejó fondos federales a donaciones privadas para preservar y restaurar artículos y sitios históricos, incluyendo la bandera que inspiró «The Star-Spangled Banner» y el Sitio Histórico de primeras damas en Canton, Ohio. Ella también publicó una columna semanal de opinión titulada "Hablándolo" ("Talking It Over") de 1995 a 2000, difundida en simultáneo en distintos periódicos. Estuvo enfocada en sus experiencias y las de las mujeres, niños y familias que conoció durante sus viajes alrededor del mundo.

### Deberes tradicionales
Ella fue jefa del Consejo del Milenio de la Casa Blanca, y organizó «Tardes de Milenio», una serie de conferencias que discutían futurología, una de las cual se convirtió en la primera transmisión simultánea en directo de un webcast desde la Casa Blanca. Clinton también creó el primer Jardín de Esculturas de la Casa Blanca, ubicado en el Jardín Jacqueline Kennedy, cual mostraba grandes obras de arte contemporáneo estadounidense prestado de museos.
En la Casa Blanca, Clinton colocaba artesanías donadas de artesanos contemporáneos estadounidenses, tales como la cerámica y la cristalería, en rotación en los salones de aparato. Supervisó la restauración del Salón Azul para que fuera históricamente auténtico al periodo de James Monroe, la redecoración del Treaty Room al estudio presidencial a lo largo de las líneas del siglo XIX, y la redecoración de la Sala de Mapas a como se veía durante la Segunda Guerra Mundial. Clinton organizó muchos eventos de grande escala en la Casa Blanca, como una recepción para el Día de San Patricio, una cena de estado para dignatarios chinos, un concierto contemporáneo que recaudo fondos para educación musical en escuelas públicas, una celebración de la Nochevieja a la vuelta del siglo XXI, y una cena de estado en honor al bicentenario de la Casa Blanca en noviembre del 2000.

## Senadora de Estados Unidos

### Elección al Senado de los Estados Unidos en 2000
Cuando el veterano senador estadounidense de Nueva York, Daniel Patrick Moynihan, anunció su jubilación en noviembre de 1998, varias figuras prominentes demócratas, incluyendo el congresista Charles B. Rangel de Nueva York, instaron a Clinton a postularse para el escaño vacante que dejaba Moynihan en la elección al Senado de los Estados Unidos de 2000. Una vez que decidió presentarse, los Clinton compraron una casa en Chappaqua, Nueva York, al norte de la Ciudad de Nueva York, en septiembre de 1999. Ella se convirtió en la primera primera dama de los Estados Unidos en ser una candidata para un cargo de elección popular. Inicialmente, Clinton esperaba enfrentar a Rudy Giuliani, alcalde de la Ciudad de Nueva York, como su contrincante republicano en la elección. Sin embargo, Giuliani se retiró de la contienda electoral en mayo del 2000 después de haber sido diagnosticado con cáncer de próstata y convirtiendo muy públicos los desarrollos en su vida personal, Clinton se enfrentó en lugar con Rick Lazio, un miembro republicano de la Cámara de Representantes de los Estados Unidos representando al segundo distrito congresional de Nueva York. A lo largo de la campaña, sus opositores acusaron a Clinton de paracaidista, ya que ella nunca había residido en Nueva York o participado de la política de ese estado antes de la campaña.
Clinton empezó su campaña visitando cada condado en el estado, en una «gira para escuchar» en ambientes de pequeños grupos. Durante la campaña, ella dedicó considerable tiempo en regiones tradicionalmente republicanas al norte del estado. Clinton prometió mejorar la situación económica en esas áreas, prometiendo entregar 200,000 trabajos al estado durante su plazo. Su plan incluyó créditos fiscales para premiar la creación de empleos y fomentar inversiones de empresas, especialmente en el sector de alta tecnología. Ella pidió recortes de impuestos personales para la matrícula universitaria y cuidado a largo plazo.
La contienda recibió atención nacional. Lazio cometió un error durante un debate en septiembre cuando pareció invadir el espacio personal de Clinton tratando de conseguir que se firmara un acuerdo de recaudación de fondos. Las campañas de Clinton y Lazio, junto con el esfuerzo inicial de Giuliani, gastaron un récord combinado de 90 millones de dólares. Clinton ganó la elección el 7 de noviembre del 2000, con 55% del voto frente al 43% de Lazio. Ella juró a su cargo como senadora de los Estados Unidos el 3 de enero de 2001.
La editorial Simon & Schuster le pagó a Clinton un anticipo casi récord de 8 millones de dólares en diciembre de 2000 por su autobiografía, publicada en 2003 como Historia viva.

### Primer mandato

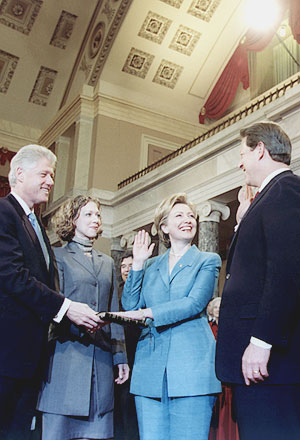
Recreación de Hillary Rodham Clinton juramentando como senadora de los Estados Unidos por el vicepresidente Al Gore en la Antigua Cámara del Senado, mientras Bill y Chelsea observan. 3 de enero de 2001.

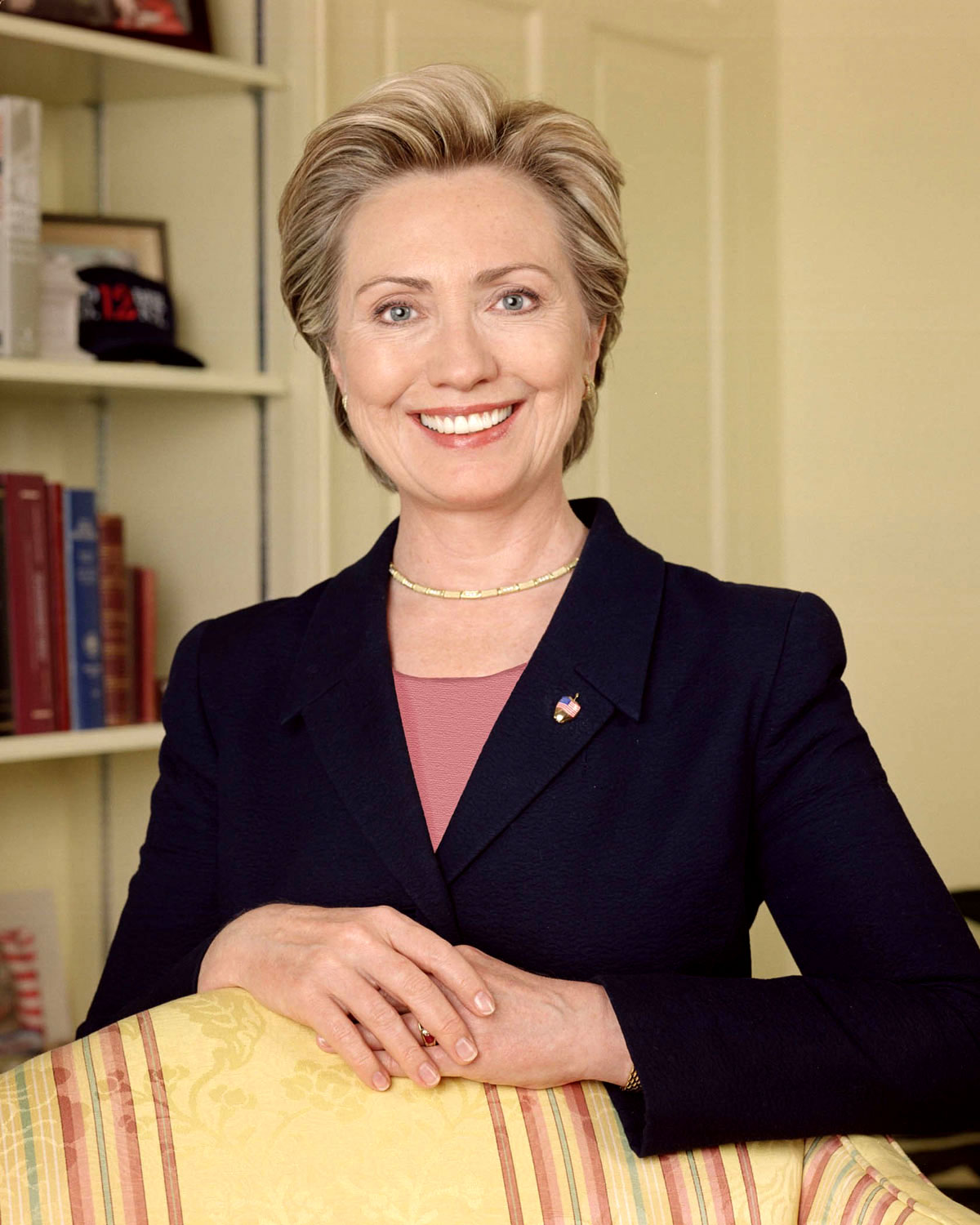
Foto oficial de Clinton como Senadora de los Estados Unidos.

Al entrar al Senado, Clinton mantuvo un bajo perfil público y construyó relaciones con senadores de ambos partidos. Ella forjó alianzas con senadores de inclinación religiosa al participar regularmente en el Desayuno de Oración del Senado
Clinton sirvió en cinco comisiones del Senado: Comisión de Presupuesto (2001-2002), Comisión de Servicios Armados (desde 2003), Comisión de Medio Ambiente y Obras Públicas (desde 2001), Comisión de Salud, Educación, Trabajo, y Pensiones (desde 2001), y el Comisión Especial sobre el Envejecimiento. También fue miembro de la Comisión de Seguridad y Cooperación en Europa (desde 2001).
Después de los atentados del 11 de septiembre de 2001, Clinton buscó obtener fondos para los esfuerzos de recuperación en la Ciudad de Nueva York y mejorar la seguridad en su estado. Trabajando con el senador sénior Charles Schumer, ella fue instrumental en asegurar rápidamente 21 mil millones de dólares en fondos para la reconstrucción del sitio del World Trade Center. Subsecuentemente tomó un papel de liderazgo en investigar los problemas de salud que enfrentan los socorristas del 9/11. Clinton votó por la Ley USA PATRIOT en octubre de 2001. En 2005, cuando la ley estaba por renovarse, trabajó en hacer frente a algunas preocupaciones sobre libertades civiles, antes de votar a favor de un compromiso de una ley renovada en marzo de 2006 la cual obtuvo el apoyo de la mayoría.
Clinton fuertemente apoyó la acción militar de EE. UU. en Afganistán de 2001, diciendo que era una oportunidad para combatir el terrorismo y mejorar las vidas de mujeres afganas que sufrieron bajo el gobierno del Talibán. Clinton votó a favor de la guerra de Irak, la cual autorizó al presidente de los Estados Unidos George W. Bush a usar fuerza militar en contra de Irak; debería ser tal acción necesaria para hacer cumplir una Resolución del Consejo de Seguridad de las Naciones Unidas después de la continuación de esfuerzos diplomáticos.
Después de que comenzó la guerra de Irak, Clinton hizo viajes a Irak y Afganistán para visitar a las tropas estadounidenses estacionadas allí. En una visita a Irak en febrero de 2005, Clinton señaló que la insurgencia falló en interrumpir las elecciones democráticas que habían tenido lugar más temprano, y qué partes del país estaban funcionando bien. Señalando que los despliegues de guerra estaban drenando las fuerzas regulares y de reserva, ella co-introdujo legislación para incrementar el tamaño normal del Ejército de los Estados Unidos por 80 000 soldados para aliviar la tensión. A finales de 2005, Clinton dijo que mientras el retiro inmediato de Irak sería un error, el compromiso de Bush de quedarse “hasta que el trabajo esté acabado” también era equivocado, ya que dio a los iraquíes «una invitación abierta para no cuidarse ellos mismos». Su posición causó frustración entre aquellos en el Partido Demócrata cual favorecía el retiro inmediato. Clinton apoyó retener y mejorar los beneficios de salud para veteranos, y cabildeó en contra del cierre de varias bases militares.
La senadora Clinton votó en contra de dos paquetes importantes de recortes de impuestos del presidente Bush, la Ley de Reconciliación para Crecimiento Económico y Desgravación Fiscal de 2001 y la Ley de Reconciliación para Trabajos y Crecimiento de la Desgravación Fiscal de 2003.  Simon & Schuster publicó Historia Viva. El libro tuvo un récord de ventas en su primera semana para una obra de no ficción, vendiendo más de un millón de copias en el primer mes tras su publicación, y fue traducido a doce idiomas diferentes. La versión en audiolibro de Clinton obtuvo una nominación para el Premio Grammy a mejor álbum hablado.
Clinton votó en contra de la confirmación de 2005 de John G. Roberts como juez presidente de los Estados Unidos y la confirmación de Samuel Alito a la Corte Suprema de los Estados Unidos.
En 2005, Clinton llamó a la Comisión Federal de Comercio para que investigara cómo escenas de sexo escondidas aparecieron en el controversial videojuego Grand Theft Auto: San Andreas. Junto con los senadores Joe Lieberman y Evan Bayh, introdujo la Ley de Protección de Entretenimiento Familiar, con la intención de proteger a los niños de contenido inapropiado encontrado en videojuegos. En 2004 y 2006, votó en contra de la Enmienda Federal del Matrimonio, la cual trató de prohibir el matrimonio homosexual.
Buscando establecer una “infraestructura progresista” para rivalizar la del conservadurismo estadounidense, Clinton desempeñó un papel formativo en conversaciones que llevó a la fundación del Center for American Progress (Centro para el Progreso Estadounidense) por el exjefe de personal de la administración Clinton, John Podesta, compartió asistentes con Citizens for Responsibility and Ethics in Washington (Ciudadanos para la Responsabilidad y Ética en Washington), fundada en 2003, y aconsejó a Media Matters for America (Los Medios Importan en Estados Unidos) creada en 2004, del ex antagonista de los Clinton, David Brock. Siguiendo las elecciones al Senado de 2004, ella exitosamente presionó al nuevo líder del Senado demócrata, Harry Reid, en crear una Sala de Guerra para que el Senado manejara la mensajería política cotidiana.

### Campaña de reelección de 2006
En noviembre de 2004, Clinton anunció que buscaría un segundo mandato en el senado. La anticipada favorita para la nominación republicana, la fiscal de distrito del condado de Westchester Jeanine Pirro, se retiró de la campaña después de varios meses de un pobre rendimiento en su campaña. Clinton fácilmente ganó la nominación demócrata ante su oponente interno, el activista antiguerra Jonathan Tasini El adversario de Clinton en la elección general fue el candidato republicano John Spencer, exalcalde de Yonkers, además de otros candidatos de terceros partidos. Ella ganó la elección el 7 de noviembre de 2006, con 67% de los votos al 31% John Spencer, ganando todos menos cuatro condados de los sesenta y dos condados de Nueva York. Clinton gastó $36 millones para su reelección, más que cualquier otro candidato para el Senado en las elecciones de 2006. Algunos demócratas la criticaron por haber gastado demasiado en una contienda unilateral, mientras algunos opositores estaban preocupados porque contaba con fondos para una potencial candidatura presidencial en 2008. En los siguientes meses, ella transferiría $10 millones de los fondos de la campaña al Senado a su campaña presidencial.

### Segundo mandato

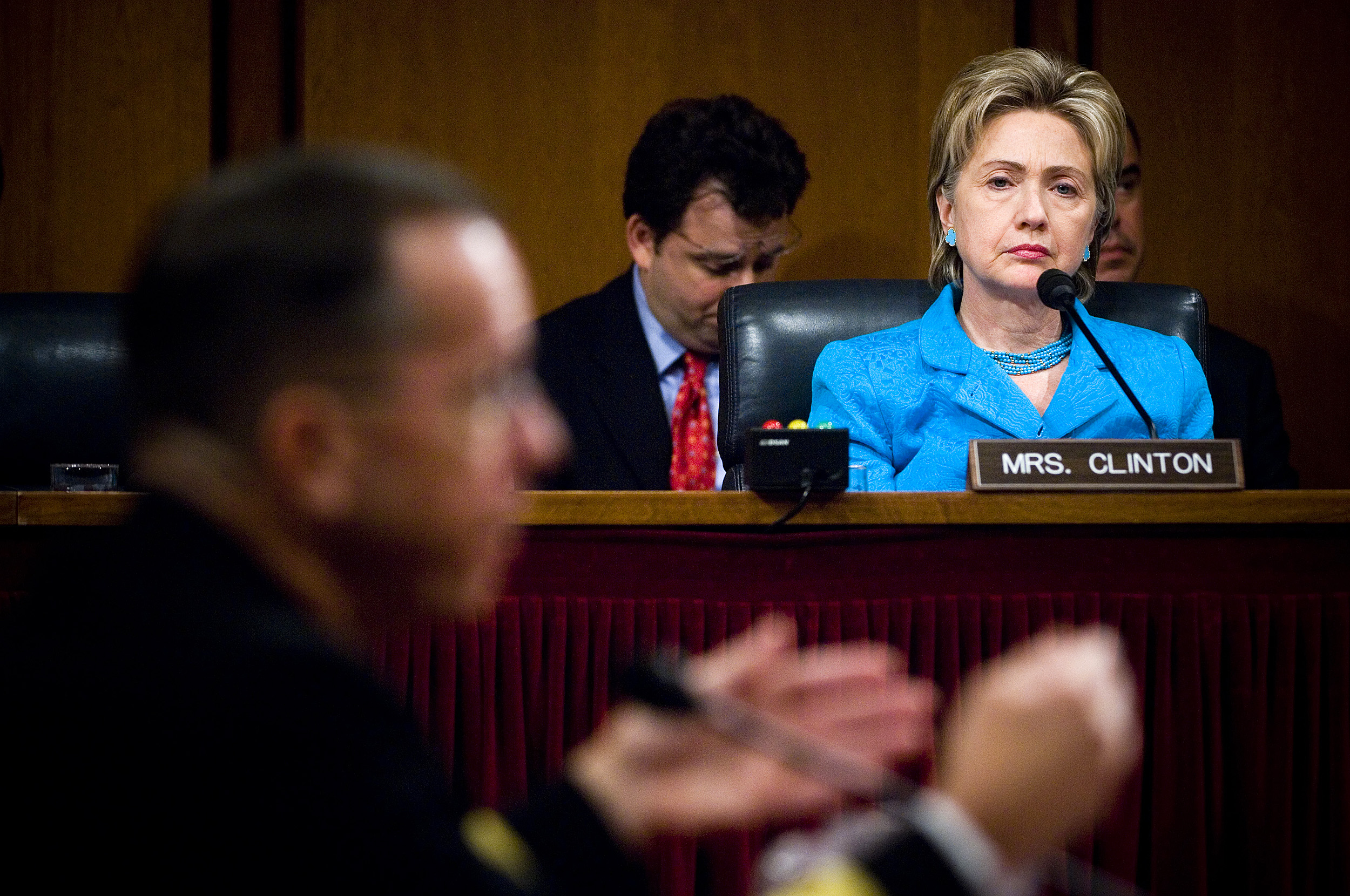
Clinton escucha mientras el Jefe de Operaciones Navales, almirante Mike Mullen, responde a una pregunta durante su audiencia de confirmación en el Comité del Senado de Servicios Armados.

Clinton estuvo en contra del aumento de tropas de la Guerra de Irak de 2007. En marzo de 2007, votó a favor de una ley de gastos para la guerra que requiriera al presidente Bush retirar tropas de Irak antes de una fecha límite; casi pasó a lo largo de líneas partidarias pero subsecuentemente fue vetada por el presidente Bush. En mayo de 2007, una ley de compromiso para financiar la guerra que removía la fecha límite de retiro pero empataba el financiamiento con parámetros de progreso para el gobierno de Irak, pasó el senado por un voto de 80-14 y sería firmado por Bush; Clinton sería una de los que votó en contra. Clinton respondió al Reporte al Congreso sobre la Situación en Irak del general David Petraeus de septiembre de 2007 diciendo, “Yo pienso que los reportes que usted nos está proveyendo realmente requiere una suspensión voluntaria a no creer.”
En marzo de 2007, en respuesta al despido de Procuradores de Estados Unidos, Clinton llamó al fiscal general Alberto González a que renunciara. En mayo y junio de 2007, con respecto a la reforma migratoria comprensiva de alto perfil y objeto de debates acalorados conocida como la Ley Fronteras Seguras, Oportunidad Económica y Reforma Migratoria de 2007, Clinton emitió varios votos a favor de la ley pero falló en obtener clausura.
Mientras la crisis financiera de 2007-2008 alcanzó su cima con la crisis de liquidez de septiembre de 2008, Clinton apoyó el plan propuesto de rescate del sistema financiero de Estados Unidos, votando a favor de la Ley de Estabilización Económica de Urgencia de 2008 de $700 mil millones, diciendo que la ley representaba los intereses del pueblo estadounidense. La ley pasó en el Senado 74-24.

## Campaña presidencial de 2008
Clinton se había estado preparando para una potencial candidatura para la presidencia de los Estados Unidos desde principios de 2003. El 20 de enero de 2007, Clinton anunció a través de su sitio web la formación de un comité exploratorio para la elecciones presidenciales de los Estados Unidos de 2008, declarando: "Estoy en esto, y estoy en esto para ganar". Ninguna mujer había sido nominada por un partido importante estadounidense como candidata a presidenta. En abril de 2007, los Clinton liquidaron un fideicomiso ciego, establecido cuando Bill Clinton fue elegido presidente en 1993, para evitar la posibilidad de conflictos éticos o vergüenzas políticas en el fideicomiso mientras Hillary emprendía su campaña presidencial. Declaraciones de divulgación posteriores revelaron que el valor de la pareja era superior a los 50 millones de dólares. Habían ganado más de 100 millones de dólares desde 2000, la mayor parte proveniente de los libros, discursos, y otras actividades de Bill.

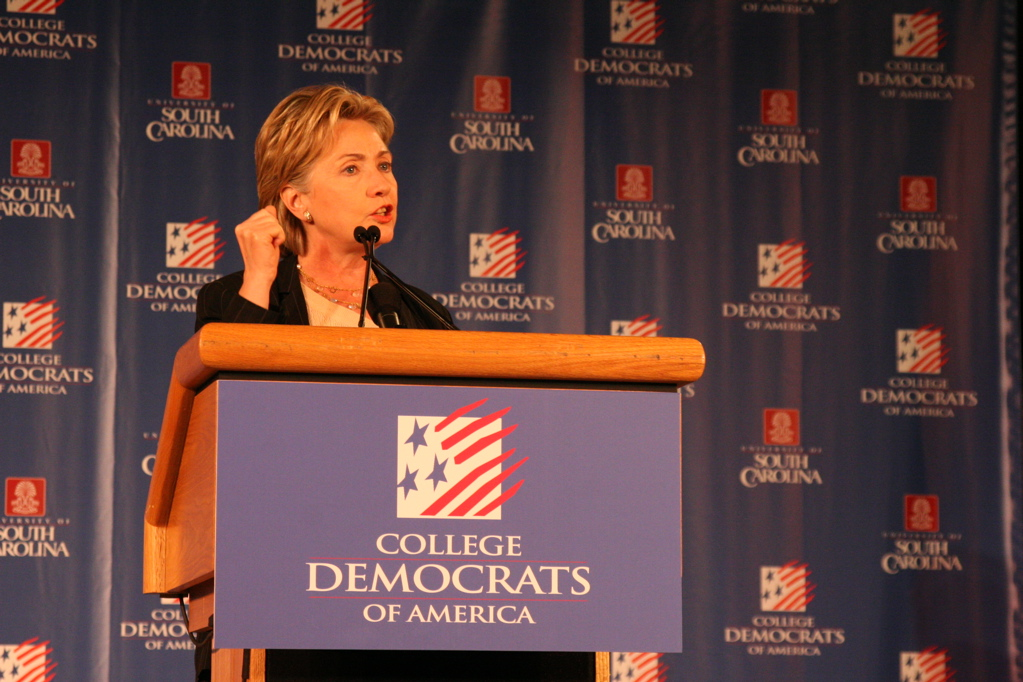
Hillary Clinton en la Convención Nacional de los Demócratas Universitarios de América, 2007.

A lo largo de la primera mitad de 2007, Clinton encabezaba la lista de candidatos compitiendo por la nominación presidencial demócrata en los sondeos de opinión. El senador Barack Obama de Illinois y el exsenador John Edwards de Carolina del Norte fueron sus competidores más fuertes. La mayor amenaza para su campaña fue su apoyo anterior a la guerra de Irak, a la que Obama se había opuesto desde el principio. Tanto Clinton como Obama establecieron récords de recaudación de fondos anticipada, intercambiando la delantera monetaria cada trimestre.  A fines de octubre, Clinton tuvo un pobre desempeño en un debate contra Obama, Edwards, y sus otros opositores. El mensaje de “cambio” de Obama empezó a resonar con el electorado demócrata mejor que el mensaje de “experiencia” de Clinton.

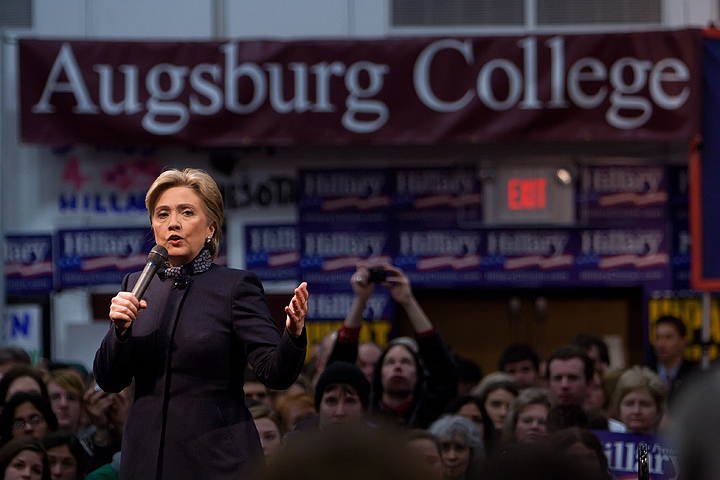
Clinton haciendo campaña en Augsburg College en Mineápolis, Minnesota, dos días antes del súper martes.

En la primera votación de 2008, ocupó el tercer lugar en el caucus demócrata de Iowa el 3 de enero, detrás de Obama y Edwards. Obama ganó terreno en las encuestas a nivel nacional durante los siguientes días, con todos los sondeos pronosticando una victoria para él en las primarias de Nuevo Hampshire. Clinton logró una victoria sorpresa allí el 8 de enero, derrotando por poco a Obama. Las explicaciones de su repunte en Nuevo Hampshire fueron varias, pero principalmente se centraron en que ella fue vista con más simpatía, especialmente por las mujeres, después de que sus ojos se llenaron de lágrimas y se le quebrara la voz al responder a la pregunta de una votante el día antes de las elecciones.
La naturaleza de la competencia se fracturó en los siguientes días. Varios comentarios hechos por Bill Clinton y otros voceros de campaña, y una declaración de Hillary Clinton sobre Martin Luther King Jr. y Lyndon B. Johnson, fueron percibidas por muchos como intentos, accidentales o intencionales, de limitar a Obama como un candidato de orientación racial o de negar el significado post-racial y los logros de su campaña. A pesar de los intentos de Hillary y Obama de restar importancia al tema, el voto demócrata se volvió más polarizado como resultado, con Clinton perdiendo gran parte de apoyo entre los afroamericanos. Perdió por un margen de dos a uno contra Obama en la primaria de Carolina del Sur el 26 de enero, estableciendo, con la pronta salida de Edwards, una competencia intensa entre dos personas por los veintidós estados del súper martes el 5 de febrero. Bill Clinton había hecho más declaraciones atrayendo críticas por sus percibidas implicaciones raciales al final de la campaña en Carolina del Sur, y su papel fue visto como lo suficientemente dañino para ella que una ola de partidarios dentro y fuera de su campaña dijera que el expresidente “tenía que parar.” La campaña de Carolina del Sur había causado un daño duradero a Clinton, erosionando su apoyo entre el establishment demócrata y provocando el valioso respaldo de Obama por parte de Ted Kennedy.

Votos populares estado por estado en las elecciones primarias y asambleas demócratas, sombreadas por el porcentaje ganado: Obama en púrpura, Clinton en verde. (Los ganadores de los votos populares y los ganadores de delegados difirieron en Nuevo Hampshire, Nevada, Missouri, Texas y Guam.)

El súper martes, Clinton ganó los estados más grandes, como California, Nueva York, Nueva Jersey, y Massachusetts, mientras que Obama ganó más estados; se dividieron casi por igual el voto popular total. Pero Obama estaba ganando más delegados comprometidos por su parte del voto popular debido a una mejor explotación de las reglas de distribución proporcional demócratas.

La campaña Clinton había contado con ganar la nominación hacia el súper martes y no estaba preparada financiera y logísticamente para un esfuerzo prolongado; quedándose atrás en la recaudación de fondos por Internet, Clinton empezó a prestarle dinero a su campaña. Había un desorden continuo dentro del personal de la campaña y ella hizo varios cambios de personal de alto nivel. Obama ganó los siguientes once comicios de febrero en todo el país, a menudo por amplios márgenes, y tomó una ventaja significativa en delegados comprometidos sobre Clinton. El 4 de marzo, Clinton rompió la racha de derrotas al ganar en Ohio, entre otros lugares, donde sus críticas al TLCAN, un legado importante de la presidencia de su marido, ayudaron en un estado donde el acuerdo comercial era impopular. A lo largo de la campaña, Obama dominó los caucuses, a los cuales la campaña Clinton ignoró en gran medida y para los que no se preparó. A Obama le fue bien en las primarias donde los votantes afroamericanos o los votantes más jóvenes, con educación universitaria, o más adinerados estuvieron fuertemente representados; a Clinton le fue bien en las primarias donde predominaban los votantes hispanos o los votantes mayores, sin educación universitaria, o blancos de clase trabajadora. Rezagada en delegados, la mejor esperanza de Clinton de ganar la nominación estaba en persuadir a superdelegados no comprometidos y designados por el partido. 

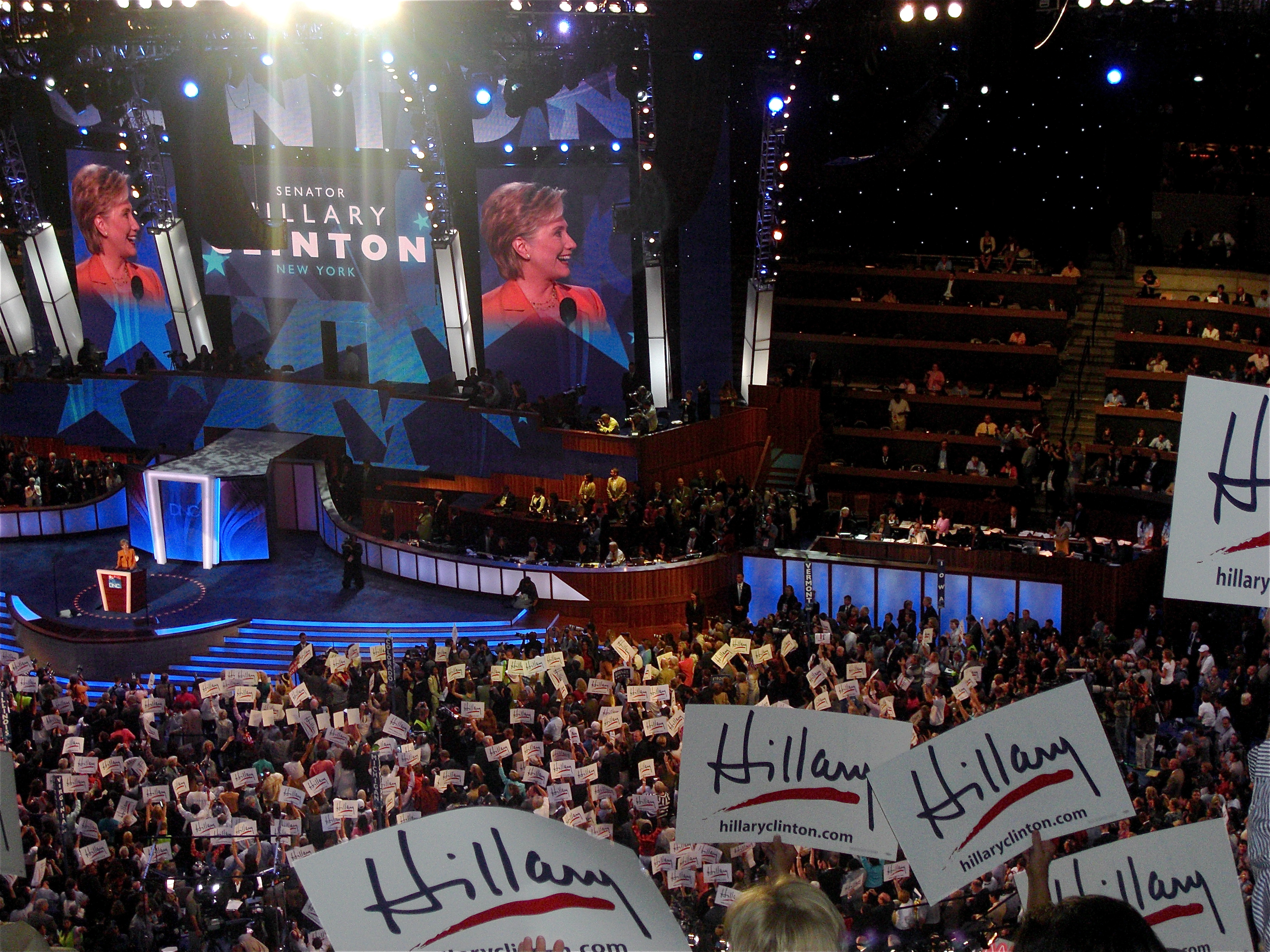
Clinton habla en nombre de su ex rival, Barack Obama, en la segunda noche de la Convención Demócrata Nacional de 2008 en Denver.

Después de las primarias finales del 3 de junio de 2008, Obama había ganado suficientes delegados para convertirse en el virtual nominado. En un discurso ante sus seguidores el 7 de junio, Clinton puso fin a su campaña y respaldó a Obama. Para el final de la campaña, Clinton había ganado 1,640 delegados comprometidos frente a los 1,763 de Obama; en el momento de la obtención de la nominación, Clinton tenía 286 superdelegados frente a los 395 de Obama, los números se ampliarían a 256 frente a 438 una vez que Obama fue reconocido como el ganador. Tanto Clinton como Obama recibieron más de 17 millones de votos durante el proceso de nominación, y ambos rompiendo el récord anterior. Clinton fue la primera mujer en postularse en las primarias o caucus de todos los estados y eclipsó, por un gran margen, el récord previo de la congresista Shirley Chrisholm durante la elección presidencial de 1972 de más primarias y delegados ganados por una mujer. Clinton pronunció un discurso apasionado apoyando a Obama en la Convención Nacional Demócrata de 2008 e hizo campaña frecuente por él en otoño de 2008, que concluyó con su victoria sobre McCain en las elecciones generales del 4 de noviembre. La campaña de Clinton acabó gravemente endeudada; ella le debía millones de dólares a proveedores externos y condonó los $13 millones que ella misma había prestado a la campaña. Finalmente, la deuda de la campaña se pagó a principios de 2013.

## Secretaria de Estado

### Nominación y confirmación

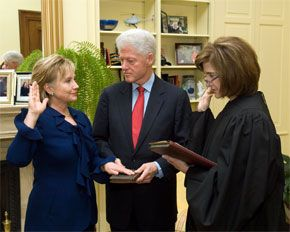
Clinton toma el juramento al cargo como Secretaria de Estado, administrado por la Juez Asociada Kathryn Oberly mientras Bill Clinton sostiene la Biblia.

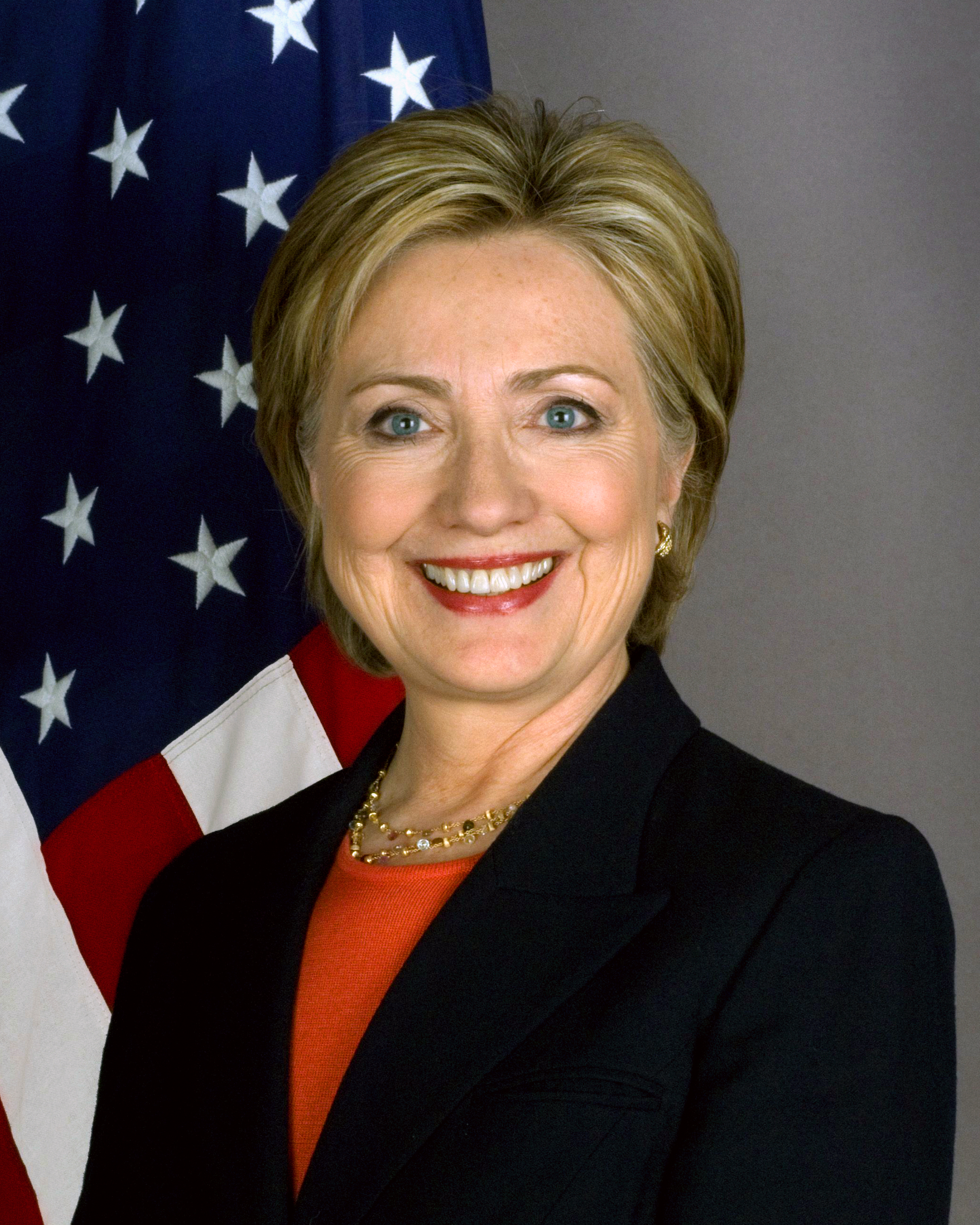
Retrato oficial de Clinton como Secretaria de Estado, 2009.

A mediados de noviembre de 2008, el presidente electo Obama y Clinton discutieron la posibilidad de que ella sirviera como Secretaria de Estado de los Estados Unidos en su administración, y el 21 de noviembre, informes indicaban que ella había aceptado la posición. El 1 de diciembre, el presidente electo Obama formalmente anunció que Clinton sería su nominación para Secretaria de Estado. Clinton dijo que ella se resistía a dejar el senado, pero que su nueva posición representaba una “aventura difícil y emocionante”. Como parte de su nominación y en orden para aliviar preocupaciones de conflictos de interés, Bill Clinton estuvo de acuerdo en aceptar varias condiciones y restricciones con respecto a sus actividades en marcha y su esfuerzo en recaudaciones de fondos para el Centro Presidencial Clinton y la Iniciativa Mundial Clinton.
El nombramiento requería un remedio de Saxbe, aprobado y firmado como ley en diciembre de 2008. Audiencias de confirmación ante el Comité del Senado sobre Relaciones Exteriores comenzaron el 13 de enero de 2009, una semana antes de la investidura de Obama; dos días después el Comité votó 16-1 para aprobar a Clinton. En ese momento su índice de aprobación había alcanzado el 65%, el punto más alto desde el escándalo Lewinsky. El 21 de enero de 2009, Clinton fue confirmada en el pleno del Senado por un voto de 94-2. Clinton tomó el juramento al cargo de Secretaria de Estado y renunció al senado el mismo día. Se convirtió en la primera ex primera dama en servir en el Gabinete de los Estados Unidos.

### Primera mitad de mandato

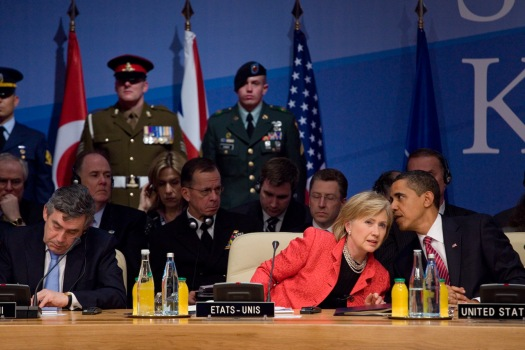
Obama y Clinton conversando en la 21a cumbre de la OTAN, abril de 2009

Clinton pasó sus primeros días como Secretaria de Estado comunicándose por teléfono con decenas de líderes mundiales e indicando que la política exterior de los Estados Unidos cambiaría de dirección: “Tenemos mucho daño que reparar.” Abogó por un papel más amplio en temas de la economía mundial para el Departamento de Estado y citó la necesidad de un aumento de presencia diplomática de EE. UU., especialmente en Irak donde el Departamento de Defensa había llevado a cabo misiones diplomáticas. Impulsó un mayor presupuesto de asuntos internacionales, proponiendo un incremento de 7 % para el Departamento de Estado y otros programas internacionales en el presupuesto de la administración Obama de 2010. En marzo de 2009, Clinton prevaleció sobre el vicepresidente Joe Biden en un debate interno para mandar 21 000 militares más a la guerra de Afganistán. Una fractura en el codo y la subsecuente recuperación dolorosa causaron que Clinton cancelara dos viajes al extranjero en junio de 2009.

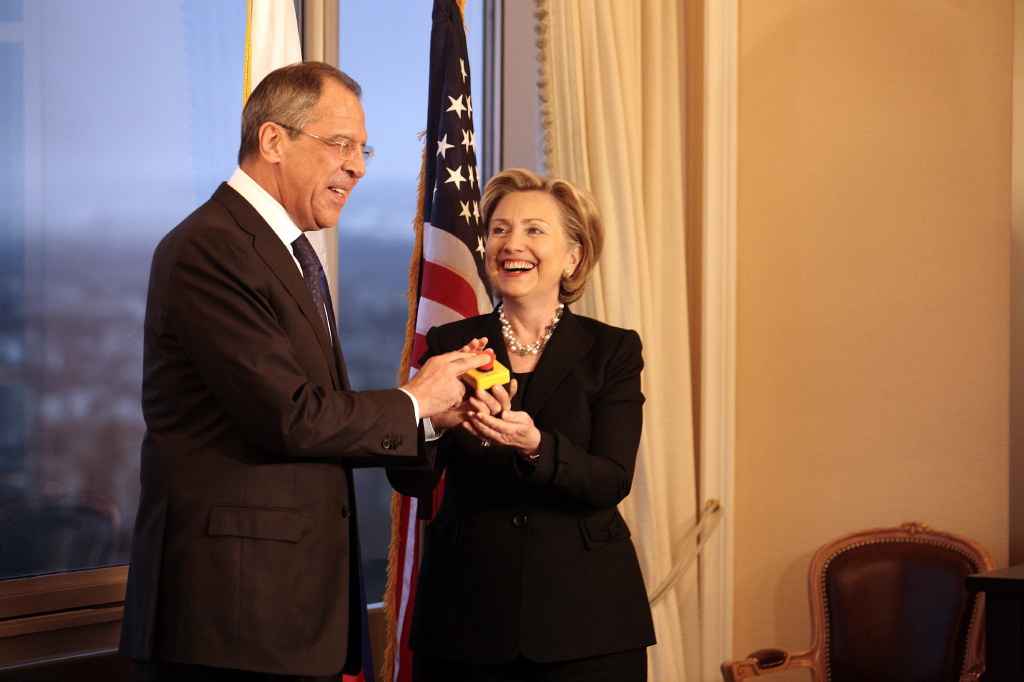
Clinton con el ministro de Relaciones Exteriores ruso, Serguéi Lavrov y el "botón de reinicio", marzo de 2009.

Clinton anunció la reforma más ambiciosa de su departamento, la Revisión Cuatrienal de Diplomacia y Desarrollo, que establece objetivos específicos para las misiones extranjeras del Departamento de Estado, a partir de un proceso similar en el Departamento de Defensa con el que ella estaba familiarizada después de su tiempo en el Comité del Senado sobre Servicios Armados. (El primero de estos reportes fue emitido a finales de 2010 e instó a que EE. UU. liderara a través del “poder civil” como un modo eficaz para responder a desafíos internacionales y desactivar las crisis. También trató de institucionalizar objetivos de empoderar a las mujeres en todo el mundo.) En septiembre, Clinton dio a conocer la Iniciativa Mundial para el Hambre y Seguridad Alimentaria en la junta anual de Iniciativa Mundial Clinton. La nueva iniciativa trata de combatir el hambre alrededor del mundo como una parte estratégica de la política exterior de EE. UU., en vez de sólo reaccionar a emergencias de escasez de comida que se produzcan, y enfatiza el papel de las mujeres agricultoras. En octubre, en un viaje a Suiza, la intervención de Clinton superó inconvenientes de última hora y salvó la firma de un acuerdo histórico entre Turquía y Armenia para establecer relaciones diplomáticas y abrir la frontera entre las dos naciones. En Pakistán, mantuvo varios debates contundentes con estudiantes, presentadores de programas de entrevistas, y ancianos de las tribus en un intento por reparar la imagen de los EE. UU. en Pakistán.

Clinton saluda a los miembros del servicio militar en la Base de la Fuerza Aérea Andersen de Guam, octubre de 2010

En un discurso importante en enero de 2010, Clinton señaló analogías entre la Cortina de Hierro y el internet libre y no libre. Oficiales chinos reaccionaron negativamente al discurso, y obtuvo atención como la primera vez que un funcionario de alto nivel estadounidense había definido claramente el internet como elemento clave de la política exterior estadounidense. A mediados de 2010, Clinton y Obama habían forjado una buena relación de trabajo sin luchas por el poder. Se reunían semanalmente, pero la Secretaria de Estado Clinton no tenía una relación diaria cercana como algunos de sus predecesores tenían con sus presidentes. En julio de 2010, visitó Corea, Vietnam, Pakistán, Afganistán, todo mientras se preparaba para la boda del 31 de julio de su hija Chelsea en medio de mucha atención de los medios de comunicación. A finales de noviembre de 2010, Clinton lideró la campaña de control de daños estadounidense después de que WikiLeaks publicó cables confidenciales del Departamento de Estado con declaraciones contundentes y evaluaciones hechas por diplomáticos de EE. UU. y extranjeros. Algunos de los cables publicados por WikiLeaks se referían a Clinton directamente: revelaban que en 2009 se habían dictado por la CIA, en su nombre, instrucciones a miembros del servicio exterior para reunir datos biométricos y otros datos personales de diplomáticos extranjeros, incluso oficiales de las Naciones Unidas y aliados de EE. UU.

### Segunda mitad de mandato
Las protestas egipcias de 2011 plantearon la mayor crisis de política exterior para la administración. Clinton estuvo en primer plano de la respuesta pública de EE. UU., evolucionando rápidamente de una valoración inicial de que el gobierno de Hosni Mubarak era “estable” a una posición de que tenía que haber una “transición ordenada a un gobierno democrático participativo”, y a una condena de la violencia en contra de los manifestantes. Obama también llegó a depender en los consejos, la organización, y conexiones personales de Clinton en respuesta a los acontecimientos. Mientras las manifestaciones se extendían por la región, Clinton estuvo en primer plano de una respuesta de EE. UU. que ella reconoció era a veces contradictoria, respaldando a algunos regímenes mientras apoyaba a los manifestantes en otros momentos. 

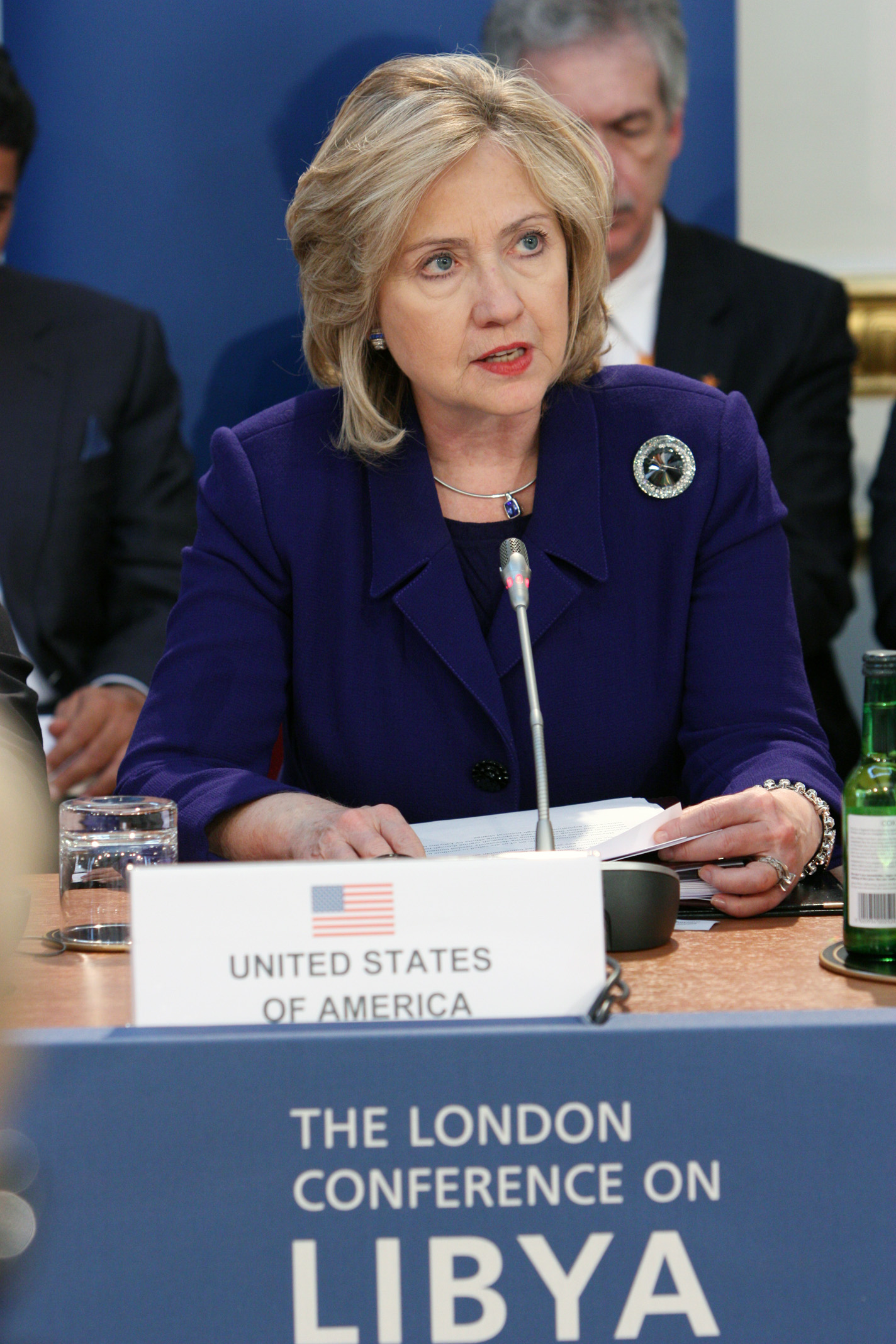
La Secretaria Clinton en marzo de 2011

Durante la guerra civil de Libia el cambio de Clinton a favor de la intervención militar fue un viraje al superar la oposición interna de la administración y obtener el respaldo de la ONU y la aprobación árabe para la intervención militar en Libia de 2011. Después utilizó a aliados de EE. UU. y lo que ella llamó “poder de convocatoria” para mantener unidos a los rebeldes libios cuando finalmente derrocaron el régimen de Gadafi. Tras la exitosa misión de EE. UU. para matar a Osama bin Laden de mayo de 2011, Clinton desempeñó un papel principal en la decisión de la administración de no publicar las fotos del líder de Al-Qaeda muerto.

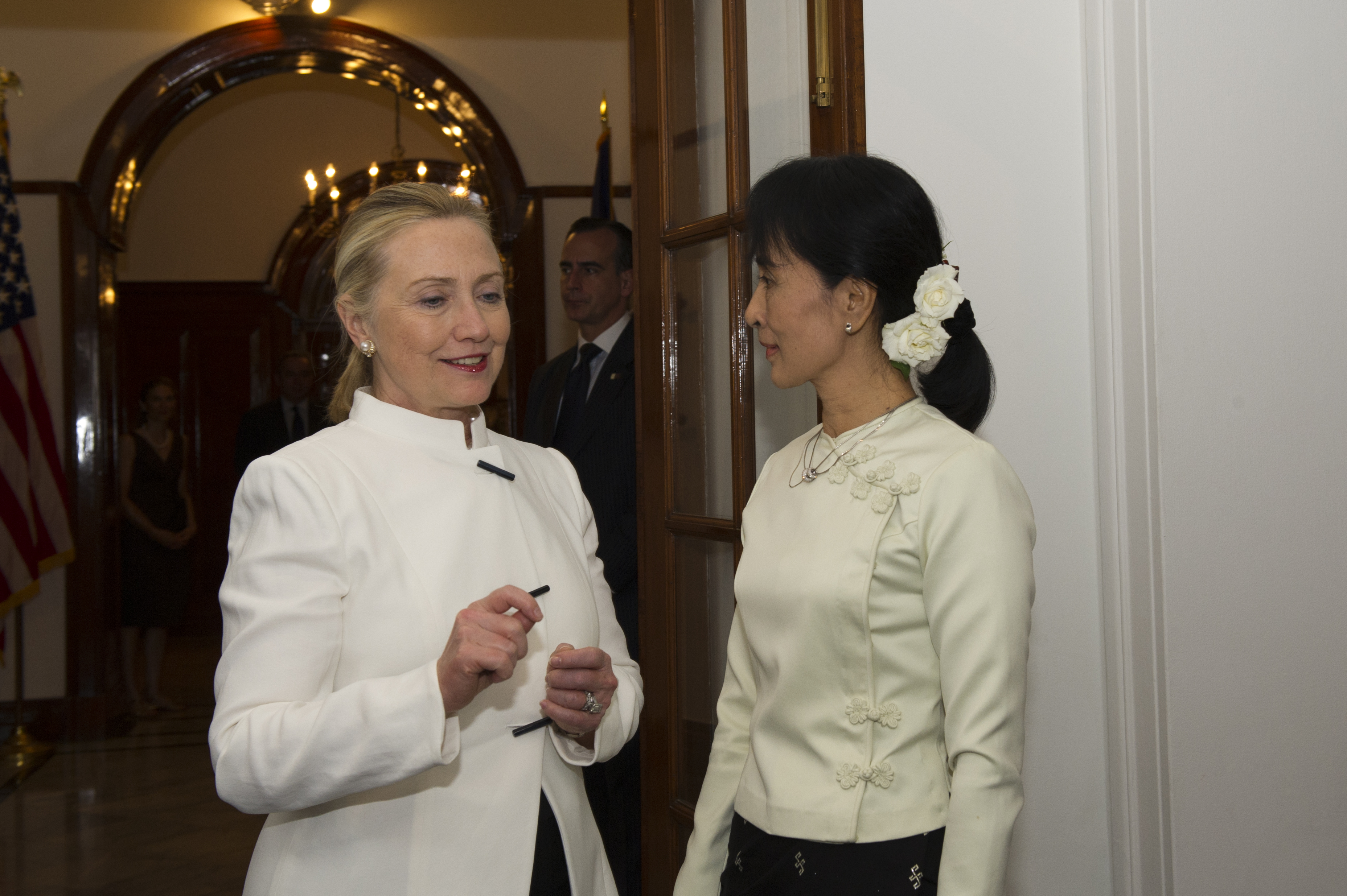
Clinton se reunió con la líder de la democracia birmana Aung San Suu Kyi como parte de su histórica visita a ese país en diciembre de 2011.

En un discurso de diciembre de 2011 ante el Consejo de Derechos Humanos de las Naciones Unidas, dijo que EE. UU. abogaría por los derechos de los gais, que “Los derechos de los gays son derechos humanos” y que “Nunca debería de ser un crimen ser gay.” Ese mismo mes se efectuó la primera visita a Birmania de un secretario de Estado de EE. UU. desde 1955. Hillary Clinton se reunió con líderes birmanos y con la líder de la oposición Aung San Suu Kyi y buscó apoyar las reformas democráticas birmanas de 2011.

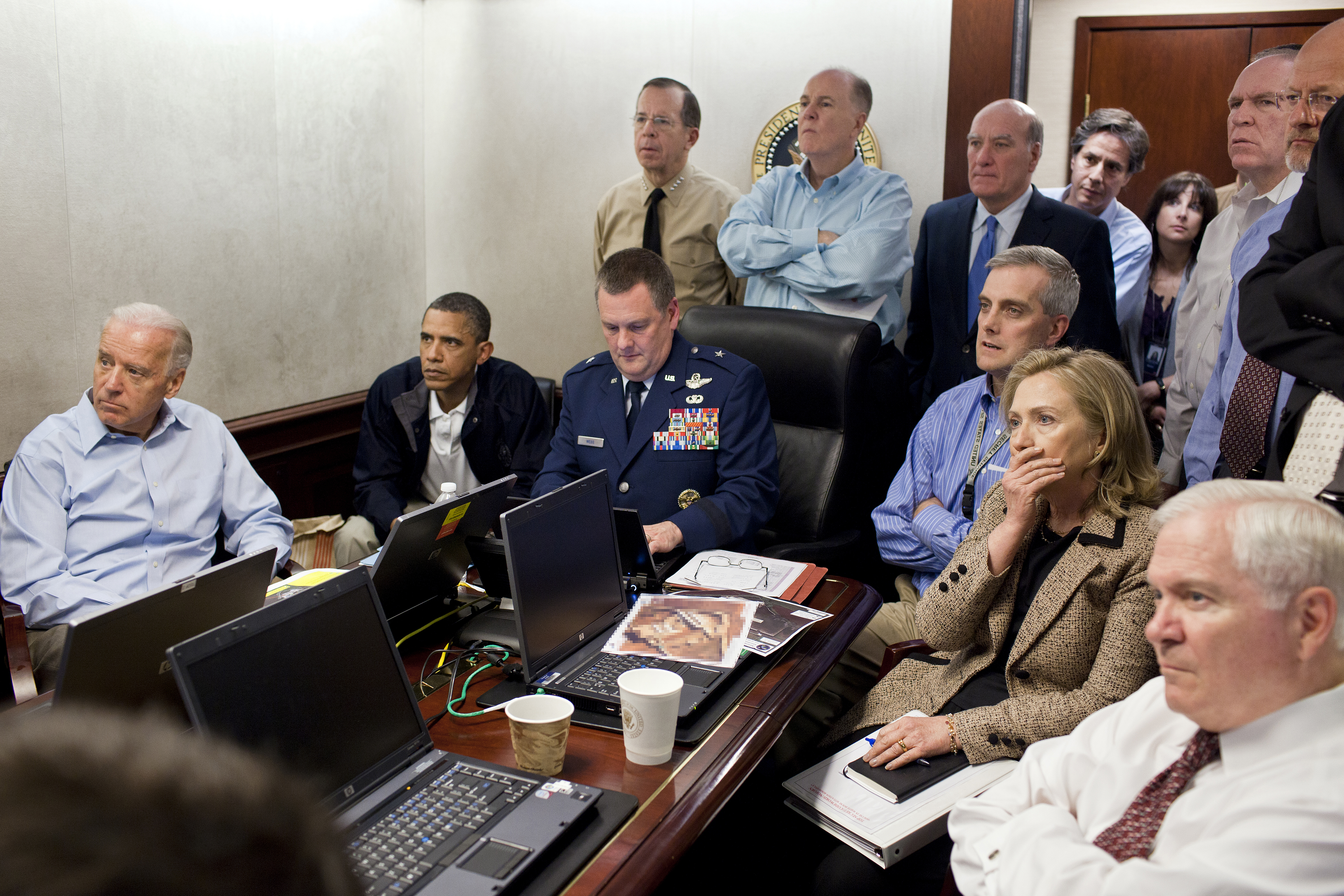
Clinton, junto con miembros del equipo de seguridad nacional, reciben una actualización sobre la Operación Neptune Spear, en la Sala de Situación de la Casa Blanca el 1 de mayo de 2011. Varios de los asistentes están sentados, mientras que otros están detrás de ellos. Todos en la sala están viendo una transmisión en vivo de drones que operan en el complejo de Osama bin Laden.

En diciembre de 2012, Clinton fue hospitalizada para tratarle un coágulo en el seno transverso, una vena de la cabeza que drena la sangre del cerebro. Los médicos descubrieron el coágulo en una revisión tras el golpe que se dio cuando se desmayó casi tres semanas antes, después de una deshidratación grave debida a una enfermedad intestinal viral adquirida en un viaje a Europa. El coágulo, que no causó ningún daño neurológico inmediato, se está tratando con medicamentos anticoagulantes, y los médicos dijeron que se esperaba una recuperación completa.

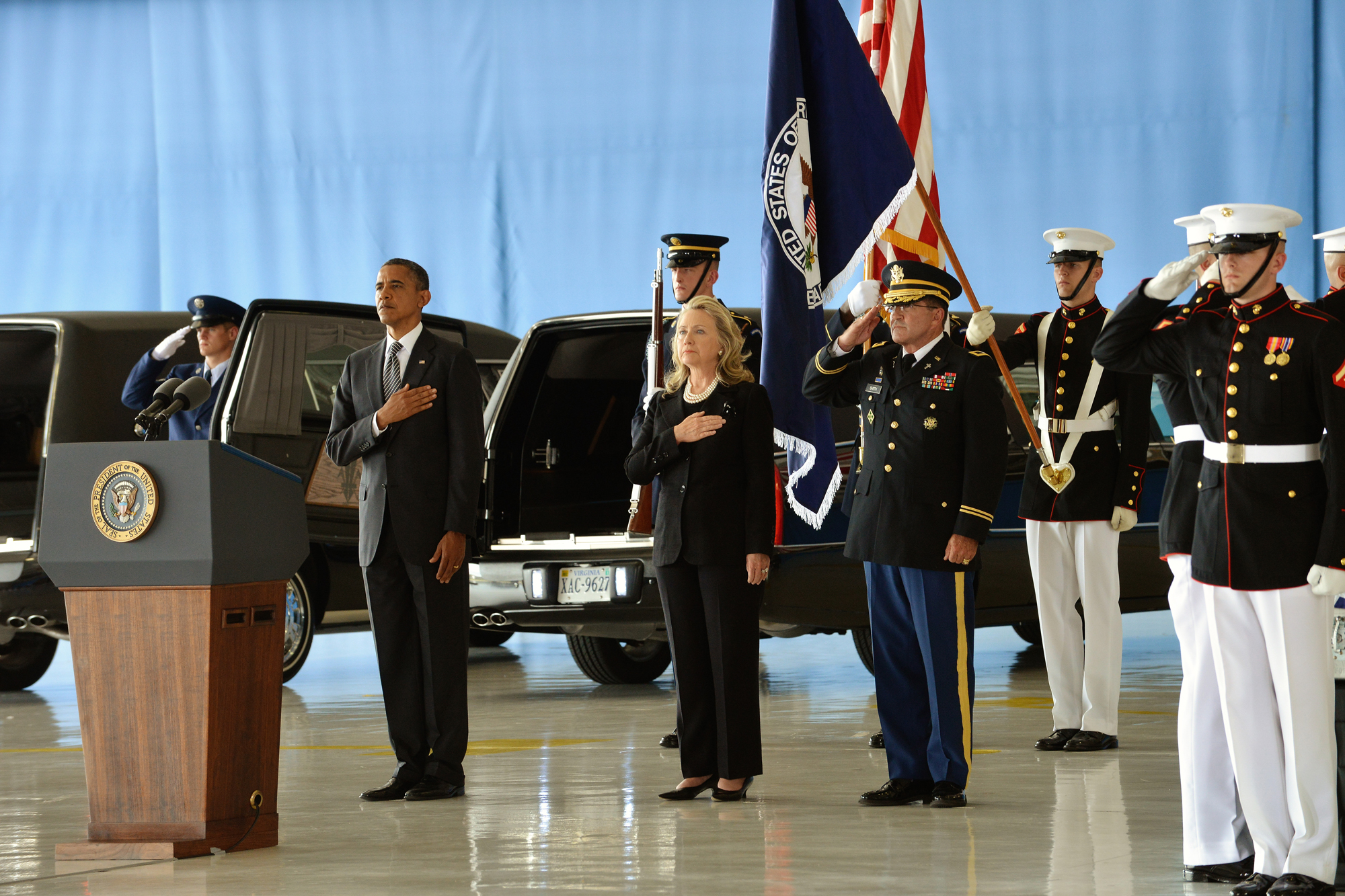
El presidente Obama y la secretaria de estado Clinton honran a las víctimas del ataque en Bengasi en la ceremonia del traslado de los restos en la Base de la Fuerza Aérea Andrews el 14 de septiembre de 2012.

### Ataque en Bengasi y audiencias posteriores
El 11 de septiembre de 2012, se llevó a cabo un ataque en la misión diplomática de Estados Unidos en Bengasi en el que resultó muerto el embajador de Estados Unidos. J. Christopher Stevens y otros tres estadounidenses. El ataque resultó políticamente controvertido en Estados Unidos, así como las preguntas que surgieron sobre la preparación del gobierno de EE. UU. y las explicaciones posteriores sobre lo que había sucedido. El 15 de octubre, Clinton dijo respecto a la preparación que asumía la responsabilidad, mientras que las diferentes explicaciones se debían a la inevitable confusión de niebla de guerra en sucesos de este tipo.
A lo largo de su mandato, Clinton ha considerado el “poder inteligente” como la estrategia para afirmar los valores y el liderazgo estadounidense, combinando la fuerza militar con las capacidades de Estados Unidos. en la economía mundial, la ayuda al desarrollo, y la tecnología. Ella también ha ampliado en gran medida el uso de medios sociales en el Departamento de Estado, como Facebook y Twitter, para difundir su mensaje y para ayudar a empoderar al pueblo vis a vis con sus gobernantes. Y en la crisis de Medio Oriente, Clinton vio una oportunidad particular para potenciar uno de los temas centrales de su mandato, el empoderamiento y bienestar de mujeres y niñas en todo el mundo. Por otra parte, consideró los derechos de la mujer y los derechos humanos como fundamentales para los intereses de seguridad de Estados Unidos.
En junio de 2012, Clinton visitó su país número 100 durante su mandato, estableciendo una marca para secretarios de estado. (La revista Time escribió que «La resistencia de Clinton es legendaria».) Durante su mandato, Clinton ha indicado que no tiene interés en aspirar a la presidencia de nuevo o en ocupar otro cargo. En marzo de 2011, añadió que no estaba interesada en seguir como Secretaria de Estado un segundo mandato si Obama fuera reelegido en 2012; en diciembre de 2012, tras su reelección, Obama nominó al senador John Kerry como sucesor de Clinton.

## Fundación Clinton,Decisiones difícilesy discursos

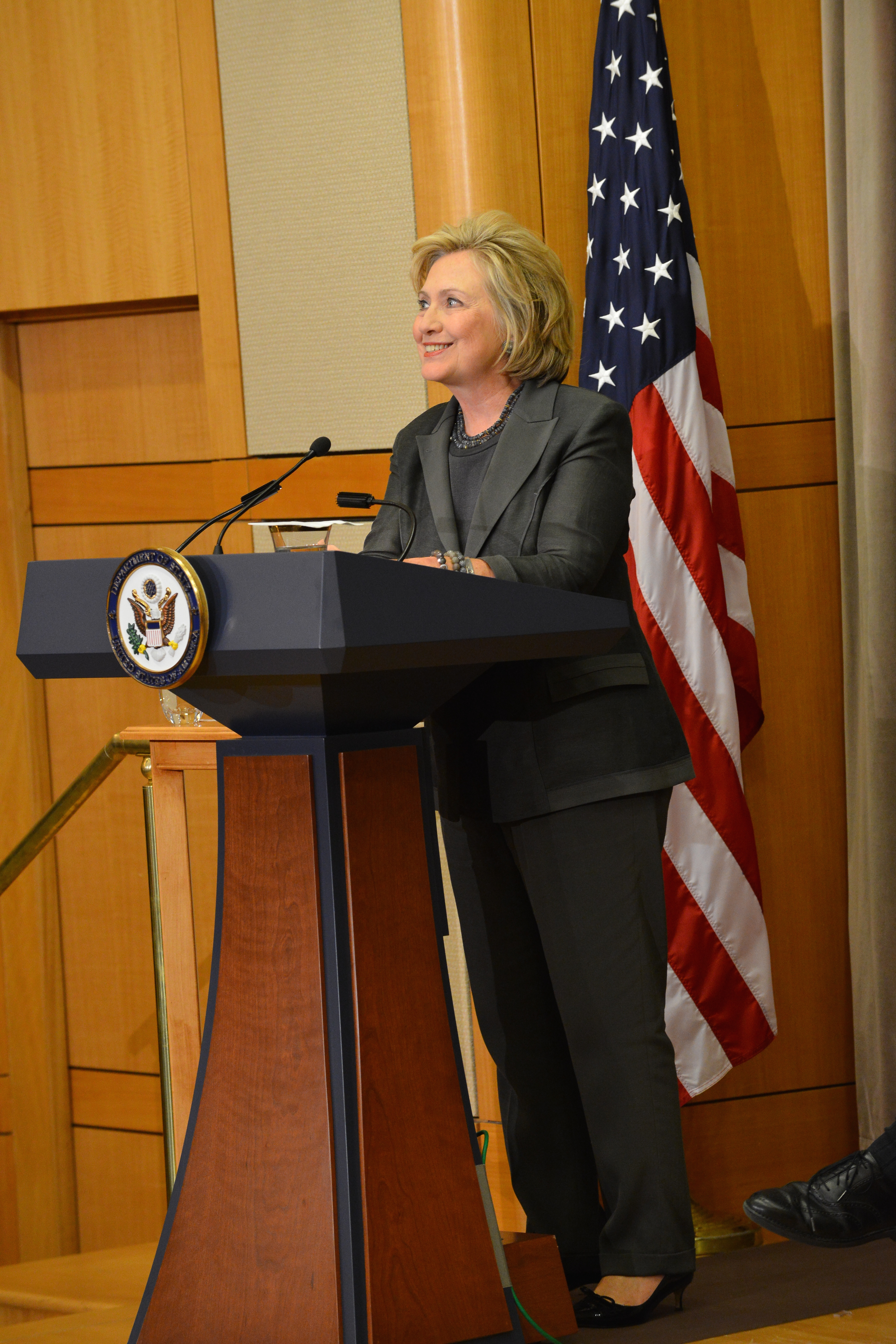
Clinton en septiembre de 2014.

Cuando Clinton abandonó el Departamento de Estado, se convirtió en ciudadana privada por primera vez en treinta años. Ella y su hija se unieron a su esposo como miembros designadas de la Fundación Bill, Hillary & Chelsea Clinton en 2013. Allí se centró en esfuerzos de desarrollo de la primera infancia, incluyendo una iniciativa llamada Too Small to Fail y una iniciativa de $600 millones de dólares para fomentar la matrícula de niñas en las escuelas secundarias de todo el mundo, dirigida por la ex primera ministra australiana Julia Gillard.
Clinton también dirigió el proyecto No Ceilings: The Full Participation Project, una alianza con la Fundación Bill y Melinda Gates para reunir y estudiar datos sobre el progreso de las mujeres y las niñas de todo el mundo desde la conferencia de Beijing en 1995; su informe de marzo de 2015 dijo que mientras que "nunca ha habido un mejor momento en la historia para nacer mujer... Estos datos demuestran cuán lejos aún tenemos que avanzar". La fundación comenzó a aceptar nuevas donaciones de gobiernos extranjeros, algo que había dejado de hacer mientras ella era secretaria. Sin embargo, aun cuando la Fundación Clinton había dejado de recibir donaciones de gobiernos extranjeros, continuaron recibiendo grandes donaciones de ciudadanos extranjeros que a veces estaban vinculados a sus gobiernos.
Comenzó a trabajar en otro volumen de memorias e hizo apariciones en un circuito de conferencias pagadas. Allí ella recibió $200.000–225.000 por contrato, apareciendo a menudo ante firmas de Wall Street o en convenciones de negocios. También dio algunos discursos sin cobrar en nombre de la fundación. Durante quince meses hasta marzo de 2015, Clinton ganó más de $11 millones por sus discursos. En todo el período 2007-14, los Clinton ganaron casi $141 millones, pagaron $56 millones en impuestos federales y estatales y donaron $15 millones a organizaciones benéficas. Para 2015, su valorización se estimaba en $30 millones por su cuenta, o $45–53 millones con su marido.
Clinton renunció a la junta directiva de la fundación en abril de 2015, cuando comenzó su campaña presidencial y la fundación dijo que aceptaría nuevas donaciones gubernamentales extranjeras solamente de seis naciones occidentales.

## Campaña presidencial de 2016

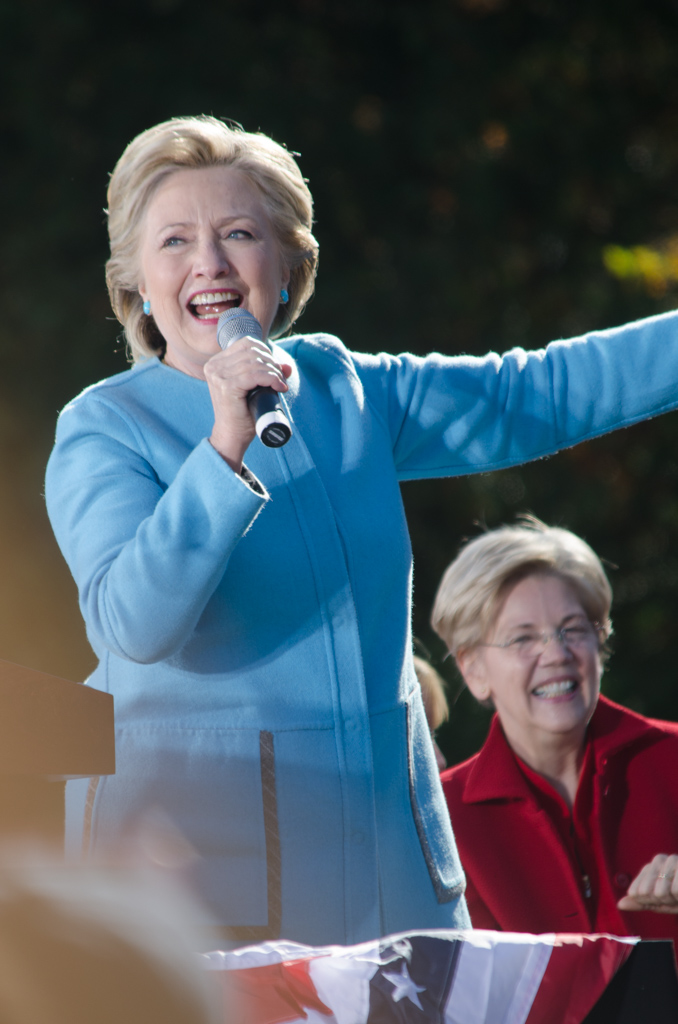
Clinton en campaña para presidenta en Mánchester, New Hampshire, en octubre de 2016, con la senadora de Massachusetts Elizabeth Warren (sentada).

El 12 de abril de 2015, Clinton anunció formalmente su candidatura a la presidencia en las elecciones de 2016. Ella ya tenía una campaña de espera establecida, que incluyó una gran red de donantes, operarios experimentados, los comités de acción política Ready for Hillary y Priorities USA Action, y otras plataformas. Antes de su campaña, Clinton había afirmado en una entrevista en 2012 que no volvería a buscar la presidencia, pero luego escribió en su autobiografía de 2014, Decisiones difíciles, que no lo tenía decidido.
La sede de la campaña de Clinton se estableció en Brooklyn, Nueva York. Su campaña se centró en aumentar los ingresos de la clase media, establecer un preescolar universal, hacer la universidad más asequible y mejorar la Ley del Cuidado de Salud a Bajo Precio. Clinton enfrentó un fuerte desafío del senador Bernie Sanders. En los caucus demócratas de Iowa, Clinton ganó por poco el 1 de febrero, convirtiéndose en la primera mujer en hacerlo, pero perdió en Nuevo Hampshire el 9 de febrero. Ganó los caucus de Nevada el 20 de febrero y tuvo un triunfo en Carolina del Sur el 27 de febrero.

El 1 de marzo, en el Súper Martes, Clinton ganó siete de once comicios, incluyendo varios en el sur, y abrió una ventaja significativa en los delegados sobre Sanders. Mantuvo este liderazgo en las contiendas posteriores. Sanders tuvo mejor desempeño entre votantes jóvenes y liberales, mientras que Clinton destacó entre votantes mayores, negros e hispanos. 

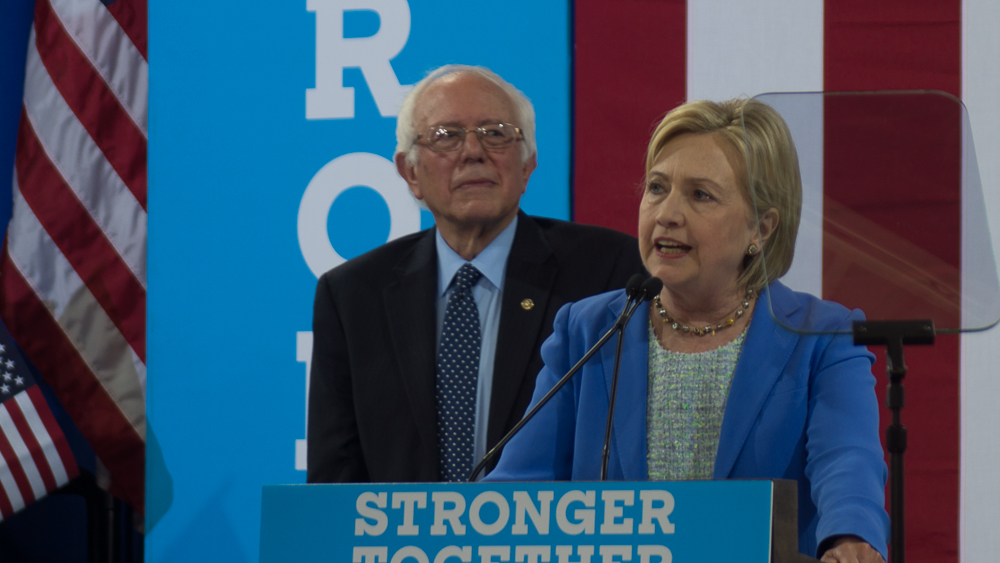
Clinton, aceptando el respaldo del senador Bernie Sanders en New Hampshire, en julio de 2016.

Para el 5 de junio de 2016, había ganado suficientes delegados comprometidos y el apoyo de superdelegados para que los medios de comunicación la consideraran la virtual nominada. El 7 de junio, después de ganar la mayoría de los estados en la última gran ronda de primarias, Clinton celebró un mitin de la victoria en Brooklyn convirtiéndose en la primera mujer en reclamar el estatus de virtual candidata representando a un partido político estadounidense importante. Al final de la campaña, Clinton había ganado 2,219 delegados comprometidos a los 1,832 de Sanders; con un estimado de 594 superdelegados en comparación con los 47 de Sanders. Recibió casi 17 millones de votos durante el proceso de nominación, a diferencia de los 13 millones de Sanders.

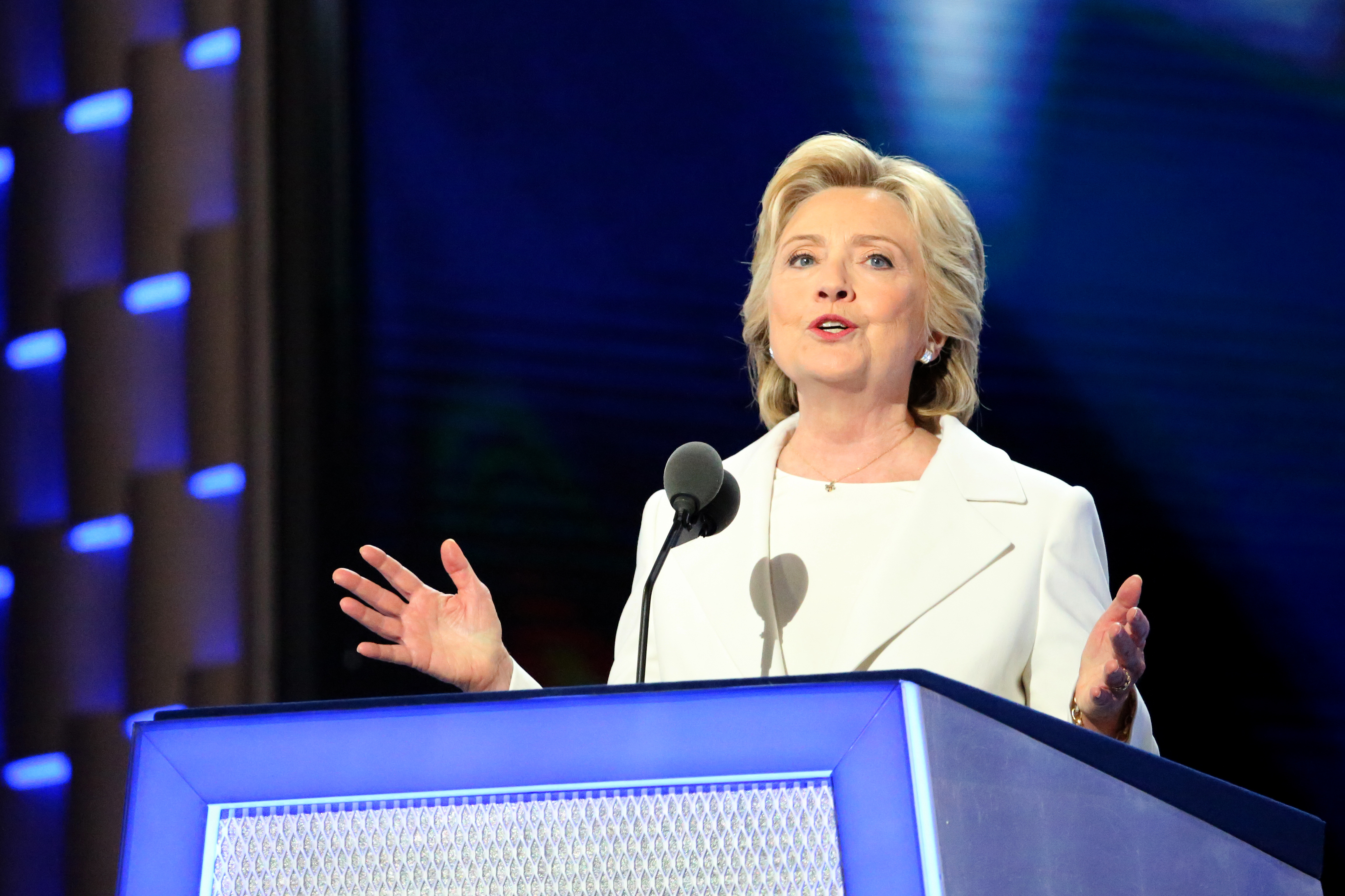
Hillary Clinton pronunciando su discurso de aceptación en la Convención Nacional Demócrata de Filadelfia.

Clinton fue nominada formalmente en la Convención Nacional Demócrata de 2016 en Filadelfia el 26 de julio de 2016, convirtiéndose en la primera mujer en ser nominada a la presidencia por un partido político importante en los Estados Unidos. Su candidato a vicepresidente seleccionado, el senador Tim Kaine, fue nominado por la convención al día siguiente. Sus oponentes en las elecciones generales incluyeron al republicano Donald Trump, el libertario Gary Johnson y Jill Stein del Partido Verde. Alrededor de los días de la convención, WikiLeaks publicó correos electrónicos que sugerían que el CND y la campaña de Clinton inclinaron las primarias a favor de Clinton.
Clinton mantuvo una ventaja en las encuestas nacionales sobre Trump durante gran parte de 2016. A principios de julio, ambos estaban empatados tras la investigación del FBI sobre sus correos electrónicos, donde el director del FBI, James Comey, concluyó que Clinton había sido "extremadamente descuidada" en el manejo de material clasificado. A fines de julio, Trump obtuvo su primera ventaja en las encuestas tras la Convención Nacional Republicana. Clinton recuperó una ventaja significativa a principios de agosto después de un rebote de siete puntos tras la Convención Nacional Demócrata. En otoño de 2016, Clinton y Tim Kaine publicaron Stronger Together, un plan de gobierno que describía su visión para Estados Unidos.

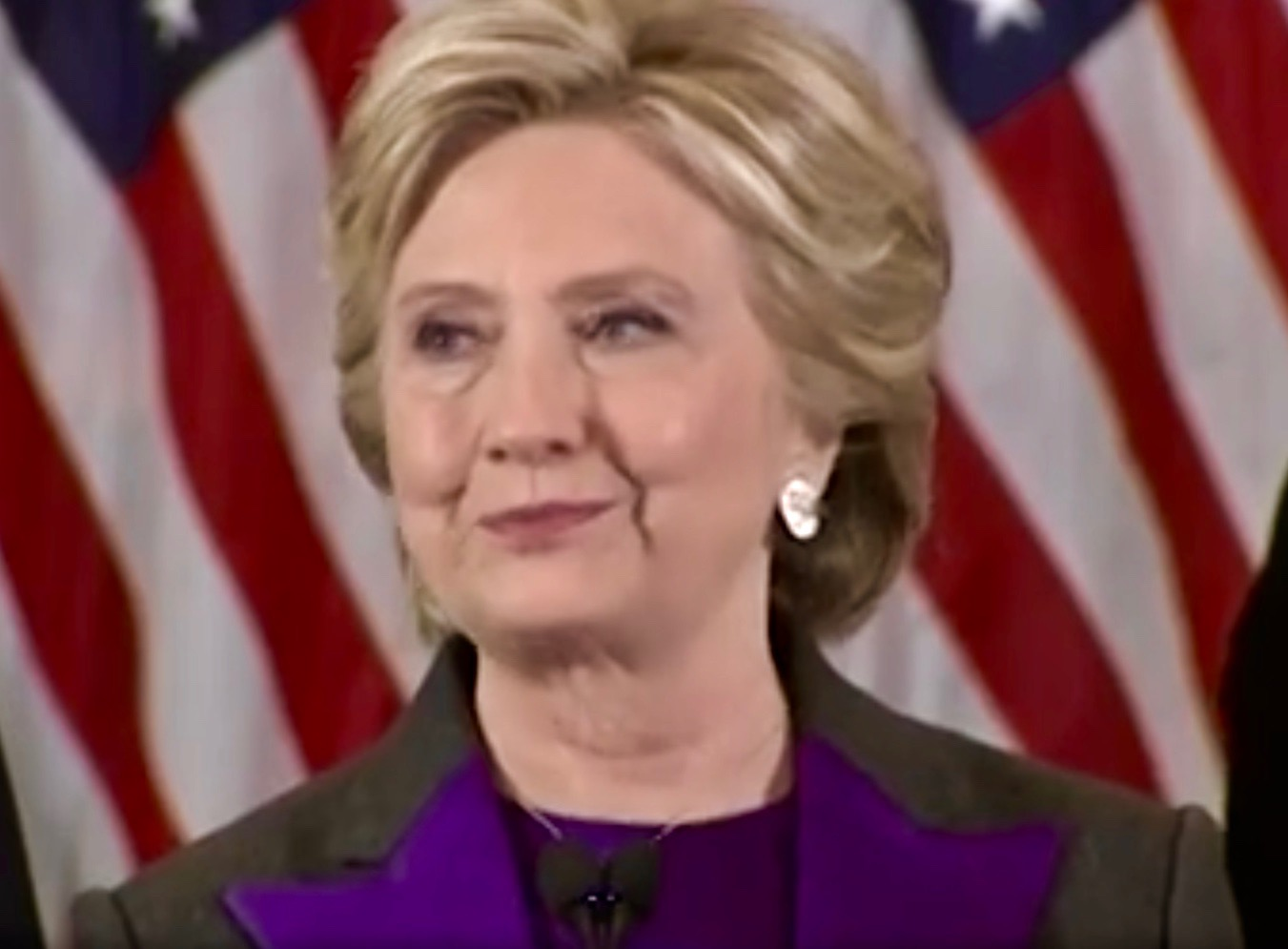
Clinton aceptando la derrota electoral.

Clinton fue derrotada por Donald Trump en las elecciones presidenciales del 8 de noviembre de 2016. En las primeras horas de la mañana del 9 de noviembre, Trump había recibido 279 votos proyectados en el colegio electoral, con 270 necesarios para ganar; fuentes de los medios de comunicación lo proclamaron ganador. Clinton luego telefoneó a Trump para conceder la elección y felicitarlo por su victoria, tras lo cual Trump pronunció su discurso de victoria. A la mañana siguiente, Clinton hizo un discurso público de aceptación de la derrota, en el que reconoció el dolor de la misma, pero pidió a sus partidarios que aceptaran a Trump como su próximo presidente, diciendo: "Le debemos una mente abierta y la oportunidad de liderar". Aunque Clinton perdió la elección al capturar solo 232 votos electorales frente a los 306 de Trump, ganó el voto popular por más de 2,8 millones de votos, o el 2,1 % de la base de votantes. Es la quinta candidata presidencial en la historia de los Estados Unidos que gana el voto popular pero pierde las elecciones.Obtuvo la mayor cantidad de votos de cualquier candidato que no asumió el cargo y la tercera mayor cantidad de votos de cualquier candidato en la historia, aunque no tuvo el mayor porcentaje de victoria de un candidato perdedor (Andrew Jackson ganó el voto popular por el 10,4 % pero perdió ante John Quincy Adams).
El 19 de diciembre de 2016, cuando los electores votaron formalmente, Clinton perdió cinco de sus 232 votos iniciales debido a electores "infieles" o desertores, con tres de sus votos en Washington emitidos en cambio para Colin Powell, uno para Faith Spotted Eagle y uno en Hawái para Bernie Sanders.

## Actividades posteriores

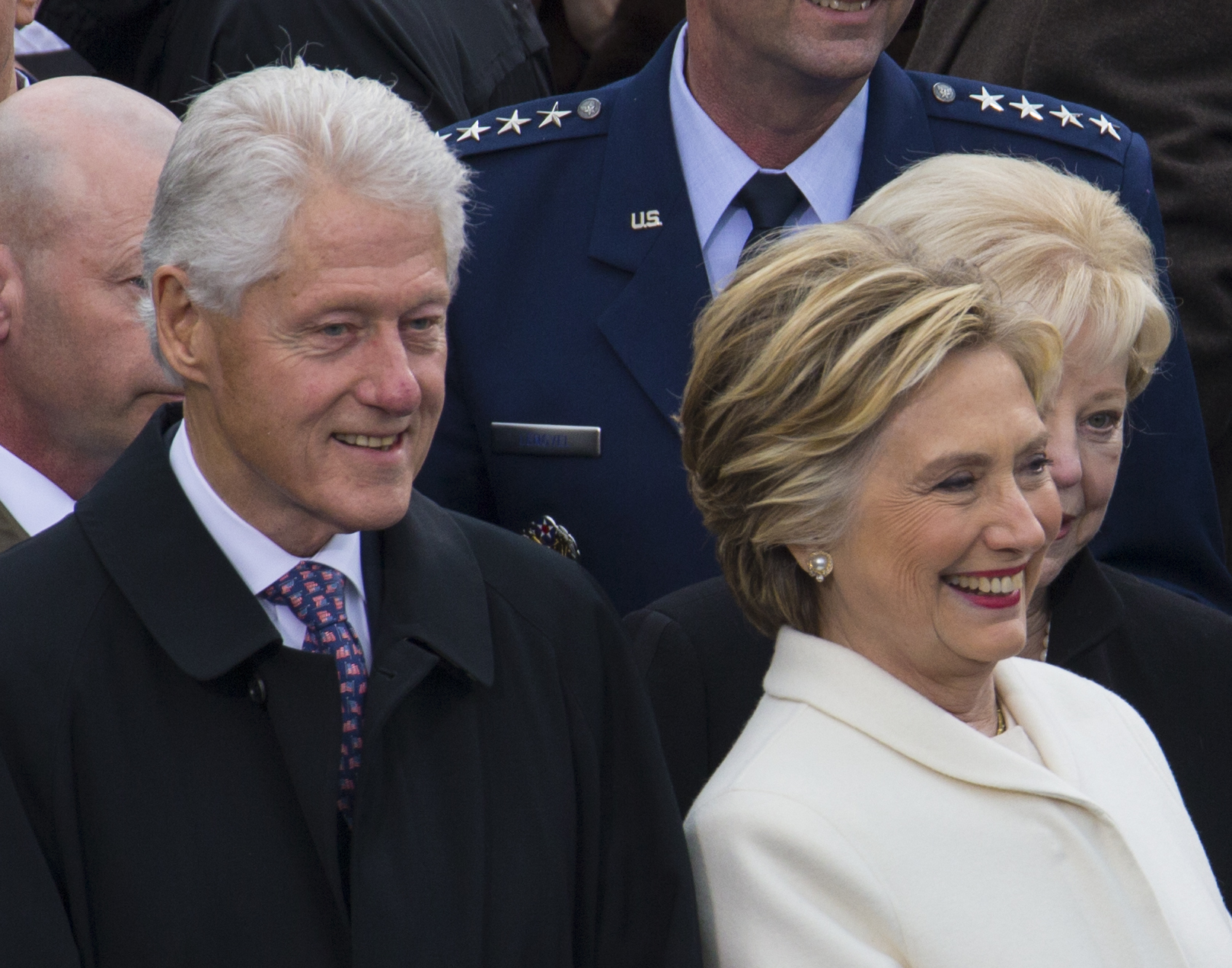
Bill y Hillary Clinton en la investidura de Donald Trump.

En su calidad de ex primera dama, Clinton y su esposo Bill (en su calidad de expresidente) asistieron a la investidura de Donald Trump. La mañana de la investidura, Clinton escribió en su cuenta de Twitter: "Estoy aquí hoy para honrar nuestra democracia y sus valores perdurables, nunca dejaré de creer en nuestro país y su futuro".
El 17 de marzo de 2017 Clinton pronunció un discurso por el Día de San Patricio en Scranton, Pensilvania. Haciendo referencia a las noticias de que ella fue vista tomando caminatas en bosques alrededor de Chappaqua después de su derrota en las elecciones presidenciales, Clinton indicó su disposición a emerger de "los bosques" y a volver a ser políticamente activa otra vez.
El 24 de marzo de 2017, después del aplazamiento de una votación en el Congreso para revocar la Ley de Salud Accesible, Clinton calificó al día como "una victoria para las 24.000.000 de personas en riesgo de perder su seguro de salud" y advirtió de una batalla en curso para mantener la cobertura. Clinton pasó a llamar a la nueva Ley Americana de Salud (propuesta de Trump) "un proyecto de ley desastroso" durante un discurso en San Francisco cuatro días después. El 4 de mayo, después de que la Cámara aprobara por poco la Ley Americana de Salud, Clinton la calificó de "un vergonzoso fracaso de política y moralidad por parte del Partido Republicano". El 23 de junio, un día después de que los republicanos del Senado revelaran un borrador de su proyecto de ley de reforma del sistema de salud, Clinton escribió: "Este es un momento crítico para elegir a la gente en lugar de la política. Pronúnciense contra este proyecto de ley".
En abril de 2017, Clinton comentó que no volverá a postular a cargos públicos otra vez.
El 15 de mayo de 2017, Clinton lanzó Onward Together, un nuevo comité de acción política que describió como "dedicado a impulsar la visión progresista que ganó casi 66 millones de votos en las últimas elecciones", en varios tuits y en un correo electrónico. En una aparición del 5 de junio de 2017 en el Programa Juvenil Elijah Cummings en Israel, Clinton condenó el ataque a los trenes de Portland: "Cuando la violencia motivada por el odio desde Portland, Oregón hasta College Park acaba con las vidas de jóvenes estadounidenses, la misión de este programa de propagar tolerancia es más urgente que nunca". El 14 de junio, después del tiroteo en el Juego de Béisbol del Congreso, Clinton tuiteó: "2 equipos tomarán el campo mañana, pero todos estamos al final en un solo equipo. Mis pensamientos están con los miembros del Congreso, el personal y la policía heroica".
En octubre de 2017, recibió un doctorado honorario de la Universidad de Swansea, cuya Facultad de Derecho pasó a llamarse Facultad de Derecho Hillary Rodham Clinton en su honor. En octubre de 2018, Hillary y Bill Clinton anunciaron planes para una gira de conferencias por 13 ciudades en varios lugares de los Estados Unidos y Canadá entre noviembre de 2018 y mayo de 2019. Hillary recibió un doctorado honoris causa en Derecho (LLD) en la Universidad de la Reina de Belfast el 10 de octubre de 2018, después de dar un discurso sobre Irlanda del Norte y los impactos del Brexit en Whitla Hall, Belfast. En junio de 2018, el Trinity College Dublin le otorgó un doctorado honoris causa (LLD).
Un paquete que contenía una bomba de fabricación casera fue enviado a la casa de Clinton en Washington D. C., el 24 de octubre de 2018. Fue interceptado por el Servicio Secreto. Se enviaron paquetes similares a varios otros líderes demócratas y a la sede de CNN.

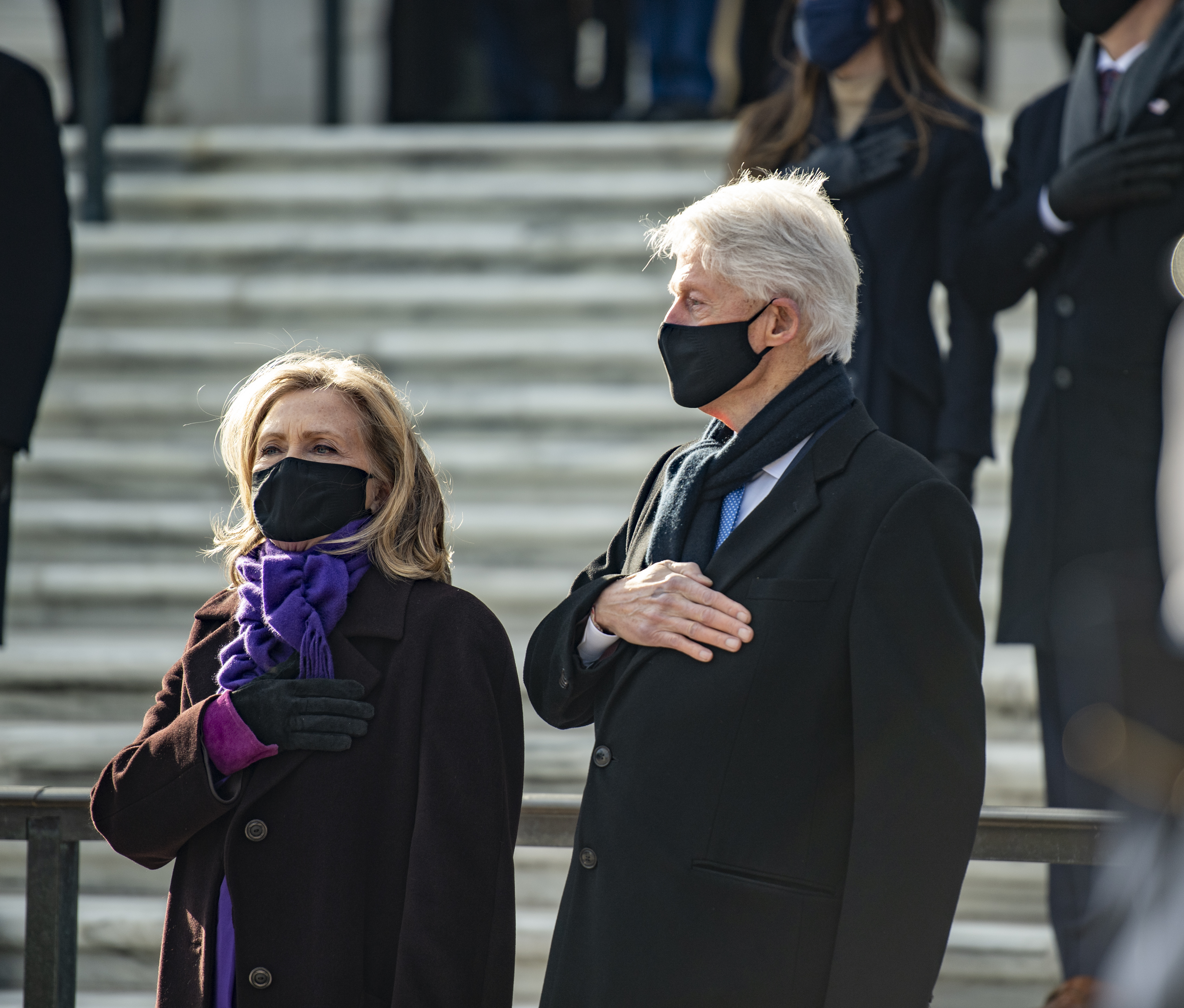
Clinton y su esposo asisten a una ceremonia de colocación de ofrenda floral en la Tumba del Soldado Desconocido en el Cementerio Nacional de Arlington después de la investidura de Joe Biden, en 2021.

El 4 de marzo de 2019, Clinton reiteró que no postularía para la presidencia en 2020. Cuando Trump tuiteó en octubre que Clinton debería postularse por tercera vez, ella respondió "no me tientes". El 28 de abril de 2020, Clinton respaldó la candidatura presidencial del exvicepresidente Joe Biden en las elecciones de 2020 y se dirigió a la Convención Nacional Demócrata de 2020 en agosto. El 28 de octubre de 2020, Clinton anunció que estaba en la relación de electores demócratas del Colegio Electoral de 2020 por el estado de Nueva York, y después de que Biden y Kamala Harris ganaran el estado de Nueva York, eligiendo así al grupo de electores demócratas, Clinton y su esposo se desempeñaron como miembros del Colegio Electoral de los Estados Unidos de 2020 y emitieron los primeros votos electorales para Biden y Harris en Nueva York.
Clinton colaboró con la directora Nanette Burstein en el documental Hillary, que se estrenó en Hulu en marzo de 2020. El 29 de septiembre de 2020, Clinton lanzó un podcast de entrevistas en colaboración con iHeartRadio llamado You and Me Both (en español, "Tú y yo, ambos").

### Carrera como escritora

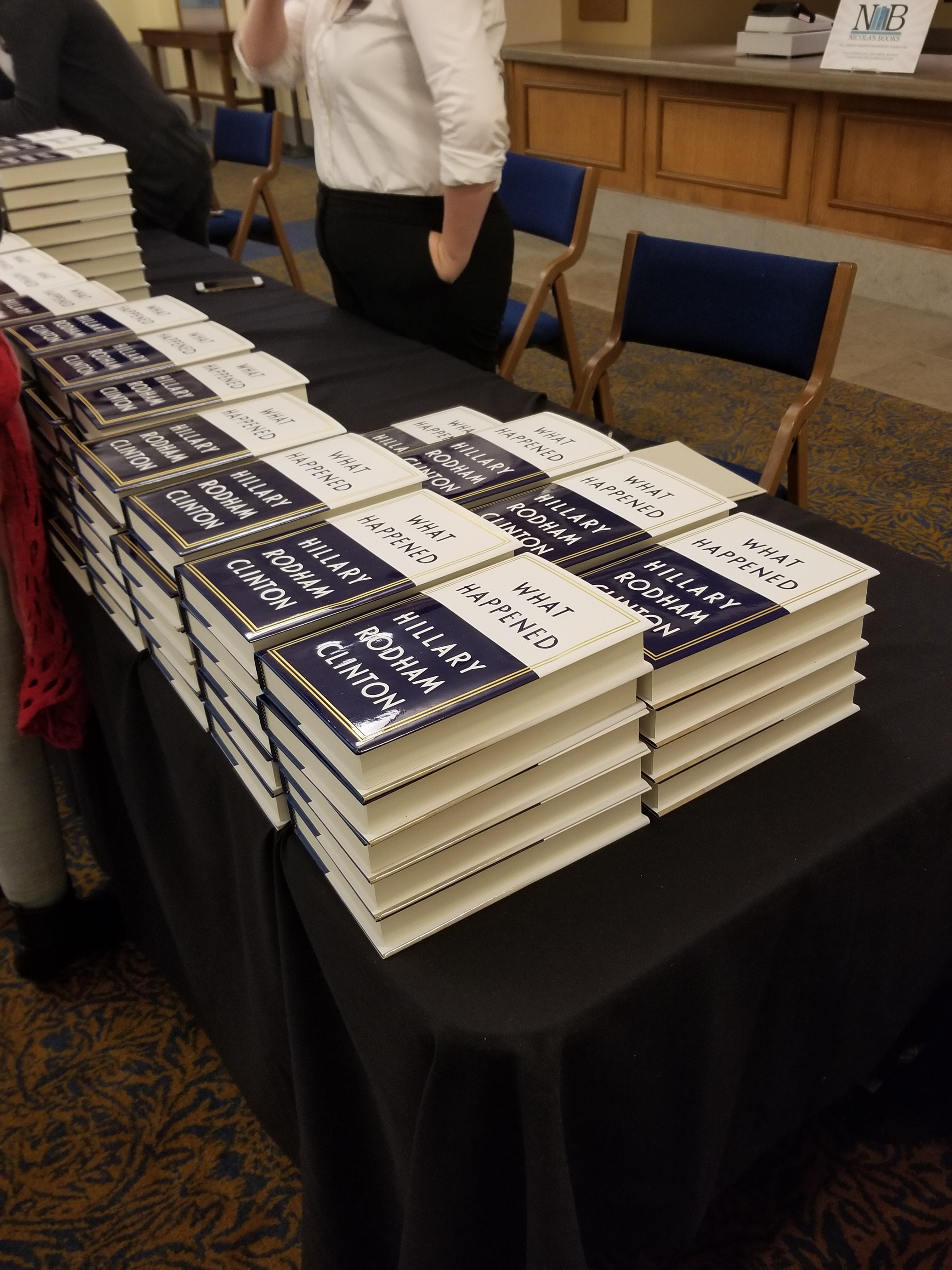
Copias de la edición en inglés de Lo que pasó en un evento de la gira promocional de Clinton para difundir la memoria.

La tercera memoria de Clinton, Lo que pasó, un relato de su derrota en las elecciones de 2016, se publicó el 12 de septiembre de 2017. Se organizaron una gira de libros y una serie de entrevistas y apariciones personales para el lanzamiento. Lo que pasó vendió 300.000 copias en su primera semana, menos que sus memorias de 2003, Historia Viva, pero triplicó las ventas de la primera semana de sus memorias anteriores, Decisiones difíciles, de 2014. Simon & Schuster anunció que Lo que pasó había vendido más libros electrónicos en su primera semana que cualquier libro electrónico de no ficción desde 2010. Al 10 de diciembre de 2017, el libro había vendido 448,947 copias de tapa dura.
En febrero de 2017, se anunció que se estaban realizando esfuerzos para convertir su libro de 1996 Es Labor de Todos en un libro ilustrado. Marla Frazee, dos veces ganadora de la medalla Caldecott, fue anunciada como la ilustradora. Clinton había trabajado en ello con Frazee durante su campaña presidencial de 2016. El resultado fue publicado el mismo día de la publicación de Lo que pasó. El libro está dirigido a niños en edad preescolar, aunque es más probable que los adultos comprendieran mejor algunos mensajes.
En octubre de 2019, se publicó The Book of Gutsy Women: Favorite Stories of Courage and Resilience, un libro que Clinton coescribió con su hija Chelsea. En febrero de 2021, Clinton anunció que estaba coescribiendo su primer libro de ficción con Louise Penny. El libro, un thriller de misterio político, se titula State of Terror y su lanzamiento está programado para octubre de 2021.
Clinton también ha escrito artículos de opinión ocasionales en los años transcurridos desde su derrota en las elecciones de 2016. En septiembre de 2018, The Atlantic publicó un artículo escrito por Clinton titulado "La democracia estadounidense está en crisis". En abril de 2019, Clinton publicó un artículo de opinión en The Washington Post en el que pedía que el Congreso fuera "deliberado, justo y valiente" al responder al Informe Mueller. En su número de noviembre/diciembre de 2020, Foreign Affairs publicó un artículo de Clinton titulado "Un ajuste de cuentas de seguridad nacional". El 11 de enero de 2021, luego del asalto al Capitolio de los Estados Unidos el 6 de enero, un artículo de opinión de Clinton titulado "Trump debe ser impugnado. Pero eso por sí solo no eliminará la supremacía blanca de Estados Unidos" fue publicado en The Washington Post.

### Comentarios sobre Trump como presidente
El 27 de febrero de 2017, Clinton instó al presidente Trump a atender el tiroteo de dos indios por parte de Adam Purinton.  El 6 de abril, en respuesta al ataque químico de Jan Sheijun, Clinton dijo que Estados Unidos debería eliminar los campos aéreos de Bashar al-Assad y "evitar que pueda usarlos para bombardear a personas inocentes y para soltar gas sarín sobre ellos". El 2 de mayo, Clinton dijo que el uso de Twitter por parte de Trump "no funciona" cuando se llevan a cabo importantes negociaciones y Corea del Norte no debía ser consultada sin "un marco estratégico más amplio para intentar que China, Japón, Rusia y Corea del Sur pongan el tipo de presión sobre el régimen que finalmente los llevará a la mesa de negociaciones con algún tipo de perspectiva realista de cambio". Mientras pronunciaba un discurso de graduación en su alma mater, el Wellesley College, el 26 de mayo, Clinton afirmó que la propuesta presupuestal del presidente Trump para 2018 era "una estafa" por la escasa financiación para los programas nacionales. El 1 de junio, cuando el presidente Trump anunció el retiro de los Estados Unidos del Acuerdo de París, Clinton tuiteó que era un "error histórico".
El 29 de septiembre de 2019, en una entrevista con CBS News Sunday Morning, Clinton describió a Trump como una "amenaza" para la posición del país en el mundo, como un "presidente ilegítimo", a pesar de haber ganado las elecciones, y como y un "tornado humano de corrupción".

### Rectora de la Universidad de la Reina de Belfast
El 2 de enero de 2020, se anunció que Hillary Clinton ocuparía el cargo de canciller en la Universidad de la Reina de Belfast después de que su esposo desempeñara previamente un papel en el proceso de paz de Irlanda del Norte y la firma del Acuerdo de Viernes Santo de 1998. Clinton se convirtió en la undécima y primera rectora mujer de la universidad, ocupando el puesto que había estado vacante desde 2018 después de la muerte de su predecesor, Thomas J. Moran. Al comentar sobre asumir el puesto, dijo que "la universidad está generando atención internacionalmente por su investigación e impacto, y estoy orgullosa de ser una embajadora y ayudar a hacer crecer su reputación de excelencia". El Pro-Rector de la Universidad, Stephen Prenter, dijo sobre Clinton en su nombramiento que "será una defensora increíble de la Universidad de la Reina", y que puede servir como un "inspirador modelo a seguir".

## Posiciones políticas

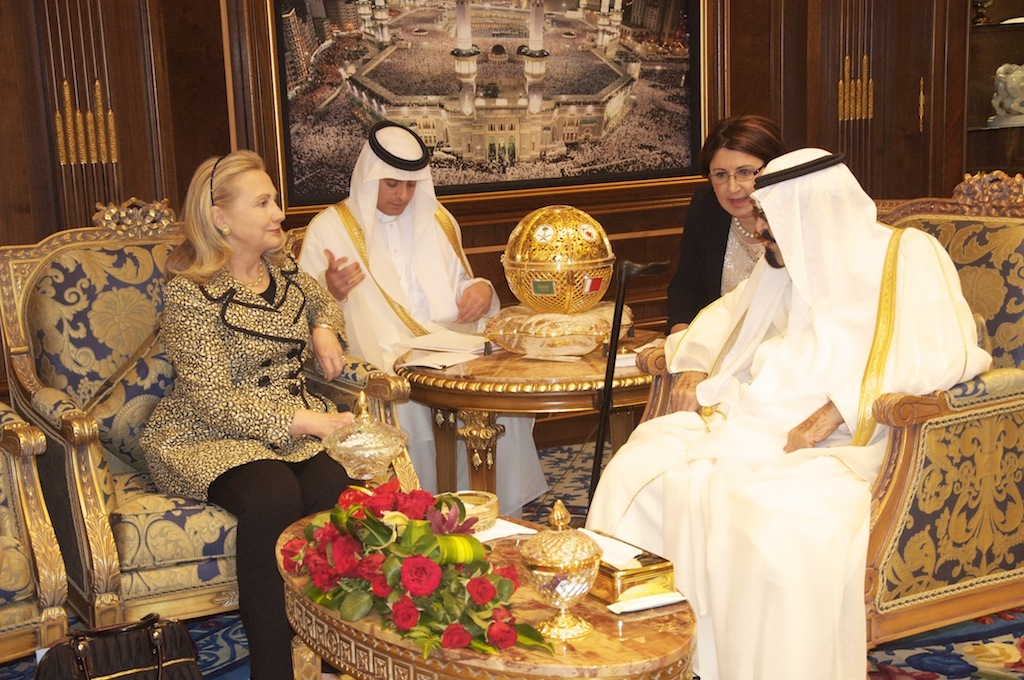
La Secretaria de Estado Clinton se reúne con el Rey Abdullah de Arabia Saudita. Clinton está a favor de mantener la influencia norteamericana en Medio Oriente.

Varias organizaciones han intentado medir científicamente el lugar de Clinton en el espectro político, utilizando sus votos en el Senado. El estudio del National Journal de 2004 sobre votaciones nominales le asignó a Clinton una puntuación de 30 en el espectro político, en relación con el Senado de ese entonces, siendo 1 "más liberal" y 100 "más conservador". Posteriores rankings del National Journal la ubicaron como la 32° senadora más liberal en 2006 y la 16° más liberal en 2007. Un análisis realizado en 2004 por los politólogos Joshua D. Clinton, de la Universidad de Princeton, y Simon Jackman y Doug Rivers, de la Universidad de Stanford, mostró que era probablemente la sexta a octava senadora más liberal. El Almanaque de Política Estadounidense, editado por Michael Barone y Richard E. Cohen, clasificó sus votos de 2003 a 2006 como liberales o conservadores, siendo 100 la puntuación más alta, en tres áreas: Economía, Social, y Política Exterior. Con un promedio para los cuatro años, los puntajes son: Economía = 75 liberal, 23 conservador; Social = 83 liberal, 6 conservador; Política Exterior = 66 liberal, 30 conservador. Promedio = 75 liberal, 20 conservador.
Algunos grupos de interés también le dieron puntuaciones a los votos de Clinton basados en que tan bien sus votos en el Senado se alineaban con las posiciones del grupo. A lo largo de 2008, ella tenía un promedio “Cociente Liberal” de 90% con Americans for Democratic Action y una puntuación de por vida de 8% con American Conservative Union. De acuerdo con la medición de ideología política de FiveThirtyEight, "Clinton fue una de los miembros más liberales durante su tiempo en el Senado".
Otras organizaciones también han intentado realizar evaluaciones más recientes de Clinton una vez que volvió a ingresar a la política electoral en 2015. Con base en sus posiciones declaradas desde la década de 1990 hasta el presente, On the Issues la ubica en la región de "Izquierda Liberal" de su red bidimensional de ideologías sociales y económicas, con una puntuación social de 80, en una escala de 0 "más restrictiva" a 100 "posiciones menos gubernamentales", y una puntuación económica de 10, en una escala de 0 "más restrictiva" a 100 "posiciones menos gubernamentales". Crowdpac, que realiza una agregación de datos de contribuciones de campaña, votos y discursos, le otorga una calificación de 6.5L en una escala unidimensional de izquierda a derecha de 10L (más liberal) a 10C (más conservador). Hasta el 2008, tenía un "Cociente Liberal" promedio de por vida de 90% por parte de Americans for Democratic Action, y un puntaje de 8% de por vida de la American Conservative Union.
En marzo de 2016, Clinton presentó un plan económico detallado, al que The New York Times denominó como "optimista" y "de gran alcance". Basando su filosofía económica en el capitalismo inclusivo, Clinton propuso una "recuperación" que rescindiría la desgravación fiscal y otros beneficios para las empresas que trasladan empleos al extranjero; incentivos para las empresas que comparten beneficios con los empleados, las comunidades y el medio ambiente, en lugar de centrarse en los beneficios a corto plazo para aumentar el valor de las acciones y recompensar a los accionistas; aumentar los derechos de negociación colectiva; y colocar un "impuesto de salida" a las compañías que mueven sus oficinas centrales fuera de los Estados Unidos para pagar una tasa impositiva más baja en el extranjero. Clinton actualmente se opone a la Asociación Transpacífica (TPP) (aunque anteriormente la describió como "el estándar de oro" de los acuerdos comerciales). Ella apoya al Banco de Exportaciones e Importaciones de los Estados Unidos y sostiene que "cualquier acuerdo comercial tiene que generar empleos y aumentar los salarios y aumentar la prosperidad y proteger nuestra seguridad". Como senadora (2001–2009), su historial en materia de comercio fue mixto, votando a favor de algunos acuerdos comerciales pero no de otros.
Dado el clima de contribuciones de campaña ilimitadas luego del fallo judicial de 2010 de la Corte Suprema a favor Citizens United, Clinton solicitó una enmienda constitucional para limitar el "dinero irresponsable" en política. En julio de 2016, se "comprometió" a presentar una enmienda constitucional de los Estados Unidos que daría lugar a anular la decisión del caso Citizens United. El 7 de diciembre de 2015, en The New York Times, Clinton presentó sus planes detallados para regular las actividades financieras de Wall Street.

Logo de la campaña presidencial de Clinton de 2016.

Clinton aceptó el consenso científico sobre el cambio climático, apoya la limitación a emisiones, y se opuso al oleoducto Keystone XL.
Ella apoyó la igualdad salarial a fin de abordar las deficiencias actuales sobre cuánto se les paga a las mujeres por hacer los mismos trabajos que hacen los hombres. Clinton se ha centrado explícitamente en temas familiares y apoya la educación preescolar universal. Estos programas serían financiados a través de la propuesta de aumentos de impuestos para los ricos, incluido un "recargo de participación justa".
Clinton apoyó la Ley de Cuidado de Salud Asequible y habría agregado una "opción pública" que habría competido contra las aseguradoras privadas y hubiera permitido a las personas "de 50 o 55 años o más" comprar Medicare.
En cuanto a los derechos LGBT, ella apoyó el derecho al matrimonio entre personas del mismo sexo. Clinton expresó por primera vez su apoyo al derecho nacional al matrimonio entre personas del mismo sexo en 2013; en el 2000, ella había estado en contra de tales uniones; y en el 2006, solo dijo que apoyaría una decisión estatal de permitir los matrimonios entre personas del mismo sexo. En el 2000, fue la primera primera dama en marchar en un desfile del orgullo LGBT. En 2016, fue la primera candidata presidencial de un partido importante en escribir un artículo de opinión para un periódico LGBT (Philadelphia Gay News).
Clinton sostuvo que permitir que los inmigrantes indocumentados tengan un camino hacia la ciudadanía "es un tema en esencia familiar", y expresó su apoyo al programa de Acción Diferida para la Responsabilidad de los Padres (DAPA) de Obama, que permitiría que hasta cinco millones de inmigrantes indocumentados obtuvieran el aplazamiento de deportación y autorización para trabajar legalmente en los Estados Unidos. Ella se opuso y criticó el llamado de Trump a prohibir temporalmente a los musulmanes ingresar a los Estados Unidos. Sin embargo, en 2014, Clinton se opuso a Acción Diferida para los Llegados en la Infancia (DACA).
Clinton expresó su apoyo al programa Common Core. Ella dijo: "El argumento realmente desafortunado que ha estado en torno al Common Core es muy doloroso porque el Common Core comenzó como un esfuerzo bipartidista. De hecho, no fue partidista. No estuvo politizado... Iowa ha tenido un sistema de prueba basado en un plan de estudios básico durante un tiempo bastante largo. Y [hablando con los habitantes de Iowa] ustedes ven su valor, y comprenden por qué eso los ayuda a organizar todo su sistema educativo. Lamentablemente, muchos estados no lo han tenido y, por lo tanto, no entienden el valor de un núcleo, en este sentido, de un nuncleo común [Common Core]".
En asuntos extranjeros, Clinton votó en octubre de 2002 a favor de la autorización para el uso de la fuerza militar contra Irak, un voto que luego "lamentó". Ella prefería armar a los combatientes rebeldes de Siria en 2012 y ha pedido la destitución del presidente sirio Bashar al-Assad. Apoyó el bombardeo de la OTAN a Yugoslavia en 1999 y la intervención militar liderada por la OTAN en Libia para expulsar al exlíder libio Muammar Gaddafi en 2011. Clinton está a favor de mantener la influencia estadounidense en el Medio Oriente. Ella dijo ante el Comité de Asuntos Públicos de Israel de Estados Unidos: "Estados Unidos nunca puede ser neutral cuando se trata de la seguridad y la supervivencia de Israel". Clinton expresó su apoyo al derecho de Israel a defenderse durante la guerra del Líbano de 2006 y el conflicto de Israel y Gaza de 2014. En abril de 2017, Clinton llamó a atacar los campos de aviación sirios.
En el 2000, Clinton abogó por la eliminación del colegio electoral Ella prometió copatrocinar la legislación que la aboliría, lo que resultaría en la elección directa del presidente.

## Creencias religiosas

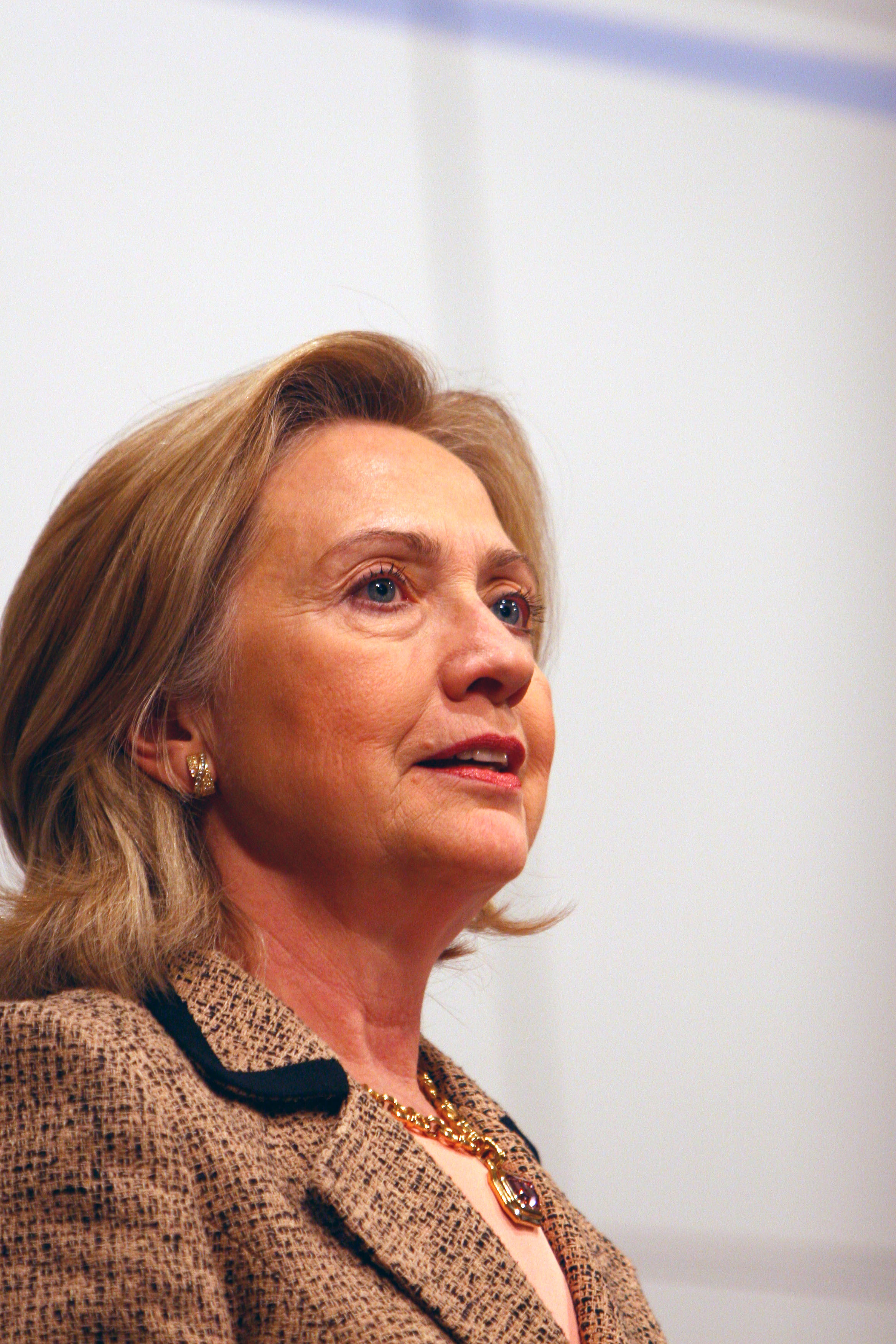
Clinton en 2011

Clinton ha sido una metodista de larga data, asistiendo a varias iglesias por mucho tiempo; todas pertenecientes a la Iglesia Metodista Unida:
- Primera Iglesia Metodista Unida de Park Ridge, Illinois—en sus primeros años,
- Primera Iglesia Metodista Unida de Little Rock, Arkansas—mientras vivía en Arkansas,
- Iglesia Metodista Unida Foundry en Washington D. C.—como primera dama de los Estados Unidos,
- Iglesia Metodista Unida de la Comunidad Metropolitana en Nueva York, Nueva York—actualmente congregante.

Ella habló sobre su fe en el Encuentro de Mujeres 2014 de la Iglesia Metodista Unida en el Centro de Convenciones Internacional de Kentucky en Louisville, Kentucky. Sin embargo, ella ha discutido con poca frecuencia su fe mientras estaba en campaña. Clinton ha abordado abiertamente su cristianismo en varias ocasiones, discutiendo, por ejemplo, la importancia de amar al prójimo como a uno mismo, de ayudar a los pobres y de "crear oportunidades para que otros sean levantados. Clinton también ha expresado su decepción de que "el cristianismo, que tiene un amor tan grande en su núcleo, a veces es utilizado para condenar tan rápido y juzgar con tanta dureza".
El profesor Paul Kengor, autor de Dios y Hillary Clinton: Una Vida Espiritual, ha sugerido que las posiciones políticas de Clinton están arraigadas en su fe. Clinton a menudo expresa una cierta máxima que a menudo se le atribuye a John Wesley: "Haz todo lo que puedas, por todos los medios que puedas, de todas las maneras que puedas". De hecho, Clinton repitió esta frase en su discurso de aceptación en la Convención Nacional Demócrata de 2016, y agregó que su madre Dorothy "se aseguró de que aprendiera [estas] palabras de nuestra fe metodista".

## Imagen cultural y política

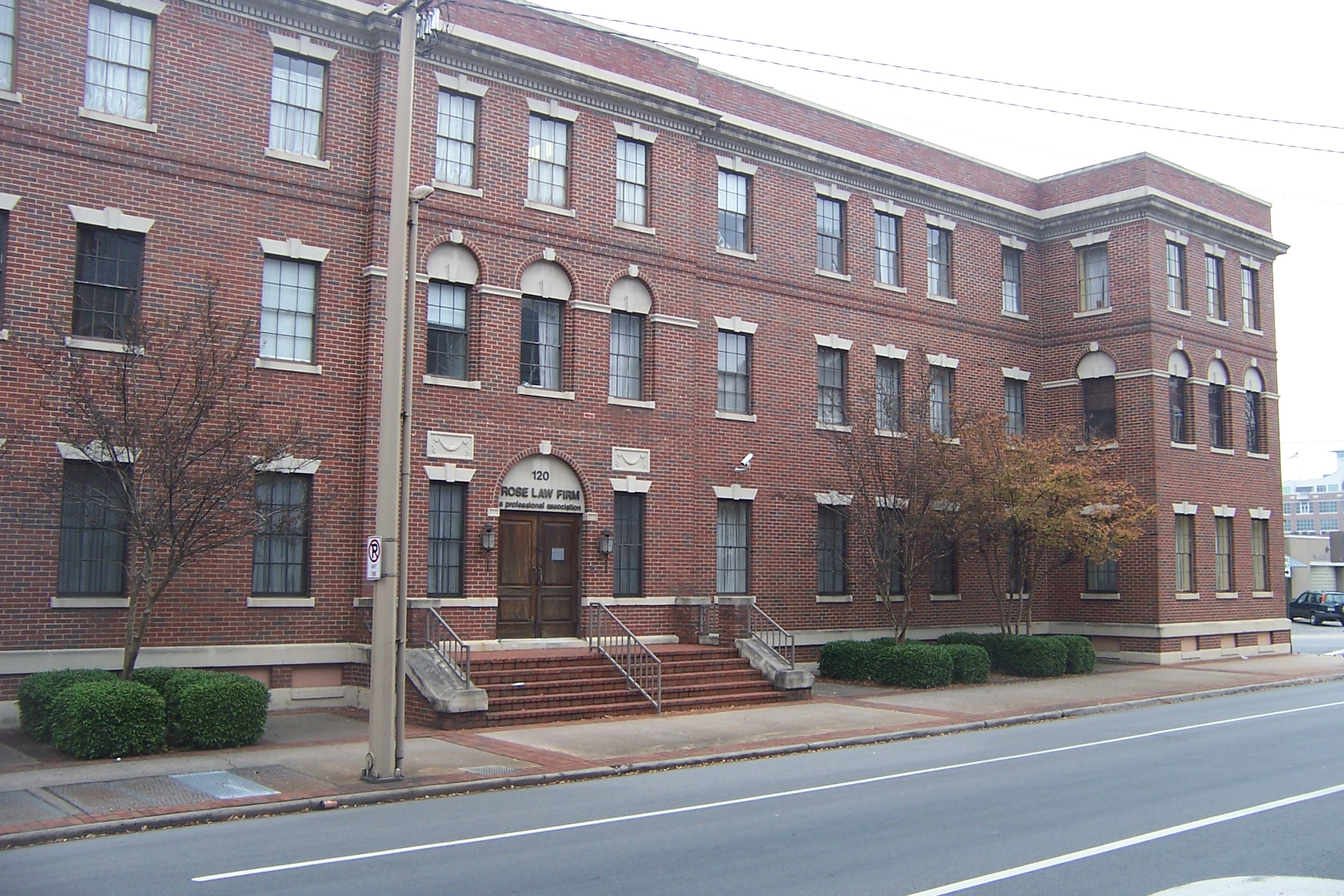
Clinton trabajó en el Rose Law Firm por quince años. Su carrera profesional e involucramiento político prepararon el escenario para la reacción pública hacia ella como primera dama.

Más de cincuenta libros y trabajos académicos se han escrito sobre Hillary Clinton, desde muchas perspectivas. Una encuesta de 2006 por The New York Observer encontró una «industria artesanal virtual» de «literatura anti-Clinton», publicada por Regner Publishing y otras imprentas conservadoras, con títulos como Madame Hillary: The Dark Road to the White House (Madame Hillary: El Camino Oscuro hacia la Casa Blanca), Hillary's Scheme: Inside the Next Clinton's Ruthless Agenda to Take the White House (El Esquema de Hillary: Dentro de la Siguiente Despiadada Agenda de los Clinton para Tomar la Casa Blanca), y Can She Be Stopped?: Hillary Clinton Will Be the Next President of the United States Unless.... (¿La Pueden Detener?: Hillary Clinton Será la Próxima Presidenta de los Estados Unidos A Menos Que...). Los libros que elogian a Clinton no se vendieron tan bien (además de las memorias escritas por ella y por su marido). Cuando postuló al Senado en 2000, varios grupos de recaudación de fondos como Save Our Senate (Salvemos Nuestro Senado) y el Emergency Committee to Stop Hillary Clinton (Comité de Emergencia para Detener a Hillary Clinton) surgieron para oponerse a ella. Van Natta, Jr., descubrió que republicanos y grupos conservadores la veían como una bogeyman confiable de mencionar en cartas para recaudar fondos, a la par con Ted Kennedy, y la equivalente de apelaciones demócratas y liberales que mencionan a Newt Gingrich.
Clinton también ha aparecido en los medios de comunicación y en la cultura popular desde un amplio espectro de perspectivas diferentes. En 1995, el escritor del The New York Times Todd Purdum caracterizó a Clinton como un test de Rorschach», una valoración de la que la escritora y activista feminista Betty Friedan hizo eco en su momento, quien dijo: "La cobertura de Hillary Clinton es una prueba masiva de Rorschach sobre la evolución de la mujer en nuestra sociedad". Ella ha sido objeto de muchas imitaciones satíricas en Saturday Night Live que datan de sus épocas como primera dama, y ha hecho apariciones especiales en el programa, en 2008 y en 2015, para enfrentar a sus imitadoras. Jonathan Mann escribió canciones sobre ella, que incluyen, entre otras, "The Hillary Shimmy Song" ("La Canción del Meneo de Hillary"), que se volvió viral.

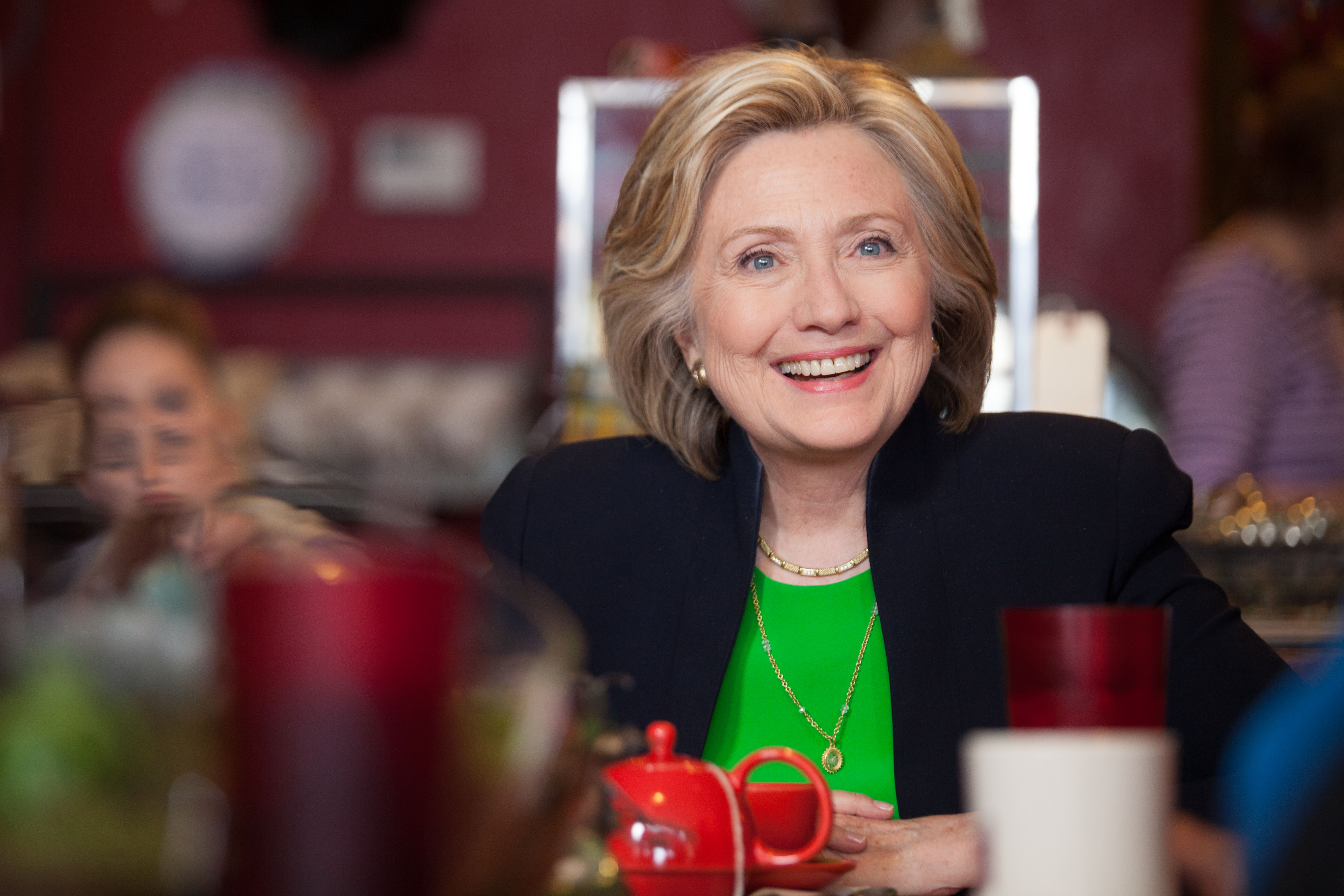
Clinton en abril de 2015.

Clinton a menudo ha sido descrita por los medios populares como una figura polarizante, mientras algunos argumentan lo contrario. En las etapas previas a su campaña presidencial de 2008, una portada de la revista Time mostraba una foto grande suya, con dos casillas de verificación etiquetadas con "La amo" y "La odio", mientras que Mother Jones título el perfil que hizo de ella: "Arpía, Heroína, Hereje: Hillary". Luego del "momento emocional" de Clinton e incidentes relacionados en el periodo previo a las primarias en Nuevo Hampshire de enero de 2008, tanto The New York Times como Newsweek encontraron que la discusión del rol del género en la campaña había entrado al discurso político nacional. El editor de Newsweek, Jon Meacham, resumió la relación entre Clinton y el público estadounidense diciendo que los eventos de Nuevo Hampshire, «trajeron una verdad extraña a la luz: aunque Hillary Rodham Clinton ha estado en la periferia o en medio de la vida nacional por décadas, es una de las figuras más reconocidas pero menos comprendidas en la política estadounidense».
Cuando se convirtió en Secretaria de Estado, la imagen de Clinton pareció mejorar dramáticamente ante el público estadounidense y se convirtió en una de una respetada figura mundial. Sin embargo, sus índices de aprobación bajaron después de dejar el cargo y ser nuevamente vista en el contexto de la política partidista. Para septiembre de 2015, con su campaña presidencial de 2016 en curso y acosada por los continuos informes sobre el uso de su correo privado en el Departamento de Estado, sus números se habían desplomado a algunos de sus niveles más bajos. Durante 2016, afirmó: "No soy una política natural, en caso de que no lo hayan notado".

## Historia electoral

### Elección al Senado de 2000
| Elecciones al Senado de los Estados Unidos por Nueva York de 2000 | Elecciones al Senado de los Estados Unidos por Nueva York de 2000 | Elecciones al Senado de los Estados Unidos por Nueva York de 2000 | Elecciones al Senado de los Estados Unidos por Nueva York de 2000 | Elecciones al Senado de los Estados Unidos por Nueva York de 2000 | Elecciones al Senado de los Estados Unidos por Nueva York de 2000 |
| Partido                                                           | Partido                                                           | Candidato/a                                                       | Votos                                                             | %                                                                 | ±%                                                                |
| ----------------------------------------------------------------- | ----------------------------------------------------------------- | ----------------------------------------------------------------- | ----------------------------------------------------------------- | ----------------------------------------------------------------- | ----------------------------------------------------------------- |
|                                                                   | Demócrata                                                         | Hillary Clinton                                                   | 3,747,310                                                         | 55.3                                                              |                                                                   |
|                                                                   | Republicano                                                       | Rick Lazio                                                        | 2,915,730                                                         | 43.0                                                              |                                                                   |

### Elección al Senado de 2006
| Elecciones al Senado de los Estados Unidos por Nueva York de 2006 | Elecciones al Senado de los Estados Unidos por Nueva York de 2006 | Elecciones al Senado de los Estados Unidos por Nueva York de 2006 | Elecciones al Senado de los Estados Unidos por Nueva York de 2006 | Elecciones al Senado de los Estados Unidos por Nueva York de 2006 | Elecciones al Senado de los Estados Unidos por Nueva York de 2006 |
| Partido                                                           | Partido                                                           | Candidato/a                                                       | Votos                                                             | %                                                                 | ±%                                                                |
| ----------------------------------------------------------------- | ----------------------------------------------------------------- | ----------------------------------------------------------------- | ----------------------------------------------------------------- | ----------------------------------------------------------------- | ----------------------------------------------------------------- |
|                                                                   | Demócrata                                                         | Hillary Clinton                                                   | 3,008,428                                                         | 67.0                                                              | +11.7                                                             |
|                                                                   | Republicano                                                       | John Spencer                                                      | 1,392,189                                                         | 31.0                                                              | -12.0                                                             |

### Elección presidencial de 2008
| Primarias presidenciales del Partido Demócrata de 2008 | Primarias presidenciales del Partido Demócrata de 2008 | Primarias presidenciales del Partido Demócrata de 2008 | Primarias presidenciales del Partido Demócrata de 2008      | Primarias presidenciales del Partido Demócrata de 2008 |
| Partido                                                | Partido                                                | Candidato/a                                            | Votos                                                       | %                                                      |
| ------------------------------------------------------ | ------------------------------------------------------ | ------------------------------------------------------ | ----------------------------------------------------------- | ------------------------------------------------------ |
|                                                        | Demócrata                                              | Barack Obama                                           | 17,584,692 (votos populares) 2,272.5 delegados (33 estados) | 47.3% del voto popular                                 |
|                                                        | Demócrata                                              | Hillary Clinton                                        | 17,857,501 (votos populares) 1,978 delegados (23 estados)   | 48.0% del voto popular                                 |

### Elección presidencial de 2016
| Primarias presidenciales del Partido Demócrata de 2016 | Primarias presidenciales del Partido Demócrata de 2016 | Primarias presidenciales del Partido Demócrata de 2016 | Primarias presidenciales del Partido Demócrata de 2016    | Primarias presidenciales del Partido Demócrata de 2016 |
| Partido                                                | Partido                                                | Candidato/a                                            | Votos                                                     | %                                                      |
| ------------------------------------------------------ | ------------------------------------------------------ | ------------------------------------------------------ | --------------------------------------------------------- | ------------------------------------------------------ |
|                                                        | Demócrata                                              | Hillary Clinton                                        | 16,914,722 (votos populares) 2,842 delegados (34 estados) | 55.2% del voto popular                                 |
|                                                        | Demócrata                                              | Bernie Sanders                                         | 13,206,428 (votos populares) 1,865 delegados (23 estados) | 43.1% del voto popular                                 |

| Elecciones presidenciales de Estados Unidos de 2016 | Elecciones presidenciales de Estados Unidos de 2016 | Elecciones presidenciales de Estados Unidos de 2016 | Elecciones presidenciales de Estados Unidos de 2016             | Elecciones presidenciales de Estados Unidos de 2016     |
| Partido                                             | Partido                                             | Candidato/a                                         | Votos                                                           | %                                                       |
| --------------------------------------------------- | --------------------------------------------------- | --------------------------------------------------- | --------------------------------------------------------------- | ------------------------------------------------------- |
|                                                     | Republicano                                         | Donald Trump                                        | 62,984,828 (votos populares) 304 electores (30 estados + ME−02) | 46.1% (voto popular) 56.5% (voto del Colegio Electoral) |
|                                                     | Demócrata                                           | Hillary Clinton                                     | 65,853,514 (votos populares) 227 electores (20 estados + DC)    | 48.2% (voto popular) 42.2% (voto del Colegio Electoral) |

## Libros y grabaciones
- Es labor de todos: dejemos que los niños nos enseñen (1996). Publicado originalmente en inglés como It Takes a Village: And Other Lessons Children Teach Us, Clinton recibió el Premio Grammy al mejor álbum hablado en 1997 por la grabación en audio del libro.[491][492][493]
- Dear Socks, Dear Buddy: Kids' Letters to the First Pets (1998).
- An Invitation to the White House: At Home with History (2000).[494]
- Historia Viva (2003).[495] Publicado originalmente en inglés como Living History, el libro estableció un récord de ventas en la primera semana para una obra de no ficción,[496][497] vendió más de un millón de copias en el primer mes tras su publicación,[498] y fue traducido a doce idiomas diferentes.[499][500]
- Decisiones Difíciles (2014). Publicado originalmente en inglés como Hard Choices, el libro había vendido cerca de 280 000 copias hacia julio de 2015.[501]
- Con Tim Kaine, Stronger Together (2016).
- Lo que pasó (2017). Publicado originalmente en inglés como What Happened, incluyó versiones en forma impresa, e-book y audiolibro leído por la autora.
- Con Chelsea Clinton, The Book of Gutsy Women: Favorite Stories of Courage and Resilience (2019). Incluyó versiones en forma impresa, e-book y audiolibro.
- Con Louise Penny, Terror de Estado. Publicado originalmente en inglés como State of Terror el 12 de octubre de 2021 por Simon & Schuster & St. Martin's Press.

## Genealogía
| \| \| \| \| \| \| \| \| \| \| \| \| \| \| \| \| \| \| \| \| 16. Joseph Rodham (1817–1874) Tanfield (Durham), Inglaterra \| \| \| \| \| \| \| \| \| \| \| \| \| \| \| \| \| \| \| \| \| \| \| \| \| \| \| \| \| \| \| \| \| \| \| \| \| \| \| \| \| \| \| \| \| \| \| \| \| \| \| \| \| \| 8. Jonathan Rodham (1843–1917) Holmside (Durham), Inglaterra \| \| \| \| \| \| \| \| \| \| \| \| \| \| \| \| \| \| \| \| \| \| \| \| \| \| \| \| \| \| \| \| \| \| \| \| \| \| \| \| \| \| \| \| \| \| \| \| \| \| \| \| \| \| 17. Elizabeth Scurfield (1816–1909) Tanfield (Durham), Inglaterra \| \| \| \| \| \| \| \| \| \| \| \| \| \| \| \| \| \| \| \| \| \| \| \| \| \| \| \| \| \| \| \| \| \| \| \| \| \| \| \| \| \| \| \| \| \| \| \| \| \| \| \| \| \| 4. Hugh Rodham (1879–1965) West Kyo (Durham), Inglaterra \| \| \| \| \| \| \| \| \| \| \| \| \| \| \| \| \| \| \| \| \| \| \| \| \| \| \| \| \| \| \| \| \| \| \| \| \| \| \| \| \| \| \| \| \| \| \| \| \| \| \| \| \| \| 18. Thomas Bell (1801–?) Walls End (Northumberland), Inglaterra \| \| \| \| \| \| \| \| \| \| \| \| \| \| \| \| \| \| \| \| \| \| \| \| \| \| \| \| \| \| \| \| \| \| \| \| \| \| \| \| \| \| \| \| \| \| \| \| \| \| \| \| \| \| 9. Isabella Simpson Bell (1849–1917) Annfield Plain (Durham), Inglaterra \| \| \| \| \| \| \| \| \| \| \| \| \| \| \| \| \| \| \| \| \| \| \| \| \| \| \| \| \| \| \| \| \| \| \| \| \| \| \| \| \| \| \| \| \| \| \| \| \| \| \| \| \| \| 19. Elizabeth Dawson (1819–?) Walls End (Northumberland), Inglaterra \| \| \| \| \| \| \| \| \| \| \| \| \| \| \| \| \| \| \| \| \| \| \| \| \| \| \| \| \| \| \| \| \| \| \| \| \| \| \| \| \| \| \| \| \| \| \| \| \| \| \| \| \| \| 2. Hugh Ellsworth Rodham (1911–1993) Scranton, Pensilvania \| \| \| \| \| \| \| \| \| \| \| \| \| \| \| \| \| \| \| \| \| \| \| \| \| \| \| \| \| \| \| \| \| \| \| \| \| \| \| \| \| \| \| \| \| \| \| \| \| \| \| \| \| \| 10. John Jones (1836–?) Gales \| \| \| \| \| \| \| \| \| \| \| \| \| \| \| \| \| \| \| \| \| \| \| \| \| \| \| \| \| \| \| \| \| \| \| \| \| \| \| \| \| \| \| \| \| \| \| \| \| \| \| \| \| \| 5. Hannah Jones (1882–1952) Scranton, Pensilvania \| \| \| \| \| \| \| \| \| \| \| \| \| \| \| \| \| \| \| \| \| \| \| \| \| \| \| \| \| \| \| \| \| \| \| \| \| \| \| \| \| \| \| \| \| \| \| \| \| \| \| \| \| \| 11. Mary (1839–?) Gales \| \| \| \| \| \| \| \| \| \| \| \| \| \| \| \| \| \| \| \| \| \| \| \| \| \| \| \| \| \| \| \| \| \| \| \| \| \| \| \| \| \| \| \| \| \| \| \| \| \| \| \| \| \| 1. Hillary Diane Rodham (nacida en 1947) Chicago, Illinois \| \| \| \| \| \| \| \| \| \| \| \| \| \| \| \| \| \| \| \| \| \| \| \| \| \| \| \| \| \| \| \| \| \| \| \| \| \| \| \| \| \| \| \| \| \| \| \| \| \| \| \| \| \| 24. Edwin Howell (1846–?) Bristol (Gloucester), Inglaterra \| \| \| \| \| \| \| \| \| \| \| \| \| \| \| \| \| \| \| \| \| \| \| \| \| \| \| \| \| \| \| \| \| \| \| \| \| \| \| \| \| \| \| \| \| \| \| \| \| \| \| \| \| \| 12. Edwin John Howell (1867–1941) Bristol (Gloucester), Inglaterra \| \| \| \| \| \| \| \| \| \| \| \| \| \| \| \| \| \| \| \| \| \| \| \| \| \| \| \| \| \| \| \| \| \| \| \| \| \| \| \| \| \| \| \| \| \| \| \| \| \| \| \| \| \| 25. Jane Sophia Babb (1844–?) Bristol (Gloucester), Inglaterra \| \| \| \| \| \| \| \| \| \| \| \| \| \| \| \| \| \| \| \| \| \| \| \| \| \| \| \| \| \| \| \| \| \| \| \| \| \| \| \| \| \| \| \| \| \| \| \| \| \| \| \| \| \| 6. Edwin John Howell Jr. (1897–1946) Elgin, Illinois \| \| \| \| \| \| \| \| \| \| \| \| \| \| \| \| \| \| \| \| \| \| \| \| \| \| \| \| \| \| \| \| \| \| \| \| \| \| \| \| \| \| \| \| \| \| \| \| \| \| \| \| \| \| 26. John H. Monk (1838–1910) Cohoes, Nueva York \| \| \| \| \| \| \| \| \| \| \| \| \| \| \| \| \| \| \| \| \| \| \| \| \| \| \| \| \| \| \| \| \| \| \| \| \| \| \| \| \| \| \| \| \| \| \| \| \| \| \| \| \| \| 13. Emma Josephine Monk (1874–1940) Canadá \| \| \| \| \| \| \| \| \| \| \| \| \| \| \| \| \| \| \| \| \| \| \| \| \| \| \| \| \| \| \| \| \| \| \| \| \| \| \| \| \| \| \| \| \| \| \| \| \| \| \| \| \| \| 27. Sarah Abbs (1841–?) Inglaterra \| \| \| \| \| \| \| \| \| \| \| \| \| \| \| \| \| \| \| \| \| \| \| \| \| \| \| \| \| \| \| \| \| \| \| \| \| \| \| \| \| \| \| \| \| \| \| \| \| \| \| \| \| \| 3. Dorothy Emma Howell (1919–2011) Chicago, Illinois \| \| \| \| \| \| \| \| \| \| \| \| \| \| \| \| \| \| \| \| \| \| \| \| \| \| \| \| \| \| \| \| \| \| \| \| \| \| \| \| \| \| \| \| \| \| \| \| \| \| \| \| \| \| 14. Daniel Murray (1859–?) Ontario, Canadá \| \| \| \| \| \| \| \| \| \| \| \| \| \| \| \| \| \| \| \| \| \| \| \| \| \| \| \| \| \| \| \| \| \| \| \| \| \| \| \| \| \| \| \| \| \| \| \| \| \| \| \| \| \| 7. Della Murray (1902–1960) Aurora, Illinois \| \| \| \| \| \| \| \| \| \| \| \| \| \| \| \| \| \| \| \| \| \| \| \| \| \| \| \| \| \| \| \| \| \| \| \| \| \| \| \| \| \| \| \| \| \| \| \| \| \| \| \| \| \| 30. Antoine Martin (1816–?) Francia \| \| \| \| \| \| \| \| \| \| \| \| \| \| \| \| \| \| \| \| \| \| \| \| \| \| \| \| \| \| \| \| \| \| \| \| \| \| \| \| \| \| \| \| \| \| \| \| \| \| \| \| \| \| 15. Delia Martin (1861–?) Lago Superior, Míchigan \| \| \| \| \| \| \| \| \| \| \| \| \| \| \| \| \| \| \| \| \| \| \| \| \| \| \| \| \| \| \| \| \| \| \| \| \| \| \| \| \| \| \| \| \| \| \| \| \| \| \| \| \| \| 31. Mary Anne Frances McDougall (1823–1898) Windsor, Alto Canadá \| \| \| \| \| \| \| \| \| \| \| \| \| \| \| \| \| \| \| \| \| \| \| \| \| \| \| \| \| \| \| \| \| \| \| \| \| \| \| \| \| \| \| \| \| \| \| \| \| \| \| \| |                                                                          |  |  |  |  |  |  |  |  |  |  |  |  |  |  |  |
| |                                                                          |  |  |  |  |  |  |  |  |  |  |  |  |  |  |  |
| | 16. Joseph Rodham (1817–1874) Tanfield (Durham), Inglaterra              |  |  |  |  |  |  |  |  |  |  |  |  |  |  |  |
| |                                                                          |  |  |  |  |  |  |  |  |  |  |  |  |  |  |  |
| |                                                                          |  |  |  |  |  |  |  |  |  |  |  |  |  |  |  |
| | 8. Jonathan Rodham (1843–1917) Holmside (Durham), Inglaterra             |  |  |  |  |  |  |  |  |  |  |  |  |  |  |  |
| |                                                                          |  |  |  |  |  |  |  |  |  |  |  |  |  |  |  |
| |                                                                          |  |  |  |  |  |  |  |  |  |  |  |  |  |  |  |
| | 17. Elizabeth Scurfield (1816–1909) Tanfield (Durham), Inglaterra        |  |  |  |  |  |  |  |  |  |  |  |  |  |  |  |
| |                                                                          |  |  |  |  |  |  |  |  |  |  |  |  |  |  |  |
| |                                                                          |  |  |  |  |  |  |  |  |  |  |  |  |  |  |  |
| | 4. Hugh Rodham (1879–1965) West Kyo (Durham), Inglaterra                 |  |  |  |  |  |  |  |  |  |  |  |  |  |  |  |
| |                                                                          |  |  |  |  |  |  |  |  |  |  |  |  |  |  |  |
| |                                                                          |  |  |  |  |  |  |  |  |  |  |  |  |  |  |  |
| | 18. Thomas Bell (1801–?) Walls End (Northumberland), Inglaterra          |  |  |  |  |  |  |  |  |  |  |  |  |  |  |  |
| |                                                                          |  |  |  |  |  |  |  |  |  |  |  |  |  |  |  |
| |                                                                          |  |  |  |  |  |  |  |  |  |  |  |  |  |  |  |
| | 9. Isabella Simpson Bell (1849–1917) Annfield Plain (Durham), Inglaterra |  |  |  |  |  |  |  |  |  |  |  |  |  |  |  |
| |                                                                          |  |  |  |  |  |  |  |  |  |  |  |  |  |  |  |
| |                                                                          |  |  |  |  |  |  |  |  |  |  |  |  |  |  |  |
| | 19. Elizabeth Dawson (1819–?) Walls End (Northumberland), Inglaterra     |  |  |  |  |  |  |  |  |  |  |  |  |  |  |  |
| |                                                                          |  |  |  |  |  |  |  |  |  |  |  |  |  |  |  |
| |                                                                          |  |  |  |  |  |  |  |  |  |  |  |  |  |  |  |
| | 2. Hugh Ellsworth Rodham (1911–1993) Scranton, Pensilvania               |  |  |  |  |  |  |  |  |  |  |  |  |  |  |  |
| |                                                                          |  |  |  |  |  |  |  |  |  |  |  |  |  |  |  |
| |                                                                          |  |  |  |  |  |  |  |  |  |  |  |  |  |  |  |
| | 10. John Jones (1836–?) Gales                                            |  |  |  |  |  |  |  |  |  |  |  |  |  |  |  |
| |                                                                          |  |  |  |  |  |  |  |  |  |  |  |  |  |  |  |
| |                                                                          |  |  |  |  |  |  |  |  |  |  |  |  |  |  |  |
| | 5. Hannah Jones (1882–1952) Scranton, Pensilvania                        |  |  |  |  |  |  |  |  |  |  |  |  |  |  |  |
| |                                                                          |  |  |  |  |  |  |  |  |  |  |  |  |  |  |  |
| |                                                                          |  |  |  |  |  |  |  |  |  |  |  |  |  |  |  |
| | 11. Mary (1839–?) Gales                                                  |  |  |  |  |  |  |  |  |  |  |  |  |  |  |  |
| |                                                                          |  |  |  |  |  |  |  |  |  |  |  |  |  |  |  |
| |                                                                          |  |  |  |  |  |  |  |  |  |  |  |  |  |  |  |
| | 1. Hillary Diane Rodham (nacida en 1947) Chicago, Illinois               |  |  |  |  |  |  |  |  |  |  |  |  |  |  |  |
| |                                                                          |  |  |  |  |  |  |  |  |  |  |  |  |  |  |  |
| |                                                                          |  |  |  |  |  |  |  |  |  |  |  |  |  |  |  |
| | 24. Edwin Howell (1846–?) Bristol (Gloucester), Inglaterra               |  |  |  |  |  |  |  |  |  |  |  |  |  |  |  |
| |                                                                          |  |  |  |  |  |  |  |  |  |  |  |  |  |  |  |
| |                                                                          |  |  |  |  |  |  |  |  |  |  |  |  |  |  |  |
| | 12. Edwin John Howell (1867–1941) Bristol (Gloucester), Inglaterra       |  |  |  |  |  |  |  |  |  |  |  |  |  |  |  |
| |                                                                          |  |  |  |  |  |  |  |  |  |  |  |  |  |  |  |
| |                                                                          |  |  |  |  |  |  |  |  |  |  |  |  |  |  |  |
| | 25. Jane Sophia Babb (1844–?) Bristol (Gloucester), Inglaterra           |  |  |  |  |  |  |  |  |  |  |  |  |  |  |  |
| |                                                                          |  |  |  |  |  |  |  |  |  |  |  |  |  |  |  |
| |                                                                          |  |  |  |  |  |  |  |  |  |  |  |  |  |  |  |
| | 6. Edwin John Howell Jr. (1897–1946) Elgin, Illinois                     |  |  |  |  |  |  |  |  |  |  |  |  |  |  |  |
| |                                                                          |  |  |  |  |  |  |  |  |  |  |  |  |  |  |  |
| |                                                                          |  |  |  |  |  |  |  |  |  |  |  |  |  |  |  |
| | 26. John H. Monk (1838–1910) Cohoes, Nueva York                          |  |  |  |  |  |  |  |  |  |  |  |  |  |  |  |
| |                                                                          |  |  |  |  |  |  |  |  |  |  |  |  |  |  |  |
| |                                                                          |  |  |  |  |  |  |  |  |  |  |  |  |  |  |  |
| | 13. Emma Josephine Monk (1874–1940) Canadá                               |  |  |  |  |  |  |  |  |  |  |  |  |  |  |  |
| |                                                                          |  |  |  |  |  |  |  |  |  |  |  |  |  |  |  |
| |                                                                          |  |  |  |  |  |  |  |  |  |  |  |  |  |  |  |
| | 27. Sarah Abbs (1841–?) Inglaterra                                       |  |  |  |  |  |  |  |  |  |  |  |  |  |  |  |
| |                                                                          |  |  |  |  |  |  |  |  |  |  |  |  |  |  |  |
| |                                                                          |  |  |  |  |  |  |  |  |  |  |  |  |  |  |  |
| | 3. Dorothy Emma Howell (1919–2011) Chicago, Illinois                     |  |  |  |  |  |  |  |  |  |  |  |  |  |  |  |
| |                                                                          |  |  |  |  |  |  |  |  |  |  |  |  |  |  |  |
| |                                                                          |  |  |  |  |  |  |  |  |  |  |  |  |  |  |  |
| | 14. Daniel Murray (1859–?) Ontario, Canadá                               |  |  |  |  |  |  |  |  |  |  |  |  |  |  |  |
| |                                                                          |  |  |  |  |  |  |  |  |  |  |  |  |  |  |  |
| |                                                                          |  |  |  |  |  |  |  |  |  |  |  |  |  |  |  |
| | 7. Della Murray (1902–1960) Aurora, Illinois                             |  |  |  |  |  |  |  |  |  |  |  |  |  |  |  |
| |                                                                          |  |  |  |  |  |  |  |  |  |  |  |  |  |  |  |
| |                                                                          |  |  |  |  |  |  |  |  |  |  |  |  |  |  |  |
| | 30. Antoine Martin (1816–?) Francia                                      |  |  |  |  |  |  |  |  |  |  |  |  |  |  |  |
| |                                                                          |  |  |  |  |  |  |  |  |  |  |  |  |  |  |  |
| |                                                                          |  |  |  |  |  |  |  |  |  |  |  |  |  |  |  |
| | 15. Delia Martin (1861–?) Lago Superior, Míchigan                        |  |  |  |  |  |  |  |  |  |  |  |  |  |  |  |
| |                                                                          |  |  |  |  |  |  |  |  |  |  |  |  |  |  |  |
| |                                                                          |  |  |  |  |  |  |  |  |  |  |  |  |  |  |  |
| | 31. Mary Anne Frances McDougall (1823–1898) Windsor, Alto Canadá         |  |  |  |  |  |  |  |  |  |  |  |  |  |  |  |
| |                                                                          |  |  |  |  |  |  |  |  |  |  |  |  |  |  |  |
| |                                                                          |  |  |  |  |  |  |  |  |  |  |  |  |  |  |  |

### Citas
1. ↑  «Por qué Hillary Clinton perdió las elecciones en EE.UU. pese a conseguir 2,8 millones de votos más que Donald Trump». BBC News Mundo. Consultado el 24 de noviembre de 2024.
2. ↑  «2016 Presidential Election Results». The New York Times (en inglés estadounidense). 9 de agosto de 2017. ISSN 0362-4331. Consultado el 24 de noviembre de 2024.
3. 1 2  «Hillary Clinton summary | Britannica». www.britannica.com (en inglés). Consultado el 24 de noviembre de 2024.
4. ↑  «El relato del escándalo Clinton - Lewinsky: La cronología completa de los hechos». OndaCero. 11 de noviembre de 2021. Consultado el 24 de noviembre de 2024.
5. ↑  Caño, Antonio (27 de enero de 2008). «Obama derrota a Hillary Clinton». El País. ISSN 1134-6582. Consultado el 24 de noviembre de 2024.
6. ↑  «Obama confirma a Hillary Clinton como secretaria de Estado». El País. 1 de diciembre de 2008. ISSN 1134-6582. Consultado el 24 de noviembre de 2024.
7. ↑  Bassets, Marc (23 de octubre de 2015). «Hillary Clinton supera el interrogatorio republicano por Bengasi». El País. ISSN 1134-6582. Consultado el 24 de noviembre de 2024.
8. ↑  Mousavian, Seyed Hossein (2015). «IRÁN EN LA AGENDA INTERNACIONAL: PERSPECTIVAS DE FUTURO». Anuario internacional CIDOB (en catalán): 201-207. ISSN 2014-0703. Consultado el 24 de noviembre de 2024.
9. ↑  swissinfo.ch, S. W. I. (25 de mayo de 2016). «Clinton, duramente cuestionada por su uso del correo privado en el gobierno». SWI swissinfo.ch. Consultado el 24 de noviembre de 2024.
10. ↑  Faus, Joan (29 de octubre de 2016). «El FBI investiga nuevos correos privados de Hillary Clinton». El País. ISSN 1134-6582. Consultado el 24 de noviembre de 2024.
11. ↑  «EE.UU: el correo personal de Hillary Clinton contenía secretos de Estado». BBC News Mundo. 30 de enero de 2016. Consultado el 24 de noviembre de 2024.
12. ↑  «Resultados de las Elecciones Presidenciales: Gana Donald Trump». The New York Times. Consultado el 25 de mayo de 2017.
13. ↑  «Clinton vuelve a primera línea y lanza un grupo político para formar parte de la “Resistencia”». La Vanguardia. Consultado el 25 de mayo de 2017.
14. 1 2 3 4  «Hillary Rodham Clinton». The White House. Archivado desde el original el 24 de agosto de 2006. Consultado el 22 de agosto de 2006.
15. ↑  O'Laughlin, Dania (Summer 2003). «Edgewater Hospital 1929-2001». Edgewater Historical Society. Consultado el 10 de junio de 2007.
16. ↑  Bernstein, 2007, pp. 18, 34
17. 1 2  Roberts, Gary Boyd. «Notes on the Ancestry of Senator Hillary Rodham Clinton». New England Historic Genealogical Society. Archivado desde el original el 5 de junio de 2008. Consultado el 25 de mayo de 2008.
18. ↑  Bernstein, 2007, pp. 17-18
19. 1 2 3  Brock 1996, p. 4. Her father was an outspoken Republican, while her mother kept quiet but was "basically a Democrat." Ver también Bernstein, 2007, p. 16
20. 1 2  Morris 1996, p. 113.
21. 1 2 3  Bernstein, 2007, p. 29
22. 1 2  Bernstein, 2007, pp. 30-31
23. ↑  Maraniss 1995, p. 255. She was also voted "most likely to succeed".
24. ↑  Bernstein, 2007, p. 13
25. ↑  Gerth and Van Natta Jr. 2007, p. 19.
26. ↑  Middendorf, J. William (2006). Glorious Disaster: Barry Goldwater's Presidential Campaign And the Origins of the Conservative Movement. Basic Books. ISBN 0-465-04573-1. p. 266.
27. ↑  Troy 2006, p. 15.
28. ↑  Gerth and Van Natta Jr. 2007, pp. 18-21. The teacher, Paul Carlson, and the minister, Donald Jones, came into conflict in Park Ridge; Clinton would later see that "as an early indication of the cultural, political and religious fault lines that developed across America in the [next] forty years" (Clinton 2003, p. 23).
29. ↑  Clinton, Hillary Rodham (29 de mayo de 1992). «Hillary Rodham Clinton Remarks to Wellesley College Class of 1992». Wellesley College. Archivado desde el original el 30 de septiembre de 2007. Consultado el 1 de junio de 2007.
30. 1 2  Clinton 2003, p. 31.
31. ↑  «Wellesley College Republicans: History and Purpose». Wellesley College. 16 de mayo de 2007. Archivado desde el original el 15 de julio de 2007. Consultado el 2 de junio de 2007. Gives organization's prior name.
32. ↑  Milton, Joyce (1999). The First Partner: Hillary Rodham Clinton. William Morrow and Company. ISBN 0-688-15501-4. pp. 27-28.
33. ↑  Brock 1996, pp. 12-13.
34. ↑  Bernstein, 2007, p. 50. Bernstein states she believed this combination was possible and that no equation better describes the adult Hillary Clinton.
35. 1 2 3 4 5  Kenney, Charles (12 de enero de 1993). «Hillary: The Wellesley Years: The woman who will live in the White House was a sharp-witted activist in the class of '69» (fee required). The Boston Globe. Archivado desde el original el 11 de mayo de 2011. Consultado el 7 de febrero de 2008.
36. 1 2 3 4 5  Leibovich, Mark (7 de septiembre de 2007). «In Turmoil of '68, Clinton Found a New Voice». The New York Times. Consultado el 6 de septiembre de 2007.
37. 1 2  Rodham, Hillary (31 de mayo de 1969). «Wellesley College 1969 Student Commencement Speech». Wellesley College. Archivado desde el original el 21 de agosto de 2006. Consultado el 22 de agosto de 2006.
38. 1 2 3  Dedman, Bill (9 de mayo de 2007). «Reading Hillary Rodham's hidden thesis». msnbc.com. Consultado el 31 de enero de 2012.
39. 1 2  Cooper, Helene. «Hillary Rodham Clinton». The New York Times. Consultado el 13 de abril de 2008.
40. 1 2  Gerth and Van Natta Jr. 2007, pp. 34-36.
41. ↑  «Brooke Speech Challenged by Graduate». Fitchburg Sentinel. 2 de junio de 1969.
42. ↑  «Brooke Speech Draws Reply». Nevada State Journal. 2 de junio de 1969.
43. ↑  «The Class of '69». Life. 20 de junio de 1969. El artículo retrataba a Rodham y otros dos estudiantes que habían dado el discurso de graduación en otras universidades, con fotos y fragmentos de sus discursos.
44. ↑  Bernstein, 2007, p. 70
45. ↑  Morris 1996, p. 139;Bernstein, 2007, p. 105. Clinton afirmaría más tarde, y repetiría en el programa Late Show with David Letterman, que ese trabajo fue la mejor preparación que pudo tener para la vida en Washington. Clinton 2003, pp. 42-43.
46. 1 2 3  «Hillary Diane Rodham Clinton (1947-)». The Encyclopedia of Arkansas History & Culture. Consultado el 8 de abril de 2007.
47. 1 2  Gerth and Van Natta Jr. 2007, pp. 42-43.
48. 1 2 3  Bernstein, 2007, p. 75
49. ↑  Los autores de «Beyond the Best Interests of the Child» eran el director del Centro Al Solnit, el profesor de Derecho de Yale Joe Goldstein, y Anna Freud.
50. ↑  Morris 1996, pp. 142-143.
51. ↑  Bernstein, 2007, pp. 71-74
52. ↑  Weil, Martin (8 de agosto de 2009). «Anne Wexler, Political Adviser and Lobbyist, Dies at 79». The Washington Post. Consultado el 20 de agosto de 2009.
53. 1 2  Bernstein, 2007, pp. 82-83
54. ↑  Gerstein, Josh (26 de noviembre de 2007). «The Clintons' Berkeley Summer of Love». The New York Sun. Consultado el 9 de mayo de 2009.
55. ↑  Gerstein, Josh (26 de noviembre de 2007). «Hillary Clinton's Radical Summer». The New York Sun. Consultado el 9 de mayo de 2009.
56. ↑  Gerth and Van Natta Jr. 2007, pp. 48-49.
57. 1 2  Bernstein, 2007, p. 89
58. 1 2 3 4 5 6 7 8 9 10  «First Lady Biography: Hillary Clinton». National First Ladies' Library. Archivado desde el original el 14 de abril de 2012. Consultado el 22 de agosto de 2006.
59. ↑  Rodham, Hillary (1973). «Children Under the Law». Harvard Educational Review 43 (4): 487-514.
60. ↑  Troy 2006, p. 21.
61. 1 2 3 4  Lewin, Tamar (24 de agosto de 1992). «Legal Scholars See Distortion In Attacks on Hillary Clinton». The New York Times.
62. ↑  This Google Scholar search result produces nearly one hundred hits showing citations of her paper in academic literature.
63. ↑  Bernstein, 2007, pp. 91-92
64. ↑  «Adults Urge Children's Rights». The Arizona Sentinel. 4 de octubre de 1974.
65. 1 2 3  Bernstein, 2007, pp. 94-96, 101-103
66. ↑  Bernstein, 2007, p. 62
67. ↑  Maraniss 1995, p. 277.
68. ↑  Bernstein, 2007, pp. 90, 120
69. ↑  Bernstein, 2007, p. 92. Two-thirds (551 of 817) of the candidates had passed, and Rodham did not tell even close friends of the failure until revealing it thirty years later in her autobiography.
70. ↑  Clinton 2003, p. 69. Excerpted at Clinton, Hillary Rodham (8 de junio de 2003). «Hillary Unbound». Time. Archivado desde el original el 21 de mayo de 2013. Consultado el 8 de diciembre de 2007.
71. ↑  Bernstein, 2007, p. 92
72. ↑  Clinton 2003, p. 70. Source for number of female faculty members.
73. ↑  Maraniss 1995, p. 328.
74. ↑  Bernstein, 2007, pp. 62, 90, 117
75. ↑  Bernstein, 2007, p. 120
76. 1 2  Maraniss 1995, pp. 121-122.
77. ↑  Bernstein, 2007, p. 157
78. ↑  Clinton 2003, pp. 91-92.
79. ↑  Gerth and Van Natta Jr. 2007, p. 57.
80. ↑  Bernstein, 2007, pp. 128, 103. The firm was called Rose, Nash, Williamson, Carroll, Clay & Giroir, but it simplified its name to Rose Law Firm in 1980.
81. 1 2  Bernstein, 2007, p. 133
82. ↑  Bernstein, 2007, pp. 131-132
83. ↑  Rodham, Hillary; Steiner, Gilbert Y. (June de 1977). «Children's Policies: Abandonment and Neglect». Yale Law Journal 68 (7): 1522-1531. ISSN 0044-0094. JSTOR 795794. doi:10.2307/795794.
84. ↑  Rodham, Hillary (1979). «Children's Rights: A Legal Perspective».  En Patricia A. Vardin, Ilene N. Brody (eds.), ed. Children's Rights: Contemporary Perspectives. New York: Teacher's College Press. pp. 21-36.
85. ↑  Wills, Garry (5 de marzo de 1992). «H.R. Clinton's Case». The New York Review of Books.
86. 1 2  Wattenberg, Daniel (August de 1992). «The Lady Macbeth of Little Rock». The American Spectator.
87. ↑  Olson 1999, p. 57.
88. ↑  Clinton, Bill (2004). My Life. Knopf Publishing Group. p. 244
89. ↑  Bernstein, 2007, p. 154
90. ↑  Bernstein, 2007, p. 125
91. ↑  «Jimmy Carter: Nominations Submitted to the Senate, Week Ending Friday, December 16, 1977». American Presidency Project. Consultado el 3 de septiembre de 2007.
92. ↑  «Ronald Reagan: Recess Appointment of Three Members of the Board of Directors of the Legal Services Corporation». American Presidency Project. 22 de enero de 1982. Consultado el 3 de septiembre de 2007.
93. ↑  Morris 1996, p. 225.
94. 1 2 3  Kelly, Michael (20 de enero de 1993). «The First Couple: A Union of Mind and Ambition». The New York Times.
95. ↑  Bernstein, 2007, p. 147
96. ↑  Gerth and Van Natta Jr. 2007, p. 60.
97. ↑  Bernstein, 2007, p. 130
98. 1 2  Gerth and Van Natta Jr. 2007, pp. 66-67.
99. ↑  Gerth and Van Natta Jr. 2007, pp. 73-76.
100. ↑  Bernstein, 2007, p. 166
101. 1 2  Bernstein, 2007, pp. 170-175. Bernstein states that "the political battle for education reform... would be her greatest accomplishment in public life until she was elected to the U.S. Senate."
102. ↑  «Hillary Clinton Guides Movement to Change Public Education in Arkansas». Old State House Museum. Spring 1993. Archivado desde el original el 4 de enero de 2006. Consultado el 22 de agosto de 2006.
103. ↑  Kearney, Janis F. (2006). Conversations: William Jefferson Clinton, from Hope to Harlem. Writing Our World Press. ISBN 0-9762058-1-5. p. 295.
104. ↑  Morris 1996, p. 330.
105. ↑  Brock 1996, pp. 176-177.
106. 1 2 3  Labaton, Stephen (26 de febrero de 1994). «Rose Law Firm, Arkansas Power, Slips as It Steps Onto a Bigger Stage». The New York Times.
107. ↑  Gerth and Van Natta Jr. 2007, pp. 80-81.
108. ↑  Gerth and Van Natta Jr. 2007, pp. 87-88.
109. 1 2  Gerth and Van Natta Jr. 2007, pp. 82-84.
110. ↑  «Limbaugh Responds to FAIR». FAIR. 28 de junio de 1994. Consultado el 9 de mayo de 2008.
111. ↑  «Hon. Hillary Rodham Clinton». FindLaw. Consultado el 31 de mayo de 2007.
112. ↑  «Board of Directors Emeritus». Children's Defense Fund. Archivado desde el original el 10 de febrero de 2007. Consultado el 31 de mayo de 2007.
113. ↑  «Hillary Rodham Clinton». The Washington Post. Archivado desde el original el 17 de julio de 2012. Consultado el 30 de mayo de 2007. Bio entry.
114. 1 2  Harkavy, Ward (24 de mayo de 2000). «Wal-Mart's First Lady». The Village Voice. Archivado desde el original el 18 de junio de 2008. Consultado el 22 de agosto de 2006.
115. ↑  Picard, Ken (4 de mayo de 2005). «Vermonters to Hillary: Don't Tread on Us». Seven Days. Consultado el 27 de abril de 2008.
116. 1 2 3  Barbaro, Michael (20 de mayo de 2007). «As a Director, Clinton Moved Wal-Mart Board, but Only So Far». The New York Times. Consultado el 23 de septiembre de 2007.
117. ↑  Ross, Brian; Sauer, Maddy; Schwartz, Rhonda (31 de enero de 2008). «Clinton Remained Silent As Wal-Mart Fought Unions». ABC News. Consultado el 31 de enero de 2008.
118. ↑  «Clintons to Rebut Rumors on "60 Minutes"». The New York Times. 25 de enero de 1992.
119. ↑  «Declaration of Gennifer Flowers». The Washington Post (en inglés). 13 de marzo de 1998. Consultado el 20 de marzo de 2008. «I was eventually employed by the state as an administrative assistant for the Arkansas Appeal Tribunal».
120. ↑  «In 1992, Clinton Conceded Marital 'Wrongdoing'». The Washington Post. 26 de enero de 1992.
121. ↑  Troy 2006, pp. 39-42; Gerth and Van Natta Jr. 2007, pp. 94-96.
122. ↑  Burns 2008, p. 140.
123. ↑  Burns 2008, p. 142.
124. ↑  Clines, Francis X. (14 de marzo de 1998). «TESTING OF A PRESIDENT: THE ACCUSER; JONES LAWYERS ISSUE FILES ALLEGING CLINTON PATTERN OF HARASSMENT OF WOMEN». The New York Times. Consultado el 20 de marzo de 2008. «In his January deposition, the President, though finally confirming a sexual encounter with Ms. Flowers, was precise in denying Ms. Willey's report that he had sought to kiss her and feel her breasts».
125. ↑  York, Anthony (8 de julio de 1999). «On her own». Salon. Consultado el 14 de julio de 2007. Her announcement was parodied by the May 1993 film spoof Hot Shots! Part Deux, in which all the female characters were given the middle name "Rodham"; see IMDb entry.
126. 1 2  Williams, Jasim K (30 de octubre de 2006). «Hillary Rodham Clinton». New York Post. Archivado desde el original el 19 de septiembre de 2008. Consultado el 27 de abril de 2008. Clinton had the first postgraduate degree through regular study and scholarly work. Eleanor Roosevelt had been previously awarded a postgraduate honorary degree. Clinton's successor Laura Bush became the second First Lady with a postgraduate degree. Uso incorrecto de la plantilla enlace roto (enlace roto disponible en Internet Archive; véase el historial, la primera versión y la última).
127. ↑  Troy 2006, p. 71.
128. ↑  Troy 2006, p. 68.
129. ↑  Troy 2006, p. xii.
130. ↑  Rajghatta, Chidanand (enero-febrero de 2004). «First Lady President?». Verve.
131. ↑  Peart, Karen N. «The First Lady: Homemaker or Policy-Maker?». Scholastic Press. Archivado desde el original el 2 de septiembre de 2011. Consultado el 22 de agosto de 2006.
132. ↑  Greenberg, Paul (15 de julio de 1999). «Israel's new friend: Hillary, born-again Zionist». Jewish World Review. Consultado el 22 de agosto de 2006.
133. ↑  Zimmer, Benjamin (1 de noviembre de 2005). «A perilous portmanteau?». Language Log. Consultado el 22 de agosto de 2006.
134. 1 2  Joyce, Kathryn; Sharlet, Jeff (septiembre/octubre 2007). «Hillary's Prayer: Hillary Clinton's Religion and Politics». Mother Jones. Consultado el 10 de octubre de 2007.
135. ↑  Bernstein, 2007, pp. 313-314
136. ↑  Kelly, Michael (23 de mayo de 1993). «St. Hillary». The New York Times Magazine.
137. ↑  Painton, Priscilla (31 de mayo de 1993). «The Politics of What?». Time. Archivado desde el original el 13 de agosto de 2013. Consultado el 14 de septiembre de 2012.
138. ↑  Maraniss 1995, p. 317.
139. ↑  Postrel, Virginia (2004). The Substance of Style: How the Rise of Aesthetic Value Is Remaking Commerce, Culture, and Consciousness. HarperCollins. ISBN 0-06-093385-2. pp. 72-73.
140. ↑  «Forget the Primaries: Vote for Hillary's Hair». Associated Press. 2 de marzo de 1996. Consultado el 25 de septiembre de 2007.
141. ↑  Troy 2006, p. 1.
142. ↑  Bernstein, 2007, pp. 170-175
143. ↑  Smith, Sally Bedell (2007). For Love of Politics: Inside the Clinton White House. Random House. p. 117. ISBN 1-4000-6324-8.
144. ↑  Gergen, David (2000). Eyewitness to Power: The Essence of Leadership Nixon to Clinton. Simon & Schuster. p. 280.
145. 1 2  Bernstein, 2007, pp. 400-402
146. ↑  Gerth y Van Natta Jr. 2007, pp. 139-140.
147. ↑  Bernstein, 2007, pp. 240, 380, 530. The Whitewater investigations were also a factor in her decline.
148. ↑  «A Detailed Timeline of the Healthcare Debate portrayed in 'The System'». Online NewsHour (PBS). May de 1996. Consultado el 25 de septiembre de 2007.
149. ↑  Carney, James (12 de diciembre de 1994). «The Once and Future Hillary». Time. Archivado desde el original el 21 de mayo de 2013. Consultado el 15 de septiembre de 2012.
150. ↑  Burns 2008, p. 141.
151. ↑  Klein, Joe (4 de diciembre de 2005). «The Republican Who Thinks Big on Health Care». Time. Archivado desde el original el 15 de junio de 2006. Consultado el 22 de agosto de 2006.
152. ↑  Jackson, Brooks (18 de marzo de 2008). «Giving Hillary Credit for SCHIP». FactCheck.org. Archivado desde el original el 22 de marzo de 2008. Consultado el 19 de marzo de 2008.
153. ↑  Clinton, Hillary Rodham (1 de mayo de 1995). «Remarks by First Lady Hillary Rodham Clinton at Medicare Mammography Awareness Campaign Kick-off». The White House. Archivado desde el original el 8 de febrero de 2016. Consultado el 23 de marzo de 2007.
154. 1 2  Sengupta, Somini (29 de octubre de 2000). «Campaigns Soft-Pedal On Children and the Poor». The New York Times. Consultado el 15 de marzo de 2008.
155. ↑  Clinton, Hillary Rodham (23 de octubre de 1997). Clinton, Hillary Rodham: Address to the White House Conference on Child Care. Encyclopædia Britannica Online. Consultado el 25 de septiembre de 2007. (enlace roto disponible en Internet Archive; véase el historial, la primera versión y la última).
156. ↑  Clinton, Hillary Rodham (17 de abril de 1997). «Remarks by the President and the First Lady at White House Conference on Early Child Development and Learning». U.S. Department of Education. Archivado desde el original el 7 de agosto de 2007. Consultado el 26 de septiembre de 2007.
157. ↑  «White House Conference on Children and Adolescents». American Psychological Association. 26 de abril de 2000. Archivado desde el original el 27 de junio de 2001. Consultado el 26 de septiembre de 2007.
158. ↑  «White House convenes conference on teen-agers». CNN. 2 de mayo de 2000. Archivado desde el original el 6 de enero de 2007.
159. ↑  Clinton, Hillary Rodham (27 de octubre de 1999). «Talking It Over». Creators Syndicate. Archivado desde el original el 27 de julio de 2011. Consultado el 25 de septiembre de 2007.
160. 1 2  Healy, Patrick (26 de diciembre de 2007). «The Résumé Factor: Those 8 Years as First Lady». The New York Times. Consultado el 28 de diciembre de 2007.
161. ↑  «First Lady Biography: Pat Nixon». National First Ladies' Library. Archivado desde el original el 9 de mayo de 2012. Consultado el 18 de octubre de 2007.
162. ↑  Healy, Patrick (26 de diciembre de 2007). «The Résumé Factor: Those 2 Terms as First Lady». The New York Times. Consultado el 14 de enero de 2009.
163. 1 2  Bernstein, 2007, pp. 419-421
164. ↑  Gerth and Van Natta Jr. 2007, pp. 149-151.
165. 1 2  Klein, Joe (5 de noviembre de 2009). «The State of Hillary: A Mixed Record on the Job». Time. Archivado desde el original el 9 de marzo de 2013. Consultado el 7 de noviembre de 2009.
166. 1 2  Tyler, Patrick (6 de septiembre de 1995). «Hillary Clinton, In China, Details Abuse of Women». The New York Times.
167. 1 2 3 4  Lemmon, Gayle Tzemach (6 de marzo de 2011). «The Hillary Doctrine». Newsweek. Consultado el 3 de abril de 2011.
168. ↑  Rashid, Ahmed (2002). Taliban: Islam, Oil and the New Great Game in Central Asia. I.B. Tauris. ISBN 1-86064-830-4. pp. 70, 182.
169. ↑  «Feminist Majority Joins European Parliament's Call to End Gender Apartheid in Afghanistan». Feminist Majority. Spring 1998. Archivado desde el original el 30 de agosto de 2007. Consultado el 26 de septiembre de 2007.
170. ↑  «Vital Voices – Our History». Vital Voices. 2000. Archivado desde el original el 31 de diciembre de 2006. Consultado el 23 de marzo de 2007.
171. ↑  Dobbs, Michael (10 de enero de 2008). «Clinton and Northern Ireland». The Washington Post. Consultado el 14 de enero de 2009.
172. ↑  Bennet, James. «News leaks prompt lawyer to seek sanctions against Starr's Office». The New York Times.
173. ↑  Palermo, Joseph A. (28 de marzo de 2008). «The Starr Report: How To Impeach A President (Repeat)». The Huffington Post. Consultado el 5 de febrero de 2012.
174. 1 2  Gerth, Jeff (8 de marzo de 1992). «Clintons Joined S.& L. Operator In an Ozark Real-Estate Venture». The New York Times.
175. 1 2  Gerth and Van Natta Jr. 2007, pp. 72-73.
176. ↑  «Whitewater started as 'sweetheart' deal». CNN. 6 de mayo de 1996. Consultado el 4 de octubre de 2007.
177. 1 2  «Rose Law Firm Billing Records». Once Upon a Time in Arkansas (Frontline). 7 de octubre de 1997. Consultado el 26 de septiembre de 2007.
178. 1 2 3  Gerth and Van Natta Jr. 2007, pp. 158-160.
179. ↑  Bernstein, 2007, pp. 441-442
180. ↑  «Statement by Independent Counsel on Conclusions in Whitewater Investigation». The New York Times. 21 de septiembre de 2000. Consultado el 4 de octubre de 2007.
181. ↑  Bernstein, 2007, pp. 327-328
182. ↑  Bernstein, 2007, pp. 439-444
183. ↑  Johnson, David (5 de enero de 1996). «Memo Places Hillary Clinton At Core of Travel Office Case». The New York Times.
184. ↑  Hughes, Jane (23 de junio de 2000). «Hillary escapes 'Travelgate' charges». BBC News Online. Consultado el 16 de agosto de 2007.
185. ↑  Gerth, Jeff; and others (18 de marzo de 1994). «Top Arkansas Lawyer Helped Hillary Clinton Turn Big Profit». The New York Times.
186. 1 2  Rosett, Claudia (26 de octubre de 2000). «Hillary's Bull Market». The Wall Street Journal. Consultado el 14 de julio de 2007.
187. 1 2  «Independent counsel: No evidence to warrant prosecution against first lady in 'filegate'». CNN. 28 de julio de 2000. Archivado desde el original el 29 de mayo de 2010. Consultado el 26 de septiembre de 2007.
188. ↑  «'Filegate' Depositions Sought From White House Aides». CNN. 1 de abril de 1998. Consultado el 26 de septiembre de 2007.
189. ↑  «Clinton se llevó objetos donados a la Casa Blanca, según la prensa». El País. 5 de febrero de 2001.
190. ↑  Sandoval Gómez, Claudia (11 de febrero de 2001). «Los Clinton, a devolver regalos». El Tiempo.
191. ↑  «Una tribu en la universidad | Universo UP». universoup.es. Consultado el 1 de octubre de 2020.
192. ↑  «El turno de la señora». www.lanacion.com.ar. Consultado el 1 de octubre de 2020.
193. ↑  «Los Beatles, en el centro de los Grammy». www.lanacion.com.ar. Consultado el 1 de octubre de 2020.
194. ↑  Troy 2006, pp. 176-177.
195. ↑  Troy 2006, p. 183.
196. ↑  https://www.cnn.com/ALLPOLITICS/1998/01/22/flowers.king/
197. ↑  Troy 2006, p. 187.
198. ↑  Bernstein, 2007, p. 517
199. ↑  Bernstein, 2007, pp. 512, 518
200. ↑  Bernstein, 2007, p. 521
201. 1 2  Gerth and Van Natta Jr. 2007, p. 195.
202. ↑  Clinton 2003, p. 75.
203. ↑  «Hillary Clinton dice que su familia salió de la Casa Blanca en «bancarrota»». ABC. 10 de junio de 2014. p. Internacional.
204. ↑  Apuzzo, Matt (16 de noviembre de 2005). «Read a Book, Buy a Goat». The Day.
205. ↑  «Save America's Treasures – About Us». Save America's Treasures. Archivado desde el original el 9 de febrero de 2007. Consultado el 23 de marzo de 2007.
206. ↑  «Hillary Rodham Clinton – Talking It Over». Creators Syndicate. Consultado el 24 de agosto de 2007.
207. ↑  «Clinton toasts 2000 at White House VIP dinner». CNN. 31 de diciembre de 1999. Consultado el 26 de septiembre de 2007.
208. ↑  «Millennium Evenings». White House Millennium Council. Archivado desde el original el 13 de mayo de 2008. Consultado el 20 de junio de 2008.
209. ↑  «Remarks By First Lady Hillary Rodham Clinton at The Sculpture Garden Reception». The White House. 5 de enero de 1996. Archivado desde el original el 8 de abril de 2007. Consultado el 23 de marzo de 2007.
210. ↑  Graff, Henry Franklin (2002). The Presidents: A Reference History. Simon & Schuster. ISBN 0-684-31226-3. p. liii.
211. 1 2  Lindsay, Rae (2001). The Presidents' First Ladies. R & R Writers/Agents. ISBN 0-9653753-3-1. pp. 248-249.
212. ↑  Bernstein, 2007, p. 530
213. ↑  Nagourney, Adam (3 de septiembre de 1999). «With Some Help, Clintons Purchase a White House». The New York Times.
214. ↑  Gerth and Van Natta Jr. 2007, p. 204.
215. ↑  Gerth and Van Natta Jr. 2007, p. 210.
216. 1 2  «Hillary Rodham Clinton scores historic win in New York». CNN. 8 de noviembre de 2000. Archivado desde el original el 11 de septiembre de 2005. Consultado el 22 de agosto de 2006.
217. 1 2  Gerth and Van Natta Jr. 2007, pp. 212-213.
218. ↑  Levy, Clifford J (13 de diciembre de 2000). «Lazio Sets Spending Mark for a Losing Senate Bid». The New York Times. Consultado el 22 de febrero de 2008.
219. ↑  Bernstein, 2007, p. 544
220. ↑  Chaddock, Gail Russell (10 de marzo de 2003). «Clinton's quiet path to power». The Christian Science Monitor. Consultado el 22 de agosto de 2006.
221. 1 2  Bernstein, 2007, p. 548
222. 1 2 3  «Senate Temporary Committee Chairs». University of Michigan Documents Center. 24 de mayo de 2001. Archivado desde el original el 7 de julio de 2007. Consultado el 30 de mayo de 2007.
223. ↑  Gerth, Jeff; Van Natta Jr., Don (29 de mayo de 2007). «Hillary's War». The New York Times Magazine. Consultado el 30 de mayo de 2007.
224. ↑  «Committees». Official Senate web site. Archivado desde el original el 26 de septiembre de 2007.
225. ↑  «About the Commission: Commissioners». Commission on Security and Cooperation in Europe. Archivado desde el original el 3 de enero de 2009. Consultado el 29 de septiembre de 2007.
226. ↑  «Senate, House appoint Helsinki commissioners». The Ukrainian Weekly. 20 de mayo de 2001. Archivado desde el original el 18 de octubre de 2017. Consultado el 29 de septiembre de 2007.
227. ↑  Gerth and Van Natta Jr. 2007, pp. 231-232.
228. ↑  Gerth and Van Natta Jr. 2007, pp. 238-239.
229. ↑  «Statement of Senator Hillary Rodham Clinton on the USA Patriot Act Reauthorization Conference Report». Official Senate web site. 16 de diciembre de 2005. Archivado desde el original el 14 de febrero de 2008.
230. ↑  «U.S. Senate Roll Call Votes 109th Congress – 2nd Session ... On the Conference Report (H.R. 3199 Conference Report)». United States Senate. 2 de marzo de 2006. Consultado el 24 de abril de 2008.
231. ↑  Clinton, Hillary (24 de noviembre de 2001). «New Hope For Afghanistan's Women». Time. Archivado desde el original el 27 de julio de 2008. Consultado el 22 de agosto de 2006.
232. ↑  «Clinton says insurgency is failing». USA Today. Associated Press. 19 de febrero de 2005. Consultado el 29 de agosto de 2006.
233. ↑  Turner, Douglas (14 de julio de 2005). «Clinton wants increase in size of regular Army». The Buffalo News. (no longer free)
234. ↑  Fitzgerald, Jim (21 de noviembre de 2005). «Hillary Clinton says immediate withdrawal from Iraq would be 'a big mistake'». The San Diego Union-Tribune. Associated Press. Consultado el 9 de mayo de 2009.
235. ↑  Balz, Dan (12 de diciembre de 2005). «Hillary Clinton Crafts Centrist Stance on War». The Washington Post. pp. A01. Consultado el 22 de agosto de 2006.
236. ↑  Meadows, Susannah (12 de diciembre de 2005). «Hillary's Military Offensive». Newsweek. Consultado el 22 de agosto de 2006.
237. 1 2  «Senator Hillary Rodham Clinton – Voting Record». Project Vote Smart. Archivado desde el original el 1 de abril de 2008. Consultado el 14 de abril de 2008.
238. ↑  «La saga sin fin de los Clinton». www.lanacion.com.ar. Consultado el 1 de octubre de 2020.
239. ↑  Donahue, Deirdre (17 de junio de 2003). «Clinton memoir tops Best-Selling Books list». USA Today. Consultado el 11 de enero de 2008.
240. ↑  «Clinton's Book Sales Top 1 Million». Associated Press. 9 de julio de 2003. Archivado desde el original el 5 de mayo de 2016. Consultado el 9 de mayo de 2009.
241. ↑  «Hillary Rodham Clinton». William J. Clinton Presidential Center. Archivado desde el original el 8 de julio de 2009. Consultado el 9 de mayo de 2009.
242. ↑  «Gorbachev and Clinton win Grammy». BBC News Online. 9 de febrero de 2004. Consultado el 10 de enero de 2008.
243. ↑  Lewis, Neil A. (28 de mayo de 2008). «Stark Contrasts Between McCain and Obama in Judicial Wars». The New York Times. Consultado el 30 de noviembre de 2008.
244. ↑  «Clinton wades into GTA sex storm». BBC News Online. 14 de julio de 2005. Consultado el 29 de agosto de 2006.
245. ↑  «Gay marriage ban defeated in Senate vote». msnbc.com. Associated Press. 7 de junio de 2006. Consultado el 14 de abril de 2008.
246. ↑  Gerth and Van Natta Jr. 2007, pp. 267-269, 313, 401.
247. ↑  Gerth and Van Natta Jr. 2007, pp. 267-269
248. ↑  Hirschkorn, Phil (21 de diciembre de 2005). «Sen. Clinton's GOP challenger quits race». CNN. Consultado el 22 de agosto de 2006.
249. ↑  «GOP Primary Turnout Was Lowest In More Than 30 Years». Newsday. 17 de septiembre de 2006.
250. ↑  «New York State Board of Elections, General Election Results» (PDF). New York State. 14 de diciembre de 2006. Archivado desde el original el 22 de agosto de 2012. Consultado el 16 de diciembre de 2006.
251. ↑  «Is America Ready?». Newsweek. 25 de diciembre de 2006. Consultado el 27 de septiembre de 2007.
252. ↑  Kornblut, Anne E.; Zeleny, Jeff (21 de noviembre de 2006). «Clinton Won Easily, but Bankroll Shows the Toll». The New York Times.  page A1.
253. ↑  «Record millions roll in for Clinton White House bid». CNN. 1 de abril de 2007. Consultado el 2 de abril de 2007.
254. ↑  «Senate GOP foils debate on Iraq surge». CBS News. Associated Press. 17 de febrero de 2007. Consultado el 27 de abril de 2008. (enlace roto disponible en Internet Archive; véase el historial, la primera versión y la última).
255. ↑  «Bush Repeats Veto Threat on Spending Bill That Includes Iraq Withdrawal Timetable». Fox News. 28 de marzo de 2007. Archivado desde el original el 4 de mayo de 2008. Consultado el 27 de abril de 2008.
256. ↑  «House, Senate pass war funding bill». CNN. 25 de mayo de 2007. Consultado el 9 de mayo de 2009.
257. ↑  Lake, Eli (12 de septiembre de 2007). «Clinton Spars With Petraeus on Credibility». The New York Sun. Consultado el 9 de mayo de 2009.
258. ↑  «Hillary Clinton Calls for Gonzales' Resignation». ABC News. 13 de marzo de 2007. Consultado el 24 de marzo de 2007.
259. ↑  «On the Cloture Motion (Motion to Invoke Cloture on the Motion to Proceed to Consider S.1639)». U.S. Senate. 26 de junio de 2007. Consultado el 22 de abril de 2008.
260. ↑  «Senate Passes Economic Rescue Package». NY1 News. 1 de octubre de 2008. Archivado desde el original el 5 de octubre de 2008. Consultado el 2 de octubre de 2008.
261. ↑  Bernstein, 2007, pp. 550-552
262. ↑  Gerth and Van Natta Jr. 2007, p. 5.
263. 1 2  Middleton, Tim (4 de septiembre de 2007). «Hillary Clinton: Midas touch at work». msnbc.com. Archivado desde el original el 24 de abril de 2014. Consultado el 19 de septiembre de 2007.
264. ↑  «Clintons' earnings exceed $100m». BBC News Online. 5 de abril de 2008. Consultado el 5 de abril de 2008.
265. ↑  Langer, Gary; Craighill, Peyton M (21 de enero de 2007). «Clinton Leads '08 Dems; No Bounce for Obama». ABC News. Consultado el 5 de febrero de 2007.
266. ↑  «Clinton outpaces Obama in fundraising for third quarter». CNN. 2 de octubre de 2007. Consultado el 12 de mayo de 2008.
267. ↑  Kornblut, Anne E.; Balz, Dan (1 de noviembre de 2007). «Clinton Regroups As Rivals Pounce». The Washington Post. Consultado el 2 de noviembre de 2007.
268. ↑  Tapper, Jake (31 de octubre de 2007). «Hillary Gets Poor Grades at Drexel Debate». ABC News. Archivado desde el original el 2 de noviembre de 2007. Consultado el 2 de noviembre de 2007.
269. ↑  Simon, Roger (31 de octubre de 2007). «Obama, Edwards attack; Clinton bombs debate». Politico. Consultado el 2 de noviembre de 2007.
270. 1 2 3  Tumulty, Karen (8 de mayo de 2008). «The Five Mistakes Clinton Made». Time. Archivado desde el original el 26 de julio de 2013. Consultado el 29 de noviembre de 2008.
271. ↑  «Iowa Democratic Party Caucus Results». Iowa Democratic Party. Consultado el 23 de enero de 2008.
272. ↑  Meyer, Dick (8 de enero de 2008). «Analysis: Mrs. Comeback Kid & Obama's Wave». CBS News. Consultado el 8 de enero de 2008.
273. ↑  «New Hampshire Democratic Primary». RealClearPolitics. 8 de enero de 2008. Consultado el 9 de enero de 2008.
274. 1 2  «Clinton's stunning victory». Chicago Tribune. 8 de enero de 2008. Archivado desde el original el 12 de enero de 2008. Consultado el 8 de enero de 2008.
275. ↑  Decker, Cathleen; Barabak, Mark Z (10 de enero de 2008). «Clinton had voters' sympathy – and a message they liked». Los Angeles Times. Archivado desde el original el 18 de septiembre de 2008. Consultado el 14 de enero de 2008.
276. 1 2  Ververs, Vaughn (26 de enero de 2008). «Analysis: Bill Clinton's Lost Legacy». CBS News. Consultado el 28 de enero de 2008.
277. ↑  Hulse, Carl; Healy, Patrick (11 de enero de 2008). «Bill Clinton Tries to Tamp Down 'Fairy-Tale' Remark About Obama». The New York Times. Consultado el 28 de enero de 2008.
278. ↑  Luce, Edward (17 de enero de 2008). «'Truce' has little impact on black vote». Financial Times. Consultado el 18 de enero de 2008.
279. ↑  «Obama claims big win in South Carolina». CNN. 26 de enero de 2008. Consultado el 26 de enero de 2008.
280. ↑  Crowley, Candy (28 de enero de 2008). «Clinton campaign advisers: Bill Clinton 'needs to stop'». CNN. Archivado desde el original el 30 de enero de 2008. Consultado el 28 de enero de 2008.
281. ↑  «Los Kennedy contra los Clinton». El Mundo. 29 de enero de 2008. p. La Carrera hacia la Casa Blanca. Consultado el 1 de enero de 2021.
282. ↑  «Results: February 5 – Super Tuesday». CNN. 25 de febrero de 2008. Consultado el 15 de marzo de 2008.
283. ↑  Tumulty, Karen (6 de febrero de 2008). «Super Tuesday: The Most Interesting Number of All». Time. Consultado el 7 de febrero de 2008.
284. 1 2 3  Sizemore, Justin M. (5 de junio de 2008). «How Obama Did It». Center for Politics at the University of Virginia. Archivado desde el original el 7 de junio de 2008. Consultado el 29 de noviembre de 2008.
285. 1 2 3 4  Baker, Peter and Rutenberg, Jim (8 de junio de 2008). «The Long Road to a Clinton Exit». The New York Times. Consultado el 29 de noviembre de 2008.
286. ↑  Green, Joshua (septiembre de 2008). «The Front-Runner's Fall». The Atlantic Monthly. Consultado el 29 de noviembre de 2008.
287. ↑  Weisman, Jonathan (20 de marzo de 2008). «Obama Campaign Harshly Critical of Clinton's NAFTA Role». The Washington Post. Archivado desde el original el 28 de julio de 2011.
288. ↑  Calmes, Jackie (4 de junio de 2008). «Clinton's Road to Second Place». The Wall Street Journal. Consultado el 29 de noviembre de 2008.
289. ↑  Phillips, Matt (18 de marzo de 2008). «Pennsylvania Pitch: Can Obama Connect With Lower-Income Whites?». The Wall Street Journal. Consultado el 22 de abril de 2008.
290. ↑  Seelye, Katherine Q. (22 de abril de 2008). «In Clinton vs. Obama, Age Is a Great Predictor». The New York Times. Consultado el 22 de abril de 2008.
291. ↑  Doyle, Leonard (21 de marzo de 2008). «Ultima oportunidad para Hillary». Página 12. Consultado el 1 de enero de 2021.
292. ↑  «Obama: I will be the Democratic nominee». CNN. 3 de junio de 2008. Consultado el 3 de junio de 2008.
293. ↑  «Clinton ends historic bid, endorses Obama». msnbc.com. Associated Press. 7 de junio de 2008. Consultado el 7 de junio de 2008.
294. 1 2  «Election Center 2008: Delegate Scorecard». CNN. 4 de junio de 2008. Consultado el 6 de julio de 2008.
295. ↑  Kleefeld, Eric (4 de junio de 2008). «The Final Math». Talking Points Memo. Archivado desde el original el 6 de julio de 2008. Consultado el 6 de julio de 2008.
296. ↑  Cillizza, Chris (1 de junio de 2008). «Clinton Puts Up Popular Vote Ad». The Washington Post. Consultado el 8 de julio de 2008.
297. ↑  Nichols, John (7 de junio de 2008). «Hillary Clinton Versus Shirley Chisholm». The Nation. Archivado desde el original el 10 de junio de 2008. Consultado el 8 de julio de 2008. In 1972, Chisholm won 152 delegates and one no-delegates "beauty contest" primary.
298. ↑  Bumiller, Elisabeth (22 de noviembre de 2008). «Clinton-Obama Détente: From Top Rival to Top Aide». The New York Times. Consultado el 29 de noviembre de 2008.
299. ↑  Falcone, Michael (22 de diciembre de 2008). «Clinton Is Out $13 Million She Lent Campaign». The New York Times. Consultado el 23 de diciembre de 2008.
300. ↑  Holland, Steve (15 de noviembre de 2008). «Obama, Clinton discussed secretary of state job». Reuters. Consultado el 18 de noviembre de 2008.
301. ↑  «Obama Set On Key Cabinet Nominees». NPR. 21 de noviembre de 2008. Consultado el 21 de noviembre de 2008.
302. 1 2  «Obama Confirms Hillary In Top Job». Sky News. 1 de diciembre de 2008. Archivado desde el original el 7 de febrero de 2009. Consultado el 1 de diciembre de 2008.
303. ↑  Baker, Peter (29 de noviembre de 2008). «Bill Clinton to Name Donors as Part of Obama Deal». The New York Times. Consultado el 1 de diciembre de 2008.
304. ↑  Falcone, Michael (19 de diciembre de 2008). «Bush Approves Bill Reducing Secretary of State's Pay». The New York Times. Consultado el 19 de diciembre de 2008.
305. ↑  «Senate panel backs Clinton as secretary of state». msnbc.com. Associated press. 15 de enero de 2009. Consultado el 27 de noviembre de 2010.
306. ↑  Jones, Jeffrey M. (13 de enero de 2009). «As Senate Hearings Begin, Hillary Clinton's Image Soars». The Gallup Organization. Consultado el 16 de enero de 2009.
307. ↑  Phillips, Kate (21 de enero de 2009). «Senate Confirms Clinton as Secretary of State». The New York Times. Consultado el 10 de mayo de 2009.
308. ↑  Tumulty, Brian (21 de enero de 2009). «Clinton sworn in at State Dept. and then resigns Senate». The Journal News. Archivado desde el original el 1 de febrero de 2009. Consultado el 22 de enero de 2009.
309. ↑  Rudin, Ken (1 de diciembre de 2008). «Obama Brings Hillary to Cabinet, GOP to Ariz. State House». NPR. Consultado el 9 de mayo de 2009.
310. ↑  Richter, Paul (28 de enero de 2009). «World breathes sigh of relief, Hillary Clinton says». Los Angeles Times. Archivado desde el original el 31 de enero de 2009. Consultado el 30 de enero de 2009.
311. 1 2  Landler, Mark; Cooper, Helene (22 de diciembre de 2008). «Clinton Moves to Widen Role of State Dept.». The New York Times. Consultado el 7 de noviembre de 2009.
312. ↑  Clinton, Hillary Rodham (20 de mayo de 2009). «FY 2010 Budget for the Department of State». U.S. Department of State. Archivado desde el original el 20 de mayo de 2009. Consultado el 8 de noviembre de 2009.
313. 1 2  Dilanian, Ken (11 de junio de 2009). «In a supporting role, Clinton takes a low-key approach at State Dept.». USA Today. Consultado el 7 de noviembre de 2009.
314. ↑  Landler, Mark (15 de julio de 2009). «For Clinton, '09 Campaign Is for Her Turf». The New York Times. Consultado el 6 de agosto de 2009.
315. ↑  Wolfson, Charles (17 de julio de 2009). «Hillary Clinton's 6-Month Checkup». CBS News. Consultado el 8 de noviembre de 2009.
316. ↑  LaFranchi, Howard (15 de diciembre de 2010). «Hillary Clinton's vision for foreign policy on a tight budget». The Christian Science Monitor. Consultado el 15 de enero de 2011.
317. 1 2  «Clinton unveils US food security initiative». Agence France-Presse. 25 de septiembre de 2009. Archivado desde el original el 12 de abril de 2010. Consultado el 9 de noviembre de 2009.
318. ↑  Lee, Matthew (10 de octubre de 2009). «Turkey, Armenia Sign Historic Accord». Time. Associated Press. Archivado desde el original el 4 de noviembre de 2009. Consultado el 14 de octubre de 2009.
319. ↑  Landler, Mark (4 de septiembre de 2010). «In Middle East Peace Talks, Clinton Faces a Crucial Test». The New York Times.
320. ↑  Richter, Paul; Pierson, David (23 de enero de 2010). «Sino-U.S. ties hit new snag over Internet issues». Los Angeles Times.
321. ↑  Landler, Mark; Wong, Edward (22 de enero de 2010). «China Rebuffs Clinton on Internet Warning». The New York Times.
322. 1 2  Landler, Mark; Cooper, Helene (19 de marzo de 2010). «From Bitter Campaign to Strong Alliance». The New York Times.
323. 1 2 3  Combe, Rachael (5 de abril de 2012). «At the Pinnacle of Hillary Clinton's Career». Elle. Archivado desde el original el 22 de mayo de 2012.
324. ↑  Noveck, Jocelyn (24 de julio de 2010). «New role for Clintons: parents of the bride». Chicago Sun-Times. Archivado desde el original el 28 de julio de 2010.
325. ↑  Sheridan, Mary Beth (30 de noviembre de 2010). «Clinton treads carefully in leading massive damage-control campaign». The Washington Post.
326. ↑  Dougherty, Jill; Labott, Elise (16 de diciembre de 2010). «WikiLeaks stirs anarchy online». CNN.
327. ↑  Booth, Roger; Borger, Julian (28 de noviembre de 2010). «US diplomats spied on UN leadership». The Guardian.
328. ↑  MacAskill, Ewen; Booth, Robert (2 de diciembre de 2010). «CIA drew up UN spying wishlist for diplomats». The Guardian.
329. ↑  Tandon, Shaun (2 de diciembre de 2010). «Arrest Warrant for WikiLeaks Chief as Chaos Spreads». The China Post. Agence France-Presse.
330. 1 2  Thrush, Glenn (2 de febrero de 2011). «Hillary Clinton plays key role in dance with Hosni Mubarak». Politico. Consultado el 5 de febrero de 2011.
331. ↑  «Factbox – Evolution of U.S. stance on Egypt». Reuters. 2 de febrero de 2011. Archivado desde el original el 23 de octubre de 2017. Consultado el 4 de febrero de 2011.
332. ↑  «Hillary urges probe into new Cairo violence». The Nation. 4 de febrero de 2011. Archivado desde el original el 11 de mayo de 2011.
333. 1 2  Cooper, Helene; Myers, Steven Lee (18 de marzo de 2011). «Obama Takes Hard Line With Libya After Shift by Clinton». The New York Times. Consultado el 20 de marzo de 2011.
334. 1 2  Thrush, Glenn (17 de marzo de 2011). «Day after saying no second term, a big win for Hillary Clinton». Politico. Consultado el 17 de marzo de 2011.
335. 1 2 3 4 5  Calabresi, Massimo (7 de noviembre de 2011). «Hillary Clinton and the Rise of Smart Power». Time. pp. 26-31.
336. ↑  Ambinder, Marc; Cooper, Matthew (4 de mayo de 2011). «Why Obama Nixed the Photo Release». National Journal.
337. ↑  «Hillary Clinton declares 'gay rights are human rights'». BBC News Online. 7 de diciembre de 2011.
338. ↑  Burke, Jason (30 de noviembre de 2011). «Hillary Clinton begins Burma visit». The Guardian.
339. ↑  Blain, Glenn; Hutchinson, Bill; Lee, Kristen A. (31 de diciembre de 2012). «Doctors confirm Secretary of State Hillary Clinton's clot is on her brain». New York Daily News.
340. ↑  Mazzetti, Mark; Gordon, Michael R. (15 de diciembre de 2012). «Clinton is recovering from a concussion». New York Times.
341. 1 2  Brown, David; Gearan, Ann (31 de diciembre de 2012). «Hillary Clinton's blood clot is in her skull, doctors say». Washington Post.
342. ↑  Richter, Paul; Vartabedian, Ralph (1 de enero de 2013). «Clinton's blood clot lodged near brain». Los Angeles Times.
343. 1 2  Labott, Elise (16 de octubre de 2012). «Clinton: I'm responsible for diplomats' security». CNN.
344. ↑  «Frequent flier Hillary Clinton hits 100-country mark». Richmond Times-Dispatch. Associated Press. 28 de junio de 2012. (enlace roto disponible en Internet Archive; véase el historial, la primera versión y la última).
345. ↑  Barr, Andy (14 de octubre de 2009). «Hillary Clinton: I'd have hired Barack Obama». Politico. Consultado el 14 de octubre de 2009.
346. ↑  «Clinton says no to second term». CNN. 16 de marzo de 2011. Consultado el 17 de marzo de 2011.
347. ↑  Cooper, Helene (31 de diciembre de 2012). «Clinton’s Blood Clot Is Located Near Her Brain, Doctors Say». The New York Times.
348. ↑  Holland, Steve (16 de enero de 2013). «Hillary Clinton leaving world stage, but for how long?». Reuters. Archivado desde el original el 27 de septiembre de 2015. Consultado el 1 de agosto de 2017.
349. 1 2  Allen and Parnes 2014, pp. 374–75, 382–85
350. ↑  «Hillary Clinton unveils $600m global female education plan». The Guardian. Associated Press. 25 de septiembre de 2014.
351. ↑  Rucker, Philip (13 de febrero de 2014). «Hillary Clinton launches global data project on women and girls». The Washington Post.
352. ↑  Fleming, Olivia (10 de marzo de 2015). «Unpacking Hillary Clinton's 'No Ceilings' Report». Elle.
353. ↑  «The Clinton Foundation and Conflicts of Interest». The Atlantic. 20 de marzo de 2015. doi:10.1038/nature19793. Consultado el 6 de octubre de 2016.
354. 1 2 3  Chozick, Amy (11 de julio de 2013). «Hillary Clinton Taps Speechmaking Gold Mine». The New York Times.
355. ↑  Gold, Matea; Helderman, Rosalind S.; Gearan, Anne (15 de mayo de 2015). «Clintons have made more than $25 million for speaking since January 2014». The Washington Post.
356. ↑  «Clintons earned nearly $141M from 2007 to 2014, tax returns show». CNN. 31 de julio de 2015.
357. ↑  Fontevecchia, Agustino (29 de septiembre de 2015). «The Richest And Poorest Presidential Candidates: From Hillary's Millions To Marco Rubio's Debts». Forbes.
358. ↑  Pérez, Carloo Mauricio (12 de abril de 2015). «Hillary Clinton se lanza por la candidatura a la presidencia de Estados Unidos». CNN en Español. Consultado el 1 de enero de 2021.
359. ↑  Von Drehle, David (27 de enero de 2014). «Can Anyone Stop Hillary?». Time.
360. ↑  «Clinton descarta presentar su candidatura a elecciones presidenciales». RPP. 13 de diciembre de 2012. Consultado el 1 de enero de 2021.
361. ↑  Ghattas, Kim (11 de junio de 2014). «¿Qué revela el libro de Hillary Clinton de sus aspiraciones presidenciales?». BBC News.
362. ↑  Español, CNN (1 de marzo de 2016). «Supermartes: Clinton gana en 7 estados y Sanders en 4; Trump gana en 7, Cruz en 2 y Rubio en 1». CNN. Consultado el 24 de noviembre de 2024.
363. ↑  The New York Times en Español (1 de marzo de 2016). «Toda la información sobre el Supermartes».
364. ↑  Collinson, Stephen (8 de junio de 2016). «Hillary Clinton celebra "un hito", pero Sanders dice que la "lucha continúa"». CNNEspañol.com. Consultado el 8 de junio de 2016.
365. ↑  «Hillary Clinton se convierte en la candidata oficial del Partido Demócrata a la Casa Blanca». El País. 27 de julio de 2016.
366. ↑  Carlos Lozada (16 de septiembre de 2016). «Hillary Clinton and Tim Kaine have written a deplorable campaign book».
367. ↑  Petit, Stephanie (20 de enero de 2017). «Donald Trump and Hillary Clinton Shake Hands at Inaugural Luncheon». people.com. People Magazine. Consultado el 7 de abril de 2017.
368. 1 2  «Hillary Clinton says she’s 'ready to come out of the woods'». USA Today. 18 de marzo de 2017.
369. ↑  McCrummen, Stephanie (17 de diciembre de 2017). «In the Chappaqua woods, a search for Hillary Clinton». www.washingtonpost.com. Washington Post. Consultado el 6 de junio de 2017.
370. ↑  Seipel, Brooke (24 de marzo de 2017). «Hillary Clinton: Today was a victory, 'but this fight isn't over yet'». The Hill.
371. ↑  Silva, Daniella (29 de marzo de 2017). «Hillary Clinton: Failure of ‘Disastrous’ GOP Health Bill a ‘Victory for All Americans’». NBC News.
372. ↑  Abrams, Abigail (4 de mayo de 2017). «Hillary Clinton: Republican Health Care Bill Is a 'Shameful Failure of Policy and Morality'». TIME.
373. ↑  Greenwood, Max (23 de junio de 2017). «Clinton tells supporters to speak out against ObamaCare repeal bill». The Hill.
374. ↑  Demick, Barbara (6 de abril de 2017). «Hillary Clinton says she won't run for public office again». Los Angeles Times (en inglés estadounidense). ISSN 0458-3035. Consultado el 7 de abril de 2017.
375. ↑  Kamisar, Ben (15 de mayo de 2017). «Clinton launches new political action group». The Hill.
376. ↑  Lima, Cristiano (5 de junio de 2017). «Clinton calls for religious unity in wake of Portland attack». Politico.
377. ↑  Manchester, Julia (14 de junio de 2017). «Clinton reacts to shooting: We’re all on one team». The Hill.
378. ↑  «Hilary Clinton's Swansea uni honour 'means the world'». bbc.co.uk. 14 de octubre de 2017. Consultado el 29 de mayo de 2020.
379. ↑  «Bill and Hillary Clinton set to begin 6-month speaking tour». USA Today. Consultado el 10 de octubre de 2018.
380. ↑  «Clinton says people of NI deserve a 'better future'». RTE.ie. 10 de octubre de 2018. Consultado el 10 de octubre de 2018.
381. ↑  «Registrar : Trinity College Dublin, the University of Dublin, Ireland». www.tcd.ie. Consultado el 6 de enero de 2020.
382. ↑  Kennedy, Merrit (24 de octubre de 2018). «Apparent 'Pipe Bombs' Mailed To Clinton, Obama And CNN». NPR. Consultado el 25 de octubre de 2018.
383. ↑  «"Potentially destructive devices" sent to Clinton, Obama, CNN prompt massive response». CBS News. 24 de octubre de 2018. Consultado el 25 de octubre de 2018.
384. ↑  Sullivan, Kate (5 de marzo de 2019). «Hillary Clinton descarta postularse a la presidencia en 2020». CNN en Español. Consultado el 9 de enero de 2021.
385. ↑  «"No me tientes". Clinton responde a Trump sobre presentarse a la presidencia». El Confidencial. 9 de octubre de 2019. Consultado el 9 de enero de 2021.
386. ↑  Hunnicutt, Trevor (28 de abril de 2020). «Hillary Clinton respalda candidatura presidencial de Joe Biden». Reuters. Consultado el 9 de enero de 2021.
387. ↑  «Hillary Clinton respalda la candidatura de Biden a la Presidencia de EE.UU.». ABC. 29 de abril de 2020. p. Elecciones EEUU. Consultado el 9 de enero de 2021.
388. ↑  Lerer, Lisa (19 de agosto de 2020). «Hillary Clinton en la convención demócrata: un retorno agridulce». The New York Times. Consultado el 9 de enero de 2021.
389. ↑  «Hillary Clinton: “No importa lo que suceda, vayan a votar”». Infobae. 19 de agosto de 2020. Consultado el 9 de enero de 2021.
390. ↑  «Hillary Clinton será gran electora en el estado de Nueva York». La Prensa. 28 de octubre de 2020. Consultado el 9 de enero de 2021.
391. ↑  Cabral, Sam (14 de diciembre de 2020). «Elecciones en Estados Unidos: quiénes forman y cómo funciona el Colegio Electoral que certificó la victoria de Joe Biden en las presidenciales». BBC News. p. Mundo. Consultado el 9 de enero de 2021.
392. ↑  «Hillary Clinton: “Creo que debemos abolir el Colegio Electoral”». Univisión. 14 de diciembre de 2020. Consultado el 9 de enero de 2021.
393. ↑  «Hillary Clinton on her candid Hulu docuseries: 'I'd never done anything like this before'». Entertainment Weekly. 6 de marzo de 2020. Consultado el 18 de enero de 2021.
394. ↑  «Hillary Clinton to Launch Interview Podcast 'You and Me Both'». Billboard. 22 de septiembre de 2020. Consultado el 18 de enero de 2021.
395. ↑  «Hillary Rodham Clinton to Author New Book of Personal Essays for Simon & Schuster». Simon & Schuster. Archivado desde el original el 4 de junio de 2017. Consultado el 29 de mayo de 2017.
396. ↑  Kreps, Daniel (28 de agosto de 2017). «Hillary Clinton Plans 'What Happened' Book Tour». Rolling Stone. Archivado desde el original el 11 de septiembre de 2017. Consultado el 11 de septiembre de 2017.
397. 1 2 3  Italie, Hillel (21 de septiembre de 2017). «Clinton book has sold more than 300,000 copies». Yahoo! Entertainment (Associated Press story). Archivado desde el original el 8 de octubre de 2017. Consultado el 7 de octubre de 2017.
398. ↑  Charles, Ron (20 de septiembre de 2017). «Hillary Clinton's memoir sells 300,000 copies in its first week». The Washington Post. Consultado el 20 de septiembre de 2017.
399. ↑  Nevins, Jake (20 de septiembre de 2017). «Hillary Clinton's What Happened sells 300,000 copies in first week». The Guardian. Consultado el 20 de septiembre de 2017.
400. ↑  «Bestsellers/Hardcover Nonfiction». Publishers Weekly.
401. 1 2  «Hillary Clinton's 'It Takes a Village' repackaged for kids». The Times of India. Press Trust of India. 9 de febrero de 2017. Consultado el 21 de abril de 2018.
402. 1 2 3  Krug, Nora (7 de septiembre de 2017). «Hillary Clinton has a new children's book. You may recognize its message.». The Washington Post (en inglés). Consultado el 21 de mayo de 2019.
403. ↑  Siu, Diamond Naga (27 de julio de 2017). «Hillary Clinton to open up about the 2016 election in new book titled 'What Happened'». Politico. Consultado el 27 de julio de 2017.
404. ↑  «Simon & Schuster to Publish Celebration of Gutsy Women by Hillary Rodham Clinton and Chelsea Clinton» (en inglés estadounidense). Simon & Schuster. 6 de agosto de 2019. Archivado desde el original el 15 de febrero de 2021. Consultado el 30 de octubre de 2019.
405. ↑  Whitten, Sarah (23 de febrero de 2021). «Hillary Clinton is co-writing a thriller novel that reckons with a post-Trump world». CNBC (en inglés). Consultado el 23 de febrero de 2021.
406. ↑  Clinton, Hillary Rodham (16 de septiembre de 2018). «American Democracy Is in Crisis». The Atlantic. Consultado el 23 de febrero de 2021.
407. ↑  Clinton, Hillary (24 de abril de 2019). «Opinion | Hillary Clinton: Mueller documented a serious crime against all Americans. Here's how to respond.». Washington Post. Consultado el 23 de febrero de 2021.
408. ↑  Clinton, Hillary Rodham (10 de diciembre de 2020). «A National Security Reckoning». Consultado el 23 de febrero de 2021.
409. ↑  Clinton, Hillary Rodham (11 January 201). «Opinion | Hillary Clinton: Trump should be impeached. But that alone won't remove white supremacy from America.». Washington Post. Consultado el 23 de febrero de 2021.
410. ↑  Farber, Madeline (27 de febrero de 2017). «Hillary Clinton Says President Trump Must 'Step Up' after Kansas Shooting». Time.
411. ↑  Lee, MJ; Merica, Dan (6 de abril de 2017). «Hillary Clinton: US should 'take out' Assad's air fields». CNN.
412. ↑  McCaskill, Nolan D. (2 de mayo de 2017). «Clinton slams Trump's Twitter diplomacy: 'That doesn't work'». Politico.
413. ↑  Shabad, Rebecca (26 de mayo de 2017). «Hillary Clinton tears into Trump in commencement address». CBS News.
414. ↑  «Clinton says she worries Trump may be doing "lasting damage" to nation's institutions». CBS News. 1 de junio de 2017.
415. ↑  Jiménez, Alejandra (30 de septiembre de 2019). «Está “obsesionado conmigo” porque es un “presidente ilegítimo”: Hillary Clinton a Trump». Viva Noticias. Consultado el 9 de enero de 2021.
416. ↑  «Hillary Clinton: "Trump es un tornado humano corrupto"». El Intransigente América News. 27 de septiembre de 2019. Consultado el 9 de enero de 2021.
417. ↑  Moriarty, Gerry. «Hillary Clinton appointed chancellor of Queen’s University Belfast». The Irish Times. Consultado el 2 de enero de 2020.
418. ↑  Meredith, Robbie (2 de enero de 2020). «Hillary Clinton is new chancellor of NI university». BBC News (en inglés británico). Consultado el 21 de enero de 2020.
419. ↑  Curry, Tom (14 de julio de 2005). «Clinton burnishes hawkish image». msnbc.com. Archivado desde el original el 19 de octubre de 2006. Consultado el 23 de agosto de 2006.
420. ↑  Friel, Brian; Cohen, Richard E.; Victor, Kirk (31 de enero de 2008). «Obama: Most Liberal Senator In 2007». National Journal. Archivado desde el original el 27 de junio de 2008. Consultado el 25 de abril de 2008.
421. ↑  Clinton, Joshua D.; Jackman, Simon; Rivers, Doug (October de 2004). «"The Most Liberal Senator"? Analyzing and Interpreting Congressional Roll Calls» (PDF). Political Science & Politics: 805-811.
422. ↑  «Voting Records». Americans for Democratic Action. Consultado el 21 de marzo de 2009. Average consists of a 95 in 2001 through 2004 and 2006, a 100 in 2005, a 75 in 2007, and a 70 in 2008 (the decline in the final two years was due to missed votes while campaigning for president).
423. ↑  «2008 U.S. Senate Votes». American Conservative Union. Septiembre de 2010. Archivado desde el original el 30 de marzo de 2009. Consultado el 21 de marzo de 2009.
424. ↑  «Hillary Clinton Was Liberal. Hillary Clinton Is Liberal.». 19 de mayo de 2015. Consultado el 27 de julio de 2016.
425. ↑  «Hillary Clinton». On the Issues. Consultado el 23 de junio de 2016.
426. ↑  «2016 Presidential Candidates». Crowdpac. Consultado el 28 de febrero de 2016.
427. ↑  «Voting Records». Americans for Democratic Action. Consultado el 21 de marzo de 2009. Average consists of a 95 in 2001 through 2004 and 2006, a 100 in 2005, a 75 in 2007, and a 70 in 2008 (the decline in the final two years was due to missed votes while campaigning for president)
428. ↑  «2008 U.S. Senate Votes». American Conservative Union. Archivado desde el original el 18 de febrero de 2013. Consultado el 15 de abril de 2014. Lifetime rating is given
429. ↑  Chozick, Amy (4 de marzo de 2016). «Clinton Offers Economic Plan Focused on Jobs». The New York Times. Consultado el 7 de mayo de 2016.
430. ↑  «Donald Trump says Hillary Clinton lauded controversial Trans-Pacific trade deal». @politifact. Consultado el 7 de noviembre de 2016.
431. 1 2  «Hillary Clinton on Trade». Campaign 2016. Council on Foreign Relations. Archivado desde el original el 22 de agosto de 2016. Consultado el 9 de febrero de 2019.
432. ↑  «Compare Clinton and Trump on Trade». Campaign 2016. Council on Foreign Relations. Archivado desde el original el 25 de julio de 2016. Consultado el 9 de febrero de 2019.
433. 1 2 3  Lerder, Lisa (19 de abril de 2015). «Clinton patches relations with liberals at campaign's outset». The Big Story. Associated Press. Archivado desde el original el 23 de junio de 2015. Consultado el 19 de abril de 2015.
434. ↑  Merica, Dan (16 de julio de 2016). «Clinton: I will introduce campaign finance amendment in first 30 days». also see 2 1/2-minute video: CNN. Consultado el 17 de julio de 2016.
435. ↑  Oreskes, Benjamin (16 de julio de 2016). «Clinton pledges constitutional amendment to overturn Citizens United ruling». Politico.com. Consultado el 17 de julio de 2016.
436. ↑  Clinton, Hillary (7 de diciembre de 2015). «Hillary Clinton: How I'd Rein In Wall Street». The New York Times. Consultado el 7 de diciembre de 2015.
437. ↑  «Hillary Clinton On The Issues». The New York Times. 12 de abril de 2015. Consultado el 31 de marzo de 2016.
438. ↑  «Obama rejects Keystone XL pipeline». CNN. Consultado el 23 de mayo de 2016.
439. ↑  «Hillary Clinton: Equal pay, problem-solving would be top priorities». CBS News. 24 de febrero de 2015.
440. ↑  «Investing in America by Restoring Basic Fairness to Our Tax Code». Archivado desde el original el 20 de octubre de 2016.
441. ↑  «How Obamacare Could Backfire on Hillary Clinton». Fiscal Times. Consultado el 6 de agosto de 2016.
442. ↑  «In nod to Sanders, Clinton offers new health care proposals». Associated Press. Consultado el 21 de julio de 2016.
443. ↑  Rappeport, Alan; Sanger-katz, Margot (10 de mayo de 2016). «Hillary Clinton Takes a Step to the Left on Health Care». The New York Times. Consultado el 21 de julio de 2016.
444. ↑  Sherman, Amy. «Hillary Clinton's changing position on same-sex marriage». POLITIFACT. Consultado el 3 de agosto de 2016.
445. ↑  «PGN Exclusive: Hillary Clinton addresses LGBT equality». Epgn.com. 2016. Archivado desde el original el 10 de octubre de 2016. Consultado el 9 de octubre de 2016.
446. ↑  Chozick, Amy (5 de mayo de 2015). «A Path to Citizenship, Clinton Says, 'Is at Its Heart a Family Issue'». The New York Times. Consultado el 6 de mayo de 2015.
447. ↑  Katie Shepherd & Alan Rappeport, How Tim Kaine and Hillary Clinton Compare on the Issues Archivado el 17 de diciembre de 2016 en Wayback Machine., The New York Times (July 22, 2016)
448. ↑  Elise Foley, Hillary Clinton Promises Deportation Relief, Despite Supreme Court Ruling Archivado el 5 de diciembre de 2016 en Wayback Machine., The Huffington Post (July 14, 2016)
449. 1 2  «Trump fires back at Clinton over Muslim ban: 'Ask Hillary who blew up the plane last night'». The Hill. 19 de mayo de 2016. Archivado desde el original el 10 de octubre de 2016. Consultado el 9 de febrero de 2019.
450. ↑  «Hillary Clinton said children of immigrants should go back in 2014». 8 de septiembre de 2017.
451. ↑  Hillary Clinton Education Roundtable in Iowa. C-SPAN.org. Consultado el 25 de noviembre de 2015.
452. ↑  Wright, Brandon (7 de junio de 2016). «Hillary Clinton quotes about education». The Thomas B. Fordham Institute.
453. ↑  «U.S. Senate: Legislation & Records Home > Votes > Roll Call Vote». Senate.gov.
454. ↑  Kranish, Michael (15 de septiembre de 2016). «Hillary Clinton regrets her Iraq vote. But opting for intervention was a pattern.». The Washington Post. Consultado el 10 de diciembre de 2016.
455. ↑  «Was Clinton right about arming Syrian rebels?». CNN. 17 de enero de 2016.
456. ↑  «Clinton unlikely to change course on intervention». Chicago Tribune. 26 de julio de 2007.
457. ↑  Becker, Jo; Shane, Scott (27 de febrero de 2016). «Hillary Clinton, 'Smart Power' and a Dictator's Fall». The New York Times.
458. ↑  «Hillary Clinton to AIPAC: Donald Trump's foreign policy 'dangerously wrong.'». Jewish Journal. 21 de marzo de 2016.
459. ↑  «Clinton Vows to Back Israel in Latest Mideast Conflict». The New York Times. 18 de julio de 2006.
460. ↑  «Hillary Clinton blasts 'unfair' world reaction over Gaza, cites anti-Semitism as factor». The Times of Israel. 10 de agosto de 2016.
461. ↑  Greenwald, Glenn (7 de abril de 2017). «The Spoils of War: Trump Lavished With Media and Bipartisan Praise For Bombing Syria». The Intercept.
462. ↑  «CBS News: "Hillary Calls For End To Electoral College"». Archivado desde el original el 10 de diciembre de 2016. Consultado el 9 de febrero de 2019.
463. ↑  New York Times: "The Case for the Electoral College" December 19, 2000
464. ↑  Fox News: "Time to eliminate the Electoral College?" by William La Jeunesse Archivado el 13 de octubre de 2016 en Wayback Machine. November 5, 2012
465. ↑  umwomen (28 de abril de 2014). «Hillary Rodham Clinton: Assembly 2014» – vía YouTube.
466. 1 2  AMY CHOZICK (29 de enero de 2016). «Some in Iowa Surprised by Hillary Clinton's Ease With Faith». The New York Times. Consultado el 22 de julio de 2016.
467. 1 2 3  Amy Chozick (25 de enero de 2016). «Hillary Clinton Gets Personal on Christ and Her Faith». The New York Times. Consultado el 22 de julio de 2016.
468. ↑  2016 Democratic National Convention (28 de julio de 2016). Hillary Clinton Acceptance Speech (video {quote is at 48 min. 56 sec.}). C-SPAN.
469. 1 2 3  Smith, Ben (12 de marzo de 2006). «Da Hillary Code». The New York Observer. Archivado desde el original el 29 de junio de 2008. Consultado el 3 de octubre de 2007.
470. ↑  Levy, Clifford J (27 de octubre de 2000). «Clinton Rivals Raise Little Besides Rage». The New York Times. Consultado el 29 de septiembre de 2007.
471. 1 2  Van Natta Jr., Don (10 de julio de 1999). «Hillary Clinton's Campaign Spurs A Wave of G.O.P. Fund-Raising». The New York Times.
472. 1 2  Purdum, Todd S (24 de julio de 1995). «The First Lady's Newest Role: Newspaper Columnist». The New York Times.
473. ↑  Jamieson, Kathleen Hall (1995). «Hillary Clinton as Rorschach Test». Beyond the Double Bind: Women and Leadership. Oxford University Press. pp. 22-25. ISBN 0-19-508940-5.
474. ↑  «Who Did the Best Hillary Clinton Impression on SNL? Vote Now! | TV Guide». TVGuide.com (en inglés). 30 de abril de 2015. Consultado el 9 de febrero de 2019.
475. ↑  Jiménez, Eneko Ruiz (5 de octubre de 2015). «Hillary Clinton vs. Hillary Clinton, detrás de una barra de bar». El País. ISSN 1134-6582. Consultado el 9 de febrero de 2019.
476. ↑  «El lado más travieso de la campaña: Los mejores«memes» de Trump y Hillary Clinton». abc. 8 de noviembre de 2016. Consultado el 9 de febrero de 2019.
477. ↑  Dowd, Maureen (18 de mayo de 1992). «Hillary Clinton as Aspiring First Lady: Role Model, or a 'Hall Monitor' Type?». The New York Times.
478. ↑  Sullivan, Amy (julio/agosto 2005). «Hillary in 2008?». Washington Monthly. Archivado desde el original el 14 de julio de 2005. Consultado el 30 de septiembre de 2007.
479. ↑  Daniel Schorr (16 de julio de 2006). Hillary Clinton's Polarizing Force as a Candidate (audio). National Public Radio. Consultado el 5 de febrero de 2007.
480. ↑  Cox, Ana Marie (19 de agosto de 2006). «How Americans View Hillary: Popular but Polarizing». Time. Archivado desde el original el 25 de noviembre de 2006. Consultado el 5 de febrero de 2007.
481. 1 2  Davis, Lanny (10 de octubre de 2007). «Hillary Clinton: Not Polarizing and Highly Electable». The Hill. Archivado desde el original el 11 de mayo de 2008. Consultado el 3 de marzo de 2008.
482. ↑  Estrich, Susan (2005). The Case for Hillary Clinton. HarperCollins. ISBN 0-06-083988-0. pp. 66-68.
483. ↑  «The Presidential Ambitions of Hillary Clinton». Time. 26 de agosto de 2006. Archivado desde el original el 7 de noviembre de 2007. Consultado el 27 de septiembre de 2007.
484. ↑  Hitt, Jack (enero/febrero 2007). «Harpy, Hero, Heretic: Hillary». Mother Jones. Consultado el 7 de octubre de 2007.
485. ↑  Kantor, Jodi (10 de enero de 2008). «Women's Support for Clinton Rises in Wake of Perceived Sexism». The New York Times. Consultado el 13 de enero de 2008.
486. 1 2  Meacham, Jon (21 de enero de 2008). «Letting Hillary Be Hillary». Newsweek. Consultado el 16 de marzo de 2008.
487. ↑  Torregrossa, Luisita Lopez (12 de octubre de 2010). «Hillary Clinton Leads the Pack in Bloomberg Popularity Poll». Politics Daily. Archivado desde el original el 14 de octubre de 2010. Consultado el 16 de noviembre de 2012.
488. ↑  «Barack Obama y Hillary Clinton, los personajes más admirados de 2014». Excélsior. 30 de diciembre de 2014. Consultado el 9 de febrero de 2019.
489. ↑  S.A.P, El Mercurio (2 de septiembre de 2015). «Popularidad de Hillary Clinton alcanza su peor registro en 7 años tras polémica por correos | Emol.com». Emol. Consultado el 9 de febrero de 2019.
490. ↑  Chozick, Amy (9 de junio de 2016). «La larga y agotadora cruzada de Hillary Clinton». The New York Times. ISSN 0362-4331. Consultado el 9 de febrero de 2019.
491. ↑  Bernstein, 2007, p. 446
492. ↑  Cavestany, Juan (26 de febrero de 1997). «Hillary Clinton gana un Grammy». El País. ISSN 1134-6582. Consultado el 1 de octubre de 2020.
493. ↑  «6 cosas que probablemente no sabías sobre Hillary Clinton». BBC News Mundo. Consultado el 1 de octubre de 2020.
494. ↑  «Hillary cuenta "secretos" de la Casa Blanca | Emol.com». webcache.googleusercontent.com. Consultado el 1 de octubre de 2020.
495. ↑  Ruiz–Manjón, Octavio. «Historia viva | El Cultural». Consultado el 1 de octubre de 2020.
496. ↑  «Hillary Clinton arrasa en las librerías con el estreno de su libro de memorias». El País. 11 de junio de 2003. ISSN 1134-6582. Consultado el 1 de octubre de 2020.
497. ↑  «Libro de Hillary Clinton rompe récord de ventas - JUN. 12, 2003 - Actualidad - Historicos - EL UNIVERSO». www.eluniverso.com. Consultado el 1 de octubre de 2020.
498. ↑  Córdoba, Diario. «Hillary Clinton presenta sus memorias». Diario Córdoba. Consultado el 1 de octubre de 2020.
499. ↑  «Las memorias de Hillary Clinton baten récords antes de su publicación». Revista Hola. 30 de abril de 2003. Consultado el 1 de octubre de 2020.
500. ↑  Reinoso, Jose (25 de septiembre de 2003). «China censura las memorias de Hillary». El País. ISSN 1134-6582. Consultado el 1 de octubre de 2020.
501. ↑  «Libro de Hillary Clinton, de los más vendidos del año». El Universal. Consultado el 1 de octubre de 2020.